# Liste der Biografien/Mont
Liste der Biografien |
Portal Biografien |
Personensuche
# |
A |
B |
C |
D |
E |
F |
G |
H |
I |
J |
K |
L |
M |
N |
O |
P |
Q |
R |
S |
T |
U |
V |
W |
X |
Y |
Z |
?
 
Ma |
Mb |
Mc |
Md |
Me |
Mf |
Mg |
Mh |
Mi |
Mj |
Mk |
Ml |
Mm |
Mn |
Mo |
Mp |
Mq |
Mr |
Ms |
Mt |
Mu |
Mv |
Mw |
Mx |
My |
Mz
 
Moa |
Mob |
Moc |
Mod |
Moe |
Mof |
Mog |
Moh |
Moi |
Moj |
Mok |
Mol |
Mom |
Mon |
Moo |
Mop |
Moq |
Mor |
Mos |
Mot |
Mou |
Mov |
Mow |
Mox |
Moy |
Moz
 
Mona |
Monb |
Monc |
Mond |
Mone |
Monf |
Mong |
Monh |
Moni |
Monj |
Monk |
Monl |
Monm |
Monn |
Mono |
Monr |
Mons |
Mont |
Monu |
Monv |
Mony |
Monz
Die Liste der Biografien führt alle Personen auf, die in der deutschsprachigen Wikipedia einen Artikel haben. Dieses ist eine Teilliste mit 1093 Einträgen von Personen, deren Namen mit den Buchstaben „Mont“ beginnt.

## Mont
- Mont, Pol de (1857–1931), flämischer Dichter
- Mont, Ulrich de (1624–1692), Bischof von Chur
- Mont-rodon i de Sorribes, Bertran de († 1384), katalanischer Kanoniker und Bischof von Girona
- Mont-rodon, Arnau de († 1348), Bischof von Girona, Jurist und Bibliophiler

### Monta

#### Montab
- Montabell, Fabian (* 1985), deutscher Fußballspieler

#### Montad
- Montada, Leo (* 1938), deutscher Psychologe
- Montador, Steve (1979–2015), kanadischer Eishockeyspieler

#### Montaf
- Montafié, Anne de (1577–1644), Aristokratin aus dem Piemont

#### Montag
- Montag, Alfred (1929–1998), deutscher Lebensmittelchemiker und Hochschullehrer
- Montag, Andreas (* 1956), deutscher Journalist und Schriftsteller
- Montag, Bernd (* 1969), deutscher Manager und BasketballspielerBernd Montag (* 1969)

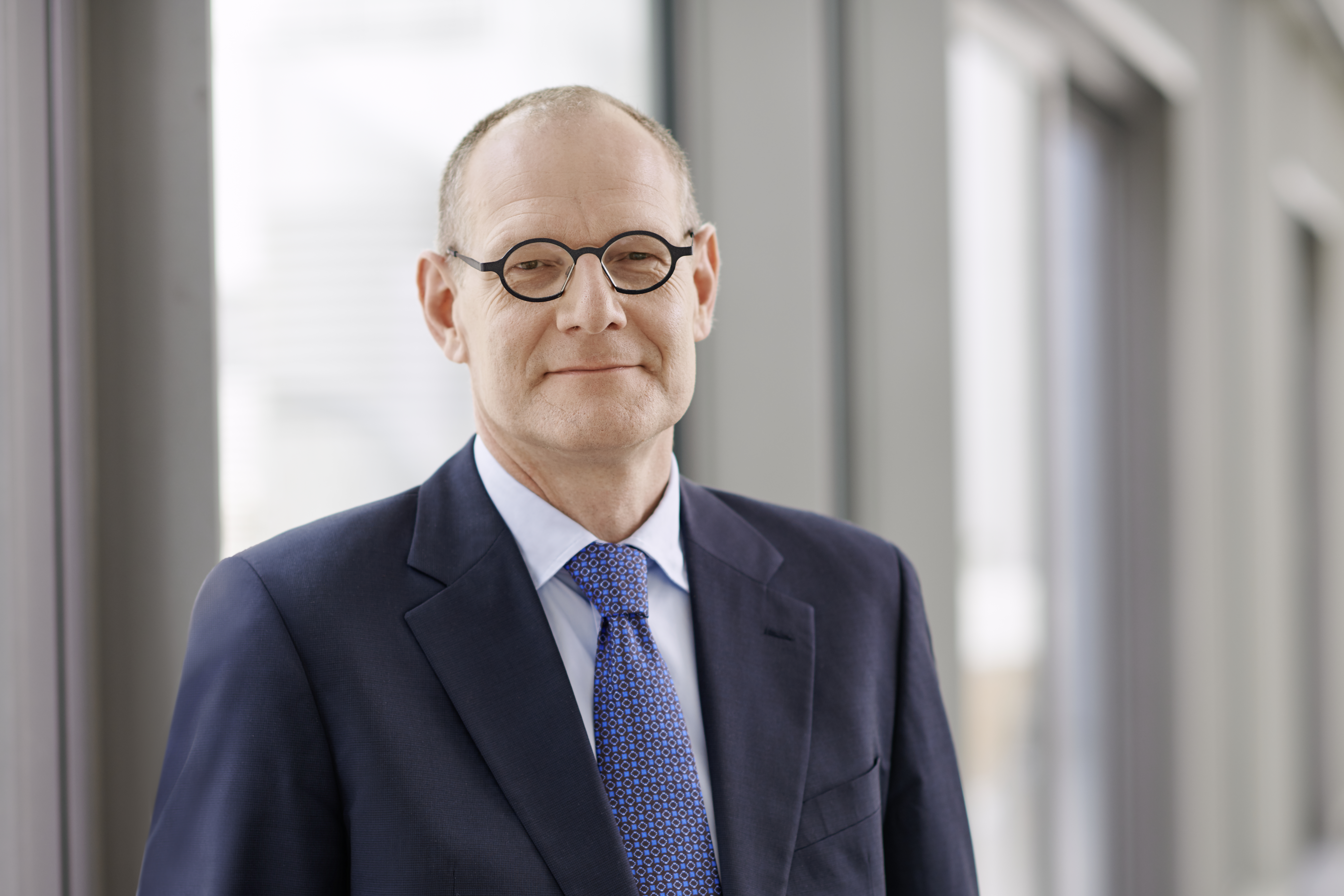
Bernd Montag (* 1969)

- Montag, Carl (1880–1956), Schweizer Maler und Kunstvermittler
- Montag, Carl Richard (* 1929), deutscher Stifter, Bauunternehmer
- Montag, Dieter (* 1949), deutscher Schauspieler
- Montag, Eugen (1741–1811), letzter Abt des Zisterzienserklosters Ebrach
- Montag, Frank W. (* 1973), deutscher Regisseur, Kameramann, Filmproduzent und Dozent
- Montag, Fritz (1896–1943), deutscher Politiker (NSDAP), MdR und SS-Oberführer
- Montag, Hans (* 1952), deutscher Hockeyspieler
- Montag, Hans-Jürgen (1941–1997), deutscher Sport-Physiotherapeut
- Montag, Heidi (* 1986), US-amerikanische Reality-TV-Darstellerin und SängerinHeidi Montag (* 1986)

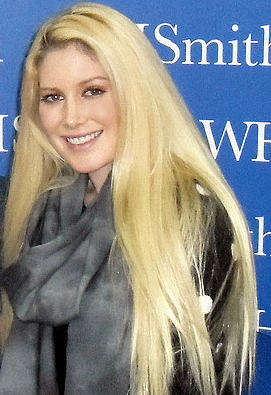
Heidi Montag (* 1986)

- Montag, Horst (* 1938), deutscher Geodät und Hochschullehrer
- Montag, Horst (* 1944), deutscher Politiker (DVU), MdL
- Montag, Jan-Marco (* 1983), deutscher Hockeyspieler
- Montag, Jemima (* 1998), australische Leichtathletin
- Montag, Jennifer (* 1998), deutsche Leichtathletin
- Montag, Jerzy (* 1947), deutscher Politiker (Bündnis 90/Die Grünen)
- Montag, Joachim (* 1956), deutscher Hockeyspieler
- Montag, Karl (1917–1982), deutscher Geigenbauer
- Montag, Lars (* 1971), deutscher Regisseur
- Montag, Luise (1849–1927), österreichische Volkssängerin in Wien
- Montag, Matthias (* 1974), deutscher Medienmanager
- Montag, Otto (1897–1973), deutscher Fußballspieler
- Montag, Robert-Martin (* 1980), deutscher Politiker (FDP)
- Montag, Wilhelm (* 1934), deutscher Ruderer
- Montag, Wolf-Dieter (1924–2018), deutscher Sportmediziner und -funktionär
- Montag-Seewald, Saskia (* 1978), deutsche Gemmologin und JuwelierinSaskia Montag-Seewald (* 1978)

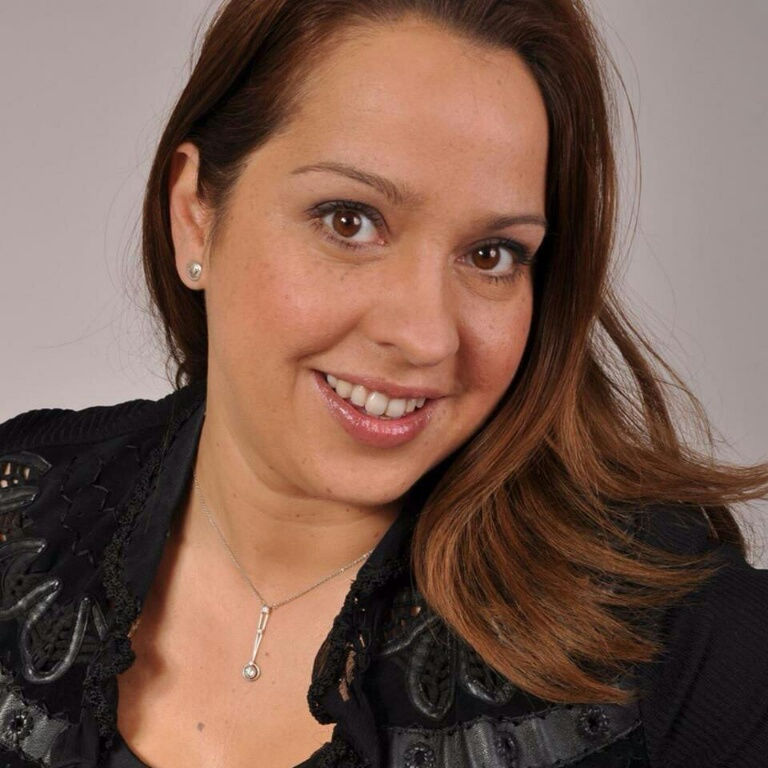
Saskia Montag-Seewald (* 1978)

- Montagano, Giacomo († 1477), italienischer Adliger und Condottiere
- Montagna, Bartolomeo († 1523), italienischer Maler
- Montagna, Benedetto, italienischer Maler und Kupferstecher, Sohn des Bartolomeo Montagna
- Montagna, Giulio Cesare (1874–1953), italienischer Diplomat
- Montagna, Paolo (* 1976), san-marinesischer Fußballspieler
- Montagna, Peter (* 1952), amerikanischer Maskenbildner
- Montagnana, Antonio, italienischer Opernsänger (Bass)
- Montagnana, Domenico (1686–1750), venezianischer Geigenbauer
- Montagnani, Renzo (1930–1997), italienischer Film- und Theaterschauspieler
- Montagne, Alfred (1881–1963), französischer Generalleutnant
- Montagne, Camille (1784–1866), französischer Militär-Arzt und Biologe (Bryologie und Mykologie)
- Montagne, Édouard (1830–1899), französischer Librettist und Autor
- Montagné, Gilbert (* 1951), französischer Sänger
- Montagnier, Luc (1932–2022), französischer Virologe und NobelpreisträgerLuc Montagnier (1932–2022)

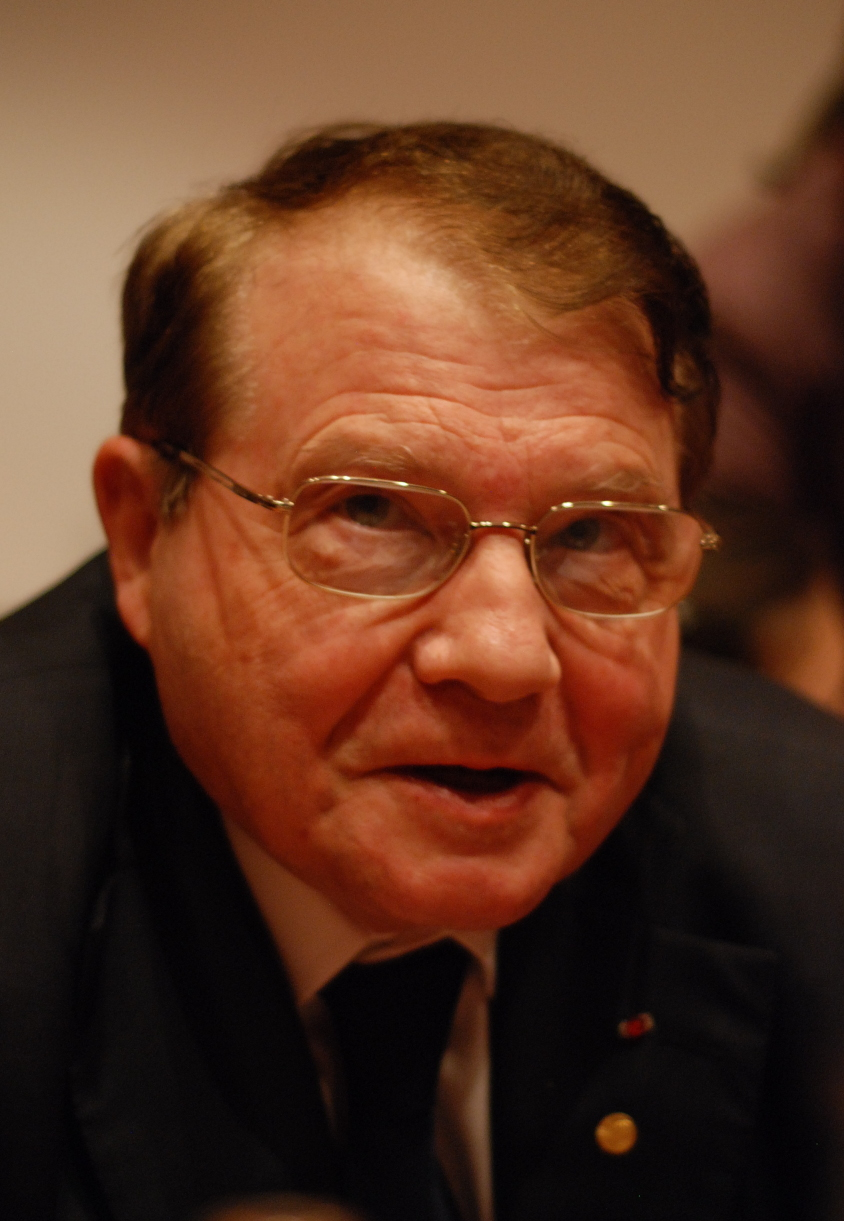
Luc Montagnier (1932–2022)

- Montagnini, Carlo (1863–1913), italienischer Geistlicher, römisch-katholischer Erzbischof und vatikanischer Diplomat
- Montagnoli, Mauro (* 1945), brasilianischer Ordensgeistlicher, römisch-katholischer Bischof von Ilhéus
- Montagnolli, Sara (* 1978), österreichische Beachvolleyballspielerin
- Montagnon, Elsa (* 1976), französische Ingenieurin
- Montagny, Franck (* 1978), französischer Automobilrennfahrer
- Montagu, Alexander, 10. Earl of Sandwich (1906–1995), britischer konservativer Politiker, Mitglied des House of Commons
- Montagu, Angus, 12. Duke of Manchester (1938–2002), britischer Herzog
- Montagu, Ashley (1905–1999), britisch-amerikanischer Anthropologe
- Montagu, Charles (1741–1784), britischer Politiker, Gouverneur der Province of South Carolina
- Montagu, Charles, 1. Earl of Halifax (1661–1715), englischer Politiker und Dichter
- Montagu, Edward, 1. Earl of Sandwich (1625–1672), englischer Admiral und Politiker
- Montagu, Edwin Samuel (1879–1924), britischer Politiker, Mitglied des House of Commons
- Montagu, Elizabeth (1718–1800), englische Salondame, Schriftstellerin und Mäzenin
- Montagu, Ewen (1901–1985), britischer Richter, Autor und Geheimdienstmitarbeiter
- Montagu, Felicity (* 1960), britische Schauspielerin
- Montagu, George (1753–1815), britischer Zoologe
- Montagu, George, 1. Duke of Montagu (1712–1790), britischer Peer und Politiker
- Montagu, George, 8. Duke of Manchester (1853–1892), britischer Aristokrat und Politiker
- Montagu, Ivor (1904–1984), englischer Filmemacher, Filmeditor, Filmproduzent, Filmkritiker, Tischtennisspieler und linker Politiker
- Montagu, John (1797–1853), britischer Kolonialsekretär der Kapkolonie
- Montagu, John, 1. Baron Montagu, englischer Adeliger
- Montagu, John, 11. Earl of Sandwich (1943–2025), britischer Unternehmer und Politiker
- Montagu, John, 2. Duke of Montagu (1690–1749), britischer Peer
- Montagu, John, 4. Earl of Sandwich (1718–1792), britischer Diplomat und StaatsmannJohn Montagu, 4. Earl of Sandwich (1718–1792)

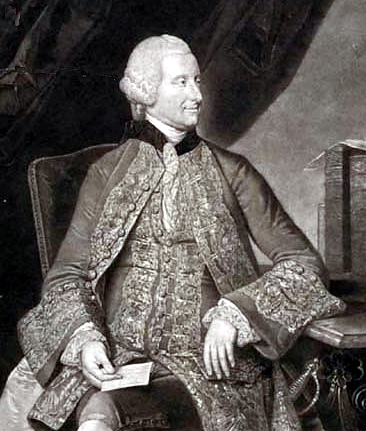
John Montagu, 4. Earl of Sandwich (1718–1792)

- Montagu, Mary Wortley (1689–1762), englische Schriftstellerin
- Montagu, Ralph, 1. Duke of Montagu (1638–1709), englischer Höfling und Diplomat
- Montagu, Samuel, 1. Baron Swaythling (1832–1911), britischer Bankier und Politiker, Mitglied des House of Commons
- Montagu, Simon († 1345), englischer Geistlicher, Bischof von Worcester und Ely
- Montagu, Simon de, 1. Baron Montagu († 1316), englischer Adliger
- Montagu, Thomas, 4. Earl of Salisbury (1388–1428), englischer Feldherr im Hundertjährigen KriegThomas Montagu, 4. Earl of Salisbury (1388–1428)

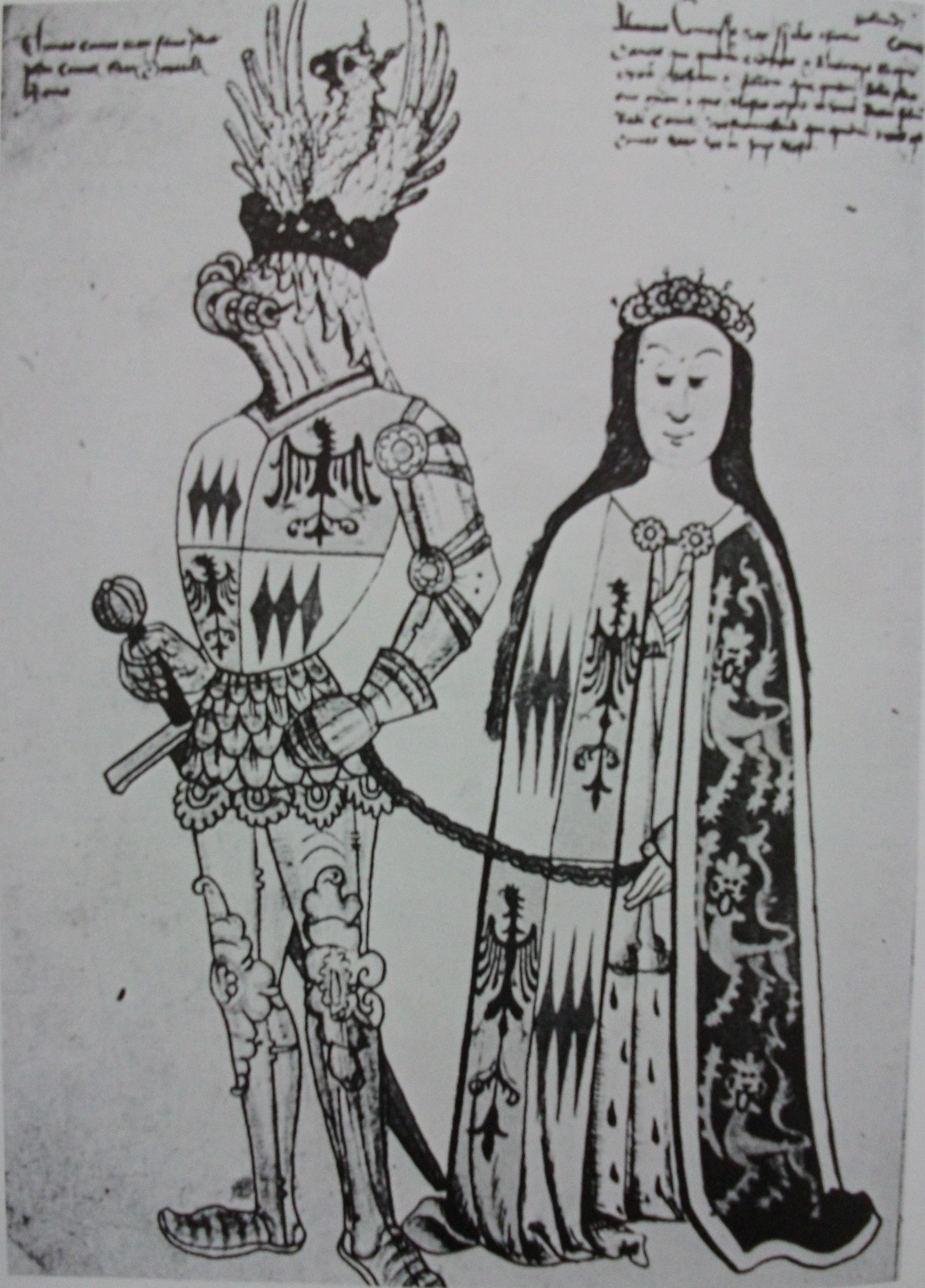
Thomas Montagu, 4. Earl of Salisbury (1388–1428)

- Montagu, William, 1. Earl of Salisbury (1301–1344), englischer Militär und Magnat
- Montagu, William, 2. Baron Montagu († 1319), englischer Adliger, Militär, Beamter und Höfling
- Montagu, William, 2. Earl of Salisbury (1329–1397), englischer Militär und Magnat
- Montagu-Douglas-Scott, Charlotte (1811–1895), britische Adlige und Hofdame
- Montagu-Douglas-Scott, Walter, 8. Duke of Buccleuch (1894–1973), britischer Politiker
- Montagu-Granville-Stuart-Wortley, Edward, 1. Earl of Wharncliffe (1827–1899), britischer Adliger und Politiker
- Montagu-Stuart-Wortley, Edward (1857–1934), britischer General
- Montague Browne, Anthony (1923–2013), Privatsekretär Winston Churchills
- Montague, Andrew, irischer Politiker (342. Lord Mayor of Dublin)
- Montague, Andrew Jackson (1862–1937), US-amerikanischer Politiker
- Montague, Charles Edward (1867–1928), britischer Journalist und Autor
- Montague, Chris, britischer Jazz und Fusionmusiker (Gitarre)
- Montague, Diana (* 1953), britische Opernsängerin (Mezzosopran)
- Montague, Evelyn (1900–1948), britischer Hindernisläufer
- Montague, Frederick, 1. Baron Amwell (1876–1966), britischer Politiker (Labour Party)
- Montague, John (1911–1991), kanadischer Geiger und Musikpädagoge
- Montague, John Patrick (1929–2016), irischer Dichter und Schriftsteller
- Montague, Lee (1927–2025), britischer Schauspieler
- Montague, Liz (* 1995), US-amerikanische Karikaturistin
- Montague, Michael, Baron Montague of Oxford (1932–1999), britischer Geschäftsmann, Unternehmer und Politiker (Labour Party)
- Montague, Percival John (1882–1966), kanadischer Generalleutnant, Rechtsanwalt und Richter
- Montague, Raye (1935–2018), US-amerikanische Schiffsingenieurin
- Montague, Richard (1930–1971), US-amerikanischer Mathematiker, Philosoph und Linguist
- Montague, Robert, jamaikanischer Politiker (Jamaica Labour Party)
- Montague, Robert Latane (1819–1880), US-amerikanischer Politiker und Jurist
- Montague, Robert M. (1899–1958), US-amerikanischer Offizier, Generalleutnant der US-Army
- Montague, Samuel S. (1830–1883), US-amerikanischer Eisenbahnbauingenieur
- Montague, Stephen (* 1943), US-amerikanischer Komponist
- Montague, William Lewis (1831–1908), US-amerikanischer Romanist
- Montague, William Pepperell (1873–1953), US-amerikanischer Philosoph
- Montague-Barlow, Anderson (1868–1951), britischer Politiker, Unterhausabgeordneter und Rechtsanwalt
- Montaguti, Matteo (* 1984), italienischer Bahn- und Straßenradrennfahrer

#### Montai
- Montaignac de Chauvance, Louis Raymond de (1811–1891), französischer Politiker und Marineoffizier
- Montaignac, Louise Thérèse de (1820–1885), Gründerin der Oblatinnen des Heiligsten Herzens Jesu
- Montaigne (* 1995), australische/r Sänger/in
- Montaigne, Marion (* 1980), französische Comiczeichnerin, Bloggerin und Autorin
- Montaigne, Michel de (1533–1592), französischer Politiker, Jurist, Philosoph und AutorMichel de Montaigne (1533–1592)

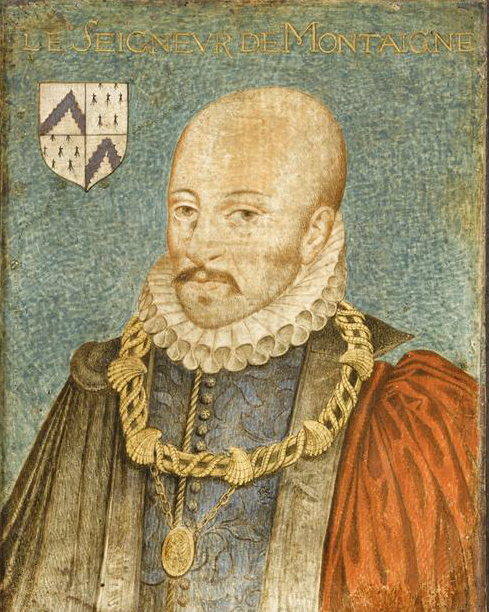
Michel de Montaigne (1533–1592)

- Montaigne, Paul Léon Cornelius (1883–1962), französischer, römisch-katholischer Priester, Bischof und Missionar
- Montaigne, Pierre Eyquem de (1495–1568), Bürgermeister von Bordeaux, Vater von Michel de Montaigne
- Montaigne, Théo (* 2006), madagassischer Skirennläufer
- Montaigu, Claude de († 1471), Herr von Couches, burgundischer Ratgeber und Kammerherr, Ritter im Orden vom Goldenen Vlies (ab 1468)
- Montaigu, Gérard de der Ältere († 1391), Berater und Sekretär des französischen Königs Karl V.
- Montaigu, Gérard de der Jüngere († 1420), Bischof von Poitiers und Paris
- Montaigue, Erle (1949–2011), australischer Taijiquan-Lehrer

#### Montal
- Montal Fornés, Paula (1799–1889), spanische Ordensgründerin und Heilige der katholischen Kirche
- Montal, Claude (1800–1865), französischer Klavierbauer
- Montalà, Irene (* 1976), spanische Schauspielerin
- Montalba, Clara (1840–1929), englische Aquarellmalerin
- Montalbán, Isa (* 1998), spanische Schauspielerin
- Montalban, Maddalena (1820–1869), bedeutendste Republikanerin und Streiterin für Venedigs Unabhängigkeit
- Montalban, Nicolò di († 1695), venezianischer Dichter, Architekt und Geistlicher
- Montalbán, Ricardo (1920–2009), mexikanischer FilmschauspielerRicardo Montalbán (1920–2009)

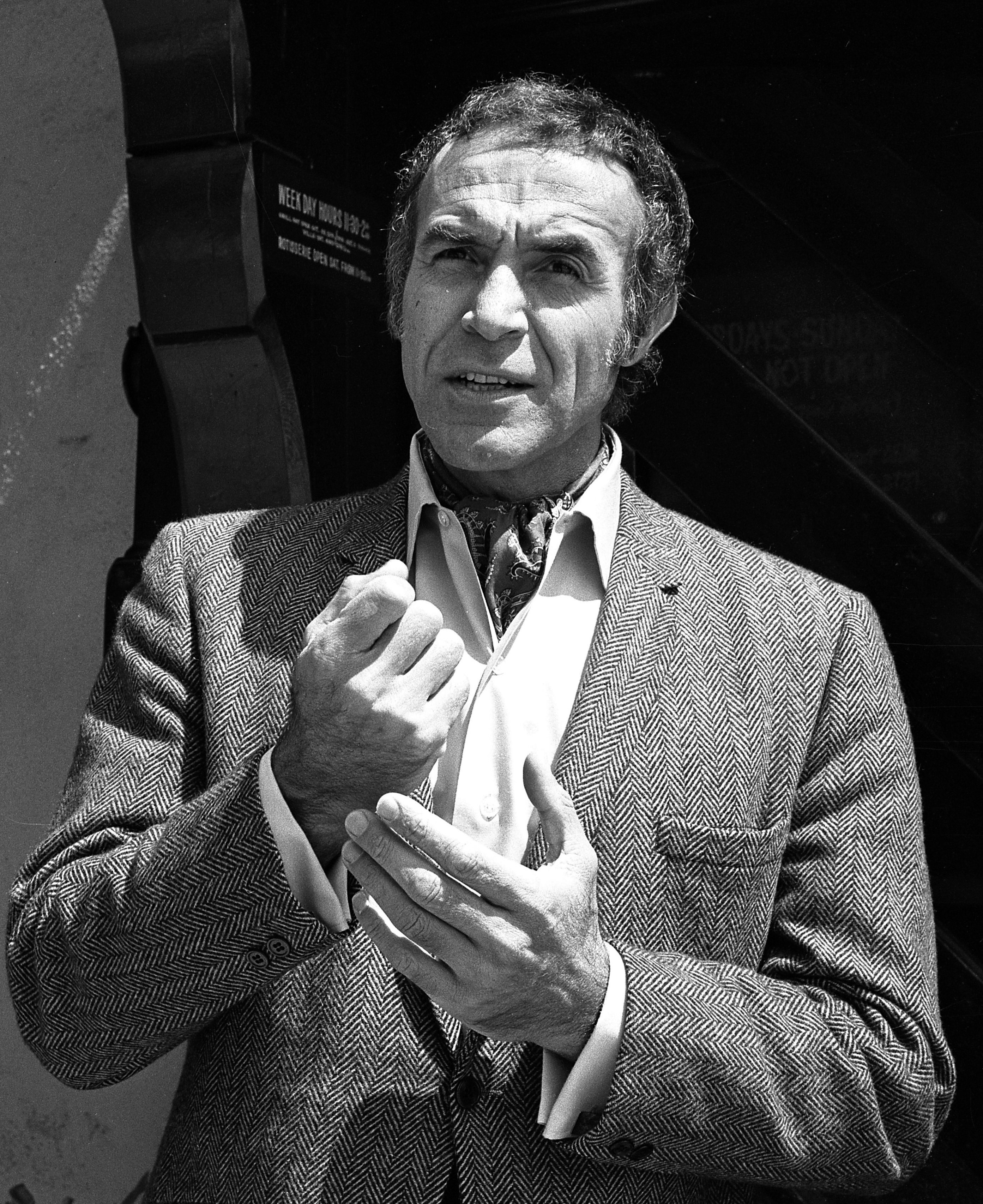
Ricardo Montalbán (1920–2009)

- Montalbani, Ovidio (1601–1671), italienischer Philosoph, Mathematiker, Mediziner, Astronom, Botaniker und Universitätsdozent
- Montalbano, Bartolomeo, italienischer Komponist und Kapellmeister
- Montalboddo, Fracanzano da, Herausgeber
- Montald, Constant (1862–1944), belgischer Maler, Bildhauer und Kunstpädagoge
- Montaldo, Giuliano (1930–2023), italienischer Filmemacher und Regisseur
- Montale, Eugenio (1896–1981), italienischer Schriftsteller
- Montalembert, Charles de (1810–1870), französischer Historiker und Politiker, Mitglied der Nationalversammlung
- Montalembert, Hugues de (* 1943), französischer Maler, Dokumentarfilmer und Schriftsteller
- Montalembert, Marc-René de (1714–1800), französischer Ingenieur für Waffentechnik und Festungsbau
- Montali, Luigi (1921–2009), italienischer Politiker
- Montalin, Peter (* 1953), Schweizer Schriftsteller
- Montalivet, Marthe Camille Bachasson de (1801–1880), französischer Politiker
- Montalta, Eduard (1907–1986), Schweizer Heilpädagoge
- Montalva, Óscar (1938–1997), chilenischer Fußballspieler
- Montalvo Higuera, Gabriel (1930–2006), kolumbianischer Geistlicher, Titularerzbischof von Celene und Diplomat des Heiligen Stuhls
- Montalvo Samaniego, Mauricio (* 1961), ecuadorianischer Rechtsanwalt und Diplomat
- Montalvo y Ambulodi, Francisco (1754–1822), spanischer Offizier und Kolonialverwalter
- Montalvo, Garci Rodríguez de, spanischer Schriftsteller
- Montalvo, Jay, US-amerikanischer Schauspieler, Drehbuchautor und Synchronsprecher
- Montalvo, Juan (1832–1889), ecuadorianischer Schriftsteller, Essayist und Journalist
- Montalvo, Laura (* 1976), argentinische Tennisspielerin
- Montalvo, Niurka (* 1968), spanische Weit- und Dreispringerin kubanischer Herkunft
- Montalvo, Paco (* 1992), spanischer Geiger
- Montalvo, Victor (* 1994), US-amerikanischer Breakdancer
- Montalvor, Luís de (1891–1947), portugiesischer Schriftsteller

#### Montan
- Montan, Anders (1845–1917), schwedischer Genre- und Interieurmaler sowie Lithograf der Düsseldorfer Schule
- Montan, Nils (1916–1986), schwedischer Diplomat
- Montana, Amber (* 1998), US-amerikanische Schauspielerin
- Montana, Chris (* 1974), deutscher House-DJ und Produzent
- Montana, Claude (1947–2024), französischer Modeschöpfer und Designer
- Montana, Cyril (* 1969), französischer Schriftsteller
- Montana, Faye (* 2003), deutsche Jungschauspielerin, YouTuberin und Moderatorin
- Montana, Francisco (* 1969), US-amerikanischer Tennisspieler
- Montaña, Freddy (* 1982), kolumbianischer Straßenradrennfahrer
- Montana, Joe (* 1956), US-amerikanischer American-Football-Spieler
- Montana, Joey (* 1982), panamaischer Musiker
- Montaña, José Leonardo (* 1992), kolumbianischer Leichtathlet
- Montana, Karlie (* 1986), US-amerikanische Pornodarstellerin
- Montana, Lenny (1926–1992), US-amerikanischer Ringer und Schauspieler
- Montana, Malik (* 1989), deutsch-polnischer Rapper und Songwriter
- Montana, Max (* 1996), US-amerikanisch-deutscher Basketballspieler
- Montana, Patsy (1908–1996), US-amerikanische Country-Sängerin
- Montaña, Raúl (* 1971), kolumbianischer Radrennfahrer
- Montana, Small (1913–1976), philippinischer Boxer im Fliegengewicht
- Montana, Tim (* 1985), US-amerikanischer Country-Rock/Southern-Rock-Sänger
- Montana, Zaz (* 1966), deutscher Filmeditor
- MontanaBlack (* 1988), deutsch-türkischer Entertainer, Webvideoproduzent und LivestreamerMontanaBlack (* 1988)
- MontanaMax (* 1984), deutscher Rapper

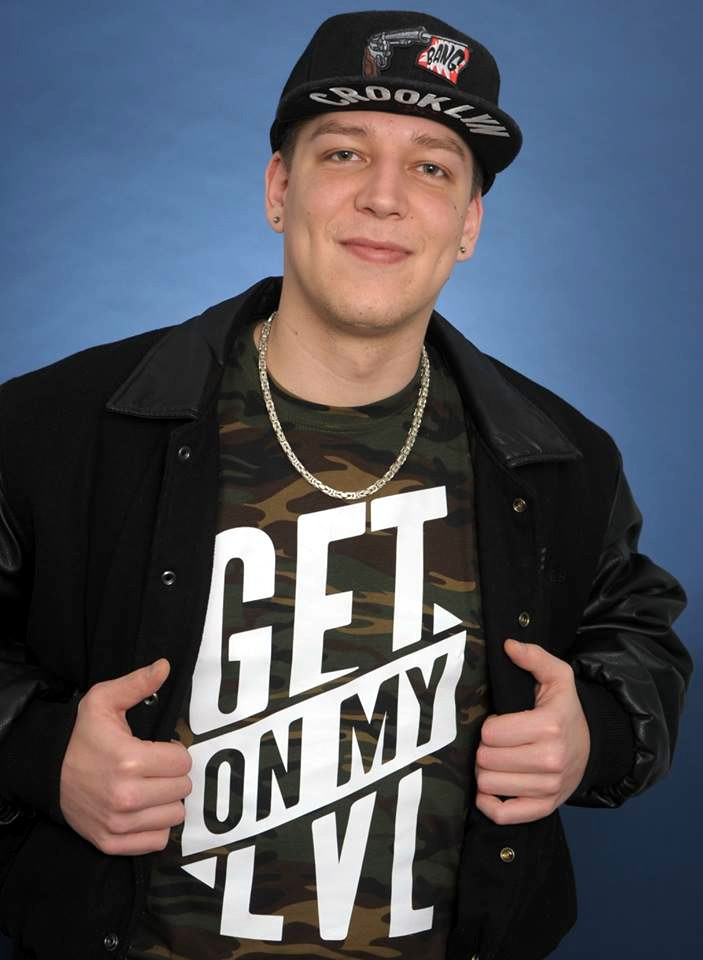
MontanaBlack (* 1988)

- Montanari, Antonio (1676–1737), italienischer Violinist und Komponist des Barock
- Montanari, Christian (* 1981), san-marinesischer Autorennfahrer
- Montanari, Danila (1948–2023), italienische Schriftstellerin
- Montanari, Elke (* 1963), deutsche Sprachwissenschaftlerin
- Montanari, Enrico (* 1985), italienischer Radrennfahrer
- Montanari, Franco (* 1950), italienischer Altphilologe
- Montanari, Geminiano (1633–1687), italienischer Astronom
- Montanari, Gianni (1949–2020), italienischer Science-Fiction-Autor, Übersetzer und Herausgeber
- Montanari, Ilson de Jesus (* 1959), brasilianischer Geistlicher und Kurienerzbischof der römisch-katholischen KircheIlson de Jesus Montanari (* 1959)

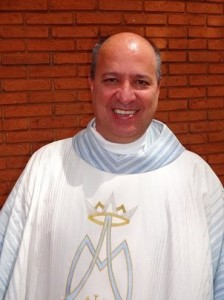
Ilson de Jesus Montanari (* 1959)

- Montanari, Lidia (1948–2018), italienische Schauspielerin und Filmregisseurin
- Montanari, Marcel (* 1985), Schweizer Politiker (FDP)
- Montanari, Massimo (* 1949), italienischer Historiker
- Montanari, Nunzio (1915–1993), italienischer Pianist und Komponist
- Montanari, Richard (* 1952), US-amerikanischer Schriftsteller, Drehbuchautor und Essayist
- Montanari, Rino (1945–2000), italienischer Radsportler
- Montanari, Sergio (1937–1999), italienischer Filmeditor
- Montanari, Tomaso (* 1971), italienischer Kunsthistoriker
- Montanari, Wolfango (1931–2021), italienischer Leichtathlet
- Montanaro, Anna (* 1973), deutsche Musicaldarstellerin
- Montanaro, Carlo, italienischer Geiger und Dirigent
- Montanaro, Giovanni Antonio, italienischer Bildhauer, Architekt und Ingenieur der Renaissance
- Montanaro, Sabino Augusto (1922–2011), paraguayischer Politiker
- Montand, Yves (1921–1991), französischer Schauspieler und ChansonnierYves Montand (1921–1991)

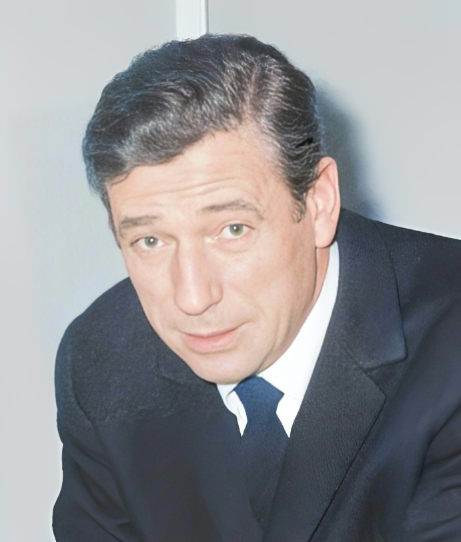
Yves Montand (1921–1991)

- Montandon, George (1879–1944), schweizerisch-französischer Anthropologe, Ethnologe und Vertreter eines wissenschaftlichen Rassismus
- Montandon, Gil (* 1965), Schweizer Eishockeyspieler, -trainer und -funktionär
- Montandon, Philippe (* 1982), Schweizer Fußballspieler
- Montandon, Raoul (1877–1950), Schweizer Parapsychologe
- Montane, Joan Claudi (* 1955), andorranischer Boxer
- Montané, Núria (* 1982), spanische Freestyle-Skisportlerin
- Montaneis, Stéphanie de, Ärztin in Lyon
- Montanelli, Giacomo (1877–1944), italienischer römisch-katholischer Erzbischof
- Montanelli, Indro (1909–2001), italienischer Journalist, Schriftsteller und Historiker
- Montanelli, Wanda, italienische Politikerin und Singer-Songwriterin
- Montaner, Concepción (* 1981), spanische Weitspringerin
- Montaner, Julio (* 1956), kanadischer Mediziner
- Montaner, Megan (* 1987), spanische Schauspielerin und ModelMegan Montaner (* 1987)

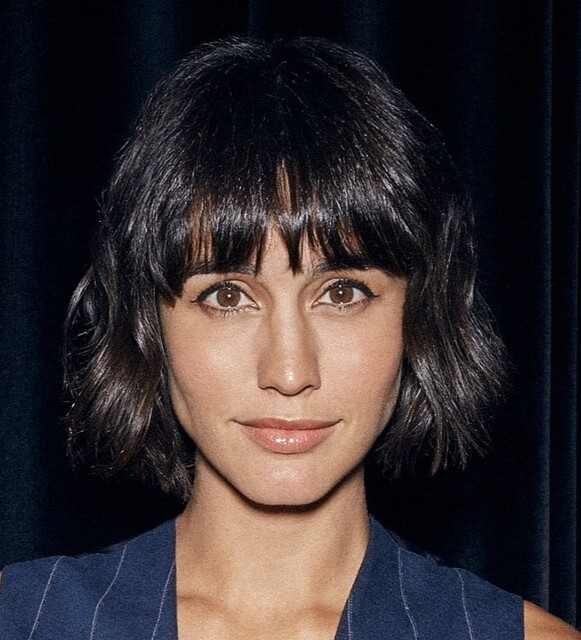
Megan Montaner (* 1987)

- Montaner, Ricardo (* 1957), venezolanischer Sänger
- Montaner, Rita (1900–1958), kubanische Sängerin und Schauspielerin
- Montañés Roca, Francesc (* 1990), spanischer Tennisspieler
- Montañés, Albert (* 1980), spanischer Tennisspieler
- Montañés, Joaquín (* 1953), spanisch-deutscher Fußballspieler
- Montañés, José Luis (* 1990), uruguayischer Fußballspieler
- Montañés, Paco (* 1986), spanischer Fußballspieler
- Montañez, Andy (* 1942), puerto-ricanischer Salsamusiker
- Montañez, Isabel (* 1960), schweizerisch-amerikanische Geologin und Paläoklimatologin
- Montañez, Pedro (1914–1996), puerto-ricanischer Boxer im Leichtgewicht
- Montañez, Polo (1955–2002), kubanischer Songschreiber und Sänger
- Montani, Dario (* 1961), italienischer Radrennfahrer
- Montani, Giovanni († 2006), italienischer Fußballspieler, Opfer einer Familien-Fehde
- Montani, Sarah (* 1972), schweizerische Künstlerin, Digitalpionierin und Juristin
- Montanier, Philippe (* 1964), französischer Fußballspieler- und trainer
- Montano, Aldo (1910–1996), italienischer Fechter
- Montano, Aldo (* 1978), italienischer Säbelfechter und Olympiasieger
- Montaño, Alysia (* 1986), US-amerikanische Mittelstreckenläuferin
- Montano, Carl (* 1983), philippinischer Eishockeyspieler
- Montano, Carlo (* 1952), italienischer Fechter
- Montaño, Frank A., US-amerikanischer Tontechniker
- Montaño, Johnnier (* 1983), kolumbianischer Fußballspieler
- Montano, Leonel (* 1999), dänischer Fußballspieler
- Montano, Linda (* 1942), US-amerikanische Performancekünstlerin
- Montano, Machel (* 1974), trinidadischer Sänger, Produzent und Songwriter von Soca-Musik
- Montano, Mario Aldo (* 1948), italienischer Fechter
- Montano, Mario Tullio (1944–2017), italienischer Säbelfechter und Olympiasieger
- Montaño, Otilio (1887–1917), mexikanischer Revolutionär
- Montano, Tommaso (* 1953), italienischer Fechter
- Montaño, Víctor Hugo (* 1984), kolumbianischer Fußballspieler
- Montaño, Yamil (* 1981), bolivianischer Straßenradrennfahrer
- Montanus, Begründer des Montanismus
- Montanus, Arnoldus (1625–1683), holländischer Theologe und Philosoph
- Montanus, Jacob, evangelischer Theologe, Humanist und Reformator
- Montanus, Johann Heinrich (1680–1743), deutscher katholischer Priester
- Montanus, Johannes Baptista (1498–1551), italienischer Mediziner
- Montanus, Johannes Scultetus (1531–1604), deutscher Mediziner und Paracelsist
- Montanus, Martin, deutscher Schwankdichter und Dramatiker
- Montanus, Ulf (* 1961), deutscher SchauspielerUlf Montanus (* 1961)

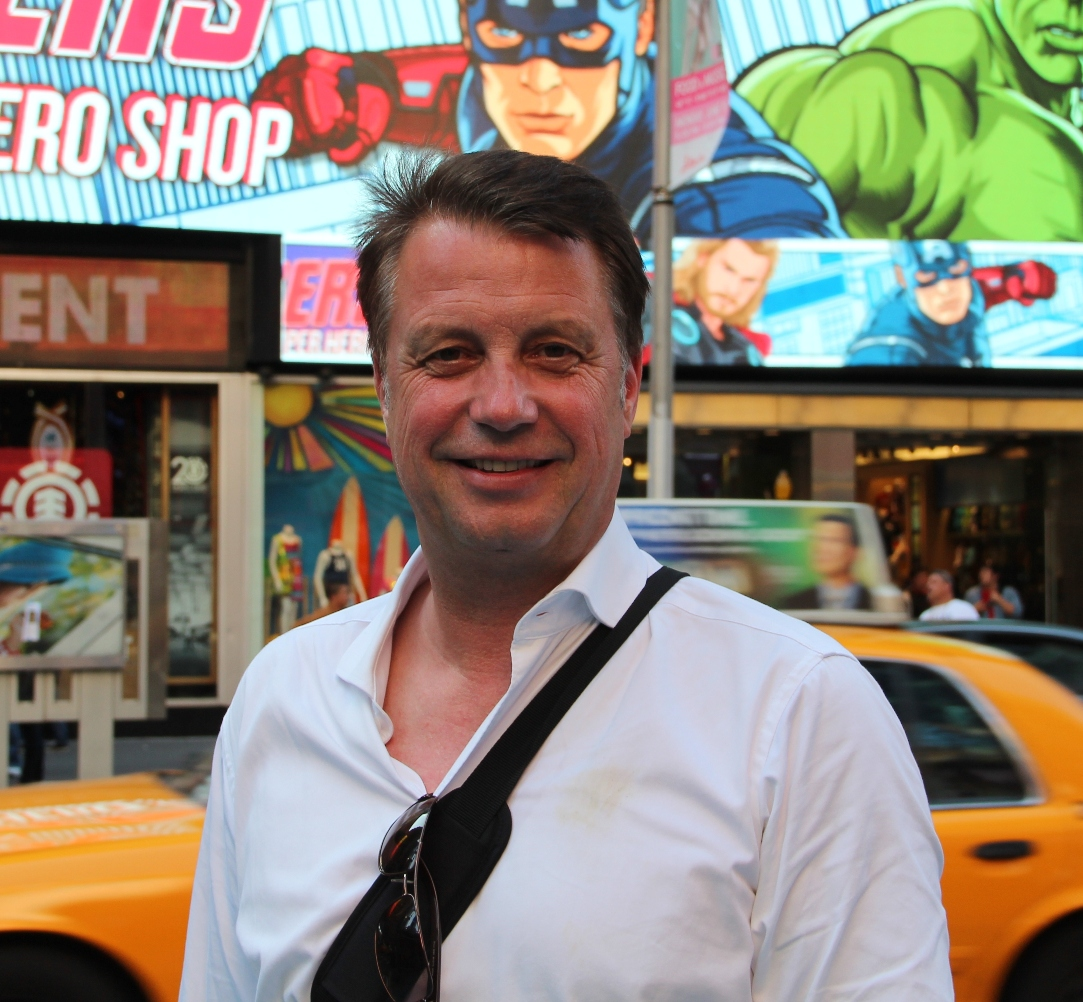
Ulf Montanus (* 1961)

#### Montar
- Montargues, Johann Peter von (* 1695), dänischer Generalmajor und Chef des Oldenburger Infanterie-Regiments
- Montargues, Peter von (1660–1733), preußischer Generalmajor und Chef des Ingenieurkorps
- Montari, Salim (* 1999), deutscher Rapper
- Montaroup, Aurélien (* 1985), französischer Fußballspieler
- Montarroyos, Ayrton (* 1995), brasilianischer Sänger

#### Montas
- Montas, Michèle (* 1946), haitianische Journalistin
- Montasser, Magdalena (* 2003), deutsche Synchronsprecherin und Sängerin
- Montassir, Hussain (1923–1992), ägyptischer Basketballspieler

#### Montau
- Montauban, Jacques Pousset de († 1685), französischer Jurist, Parlamentsadvokat und Schriftsteller
- Montauban, Jean de (1412–1466), französischer Adliger, Militär und Gesandter; Admiral von Frankreich
- Montauban, Jean de, französischer Adliger und Militär
- Montauban, Marie de, französische Adlige und Mörderin
- Montauban, Olivia (* 1991), französische Bahnradsportlerin
- Montaut, Ernest (1878–1909), französischer Plakatkünstler
- Montaut, Henri de (* 1830), französischer Zeichner, Illustrator und Kupferstecher
- Montaut-Bénac, Philippe de (1619–1684), französischer Diplomat und Militär, Marschall von Frankreich
- Montaut-Manse, Bernard de (1893–1958), französischer Jurist, Gardian und Dichter okzitanischer Sprache
- Montaut-Navailles, Marie-Joséphine-Louise de (1773–1862), französischer Adlige und Hofdame

#### Montav
- Montavon, Guy (* 1961), Schweizer Opernregisseur und Generalintendant des Theaters Erfurt
- Montavon, Mindy, US-amerikanische Schauspielerin, Musicaldarstellerin und Filmproduzentin
- Montavon, Odile (* 1949), Schweizer Politikerin (CS)

#### Montaz
- Montazami-Dabui, Mehrangis (* 1941), iranische Filmemacherin in Deutschland
- Montazel, Pierre (1911–1975), französischer Kameramann
- Montazeri, Hossein Ali (1922–2009), iranischer Großajatollah
- Montazeri, Mehrzad, iranisch-österreichischer Opernsänger (Tenor)
- Montazeri, Pejman (* 1983), iranischer Fußballspieler

### Montb
- Montbarrey, Alexandre-Marie-Léonor de Saint-Mauris de (1732–1796), Prince de Montbarrey
- Montbé, Alban von (1821–1911), sächsischer General der Infanterie
- Montberon, Jacques de († 1422), französischer Adliger, Marschall von Frankreich
- Montbrial, Thierry de (* 1943), französischer Ökonom und Hochschullehrer
- Montbrun, Louis-Pierre (1770–1812), französischer General

### Montc
- Montcalm, Louis-Joseph de (1712–1759), französischer General im Franzosen- und IndianerkriegLouis-Joseph de Montcalm (1712–1759)

Louis-Joseph de Montcalm (1712–1759)

- Montcalm, Noelle (* 1988), kanadische Hürdenläuferin
- Montchalin, Amélie de (* 1985), französische Politikerin und StaatssekretärinAmélie de Montchalin (* 1985)

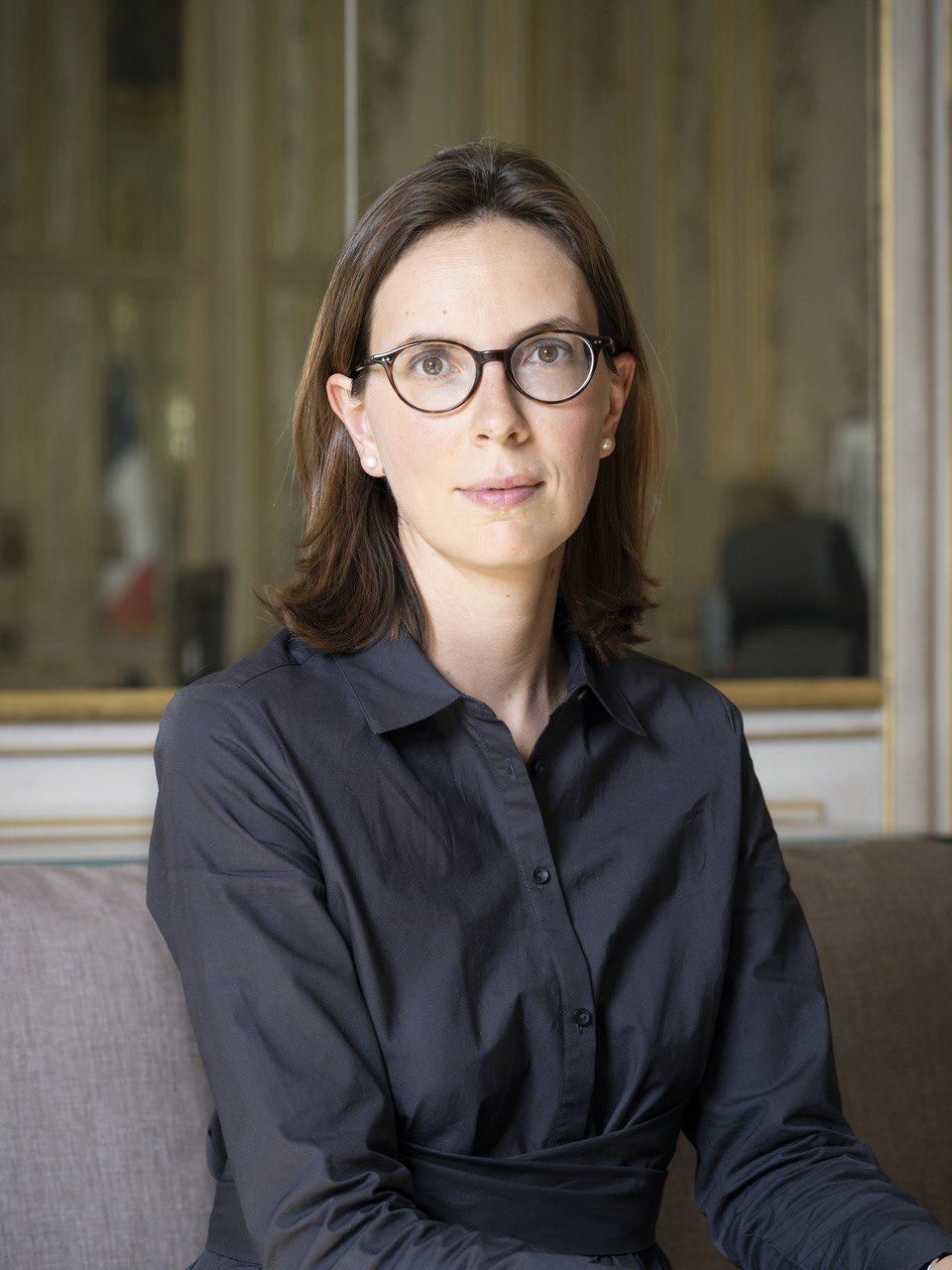
Amélie de Montchalin (* 1985)

- Montcheuil, Yves de (1900–1944), französischer Philosoph und Theologe
- Montchrétien, Antoine de (1576–1621), französischer Wirtschaftswissenschaftler
- Montclar, Joseph de (1625–1690), elsässischer General
- Montclare, Jin Kim, US-amerikanische Chemikerin, Biochemikerin und Hochschullehrerin
- Montcourt, Mathieu (1985–2009), französischer Tennisspieler

### Montd
- Montdory (1594–1653), französischer Schauspieler und Theaterdirektor

### Monte
- Monte Alverne, Francisco do (1784–1858), Franziskaner und Hofprediger
- Monte Carmelo, María del (1848–1911), spanische katholische Ordensgründerin
- Monte, Adam del (* 1966), spanischer klassischer und Flamencogitarrist, Komponist und Musikpädagoge
- Monte, Aegidius de († 1577), niederländischer römisch-katholischer Bischof von Deventer
- Monte, Aldo Del (1915–2005), italienischer römisch-katholischer Geistlicher und Bischof von Novara
- Monte, Axel (1962–2016), deutscher Übersetzer, Autor, Ethnologe und Kulturwissenschafter
- Monte, Bryan (* 2003), brasilianischer Handballspieler
- Monté, Ennesto (* 1975), serbisch-deutscher Sänger
- Monte, Fabrizio del (* 1980), italienischer Automobilrennfahrer
- Monte, Floralba del (1929–2017), dominikanische Pianistin und Musikpädagogin
- Monte, Herkus († 1273), Herzog der NatangerHerkus Monte († 1273)

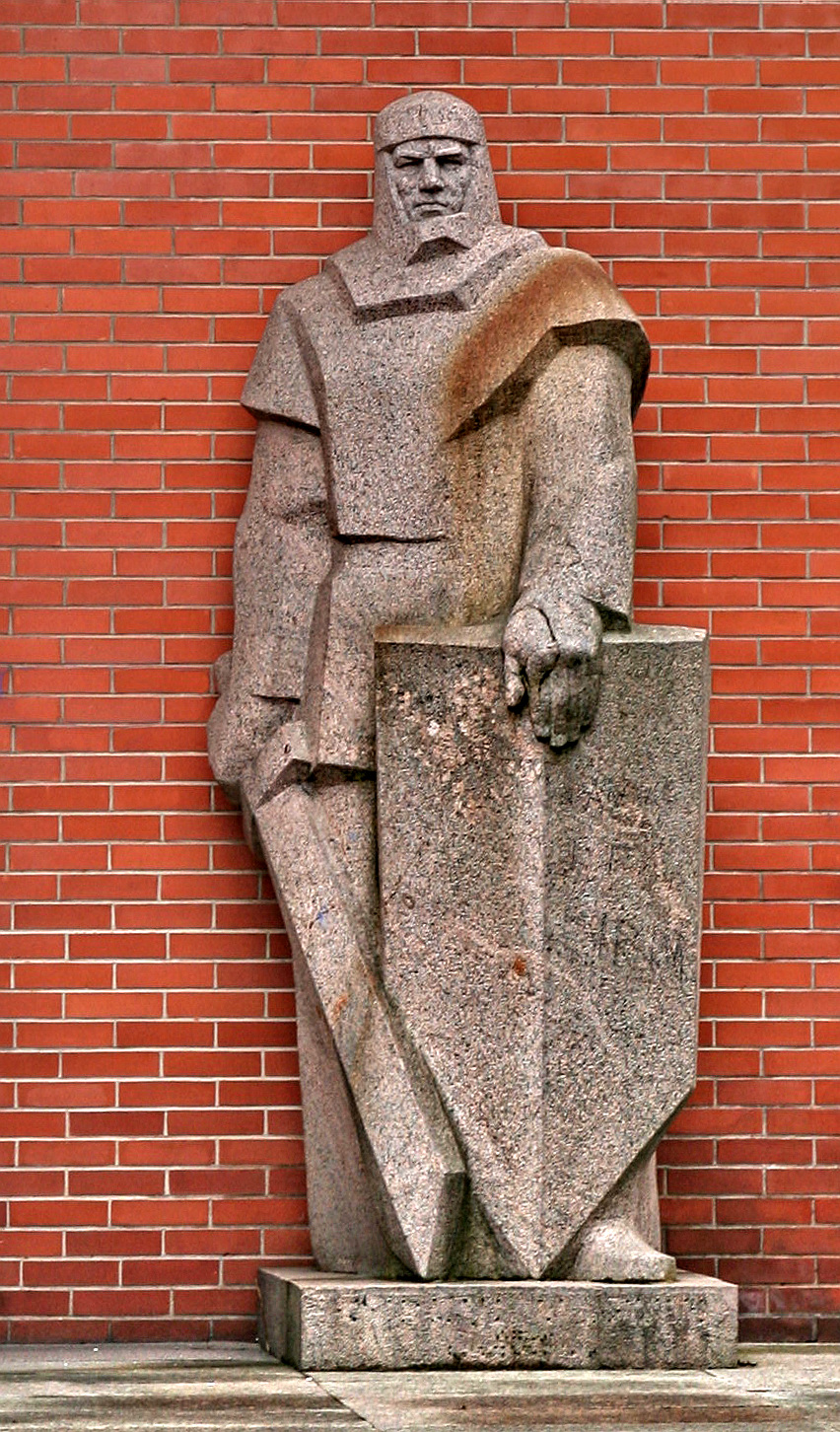
Herkus Monte († 1273)

- Monte, Inácio João Dal (1897–1963), brasilianischer Ordensgeistlicher, römisch-katholischer Bischof von Guaxupé
- Monte, Innocenzo Ciocchi del (1532–1577), Kardinal der römisch-katholischen Kirche
- Monte, Johannes de (1362–1443), Weihbischof in Trier und Titularbischof von Azotus
- Monte, José Enrique del (1935–2021), dominikanischer Chorleiter und Komponist
- Monte, Lou (1917–1989), US-amerikanischer Popsänger
- Monte, Manoel Alencar do (* 1892), brasilianischer Fußballspieler
- Monte, Marisa (* 1967), brasilianische Sängerin
- Monte, Matthias de († 1587), deutscher Kartäuserprior
- Monte, Nivaldo (1918–2006), brasilianischer römisch-katholischer Geistlicher, Erzbischof von Natal
- Monte, Philippe de (1521–1603), franko-flämischer Komponist und Kapellmeister der Renaissance
- Monte, Pierre de (1499–1572), 50. Großmeister des Malteserordens
- Monte, Pietro del (1457–1509), Condottiere, Schriftsteller, Feldmarschall
- Monte, Rubén Héctor di (1932–2016), argentinischer Geistlicher, Erzbischof von Mercedes-Luján
- Monte, Ted (* 1963), US-amerikanischer Schauspieler, Drehbuchautor, Filmregisseur und Model
- Monte, Tony (1939–2016), US-amerikanischer Jazzmusiker

#### Montea
- Monteagudo, José (1923–2009), kubanischer Revolutionär und Militär
- Montealegre Fernández, José María (1815–1887), Präsident Costa Ricas
- Montealegre, Felicia (1922–1978), chilenische Bühnen- und FernsehschauspielerinFelicia Montealegre (1922–1978)

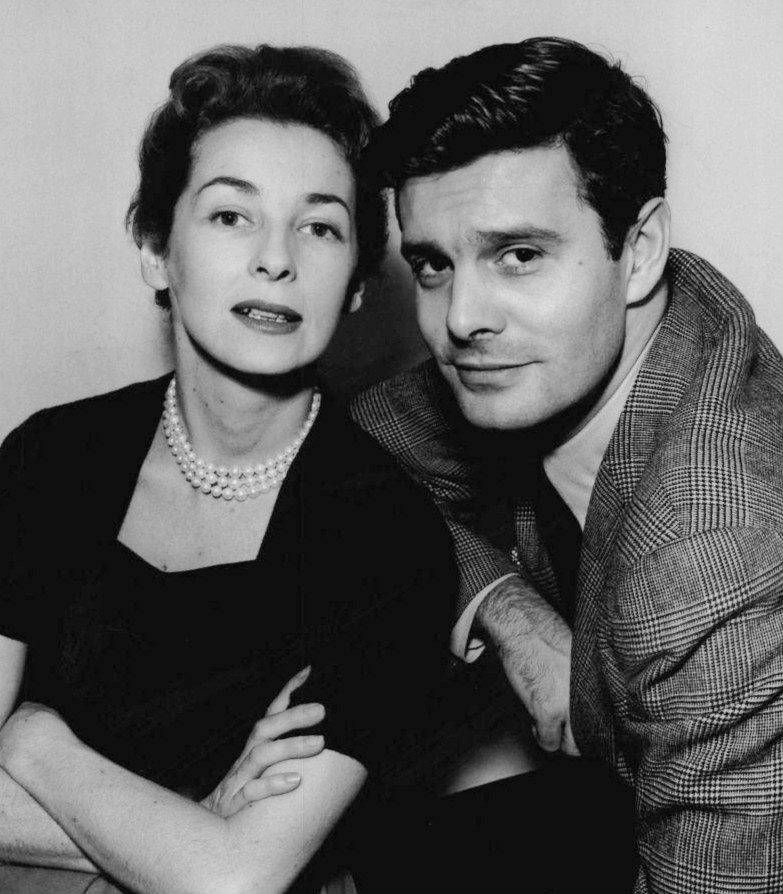
Felicia Montealegre (1922–1978)

#### Monteb
- Montebello, Gustave Oliver Lannes de (1804–1875), französischer General
- Montebourg, Arnaud (* 1962), französischer Politiker (PS), Mitglied der Nationalversammlung
- Montebrun, Manuela (* 1979), französische Leichtathletin

#### Montec
- Montecchi, Marcello (* 1962), Schweizer Schauspieler und Musiker
- Montecino, Alfonso (1924–2015), chilenischer Komponist, Pianist und Musikpädagoge
- Montecino, Marcel (1945–1998), US-amerikanischer Schriftsteller und Jazzpianist
- Montecino, Sonia (* 1954), chilenische Anthropologin und Schriftstellerin
- Montecinos, Cristián (* 1970), chilenischer Fußballspieler
- Montecinos, Joaquín (* 1995), chilenischer Fußballspieler
- Monteclaro, Eddie (1928–1987), philippinischer Journalist und Publizist
- Montecrossa, Michel (* 1945), deutscher Unternehmer und Multimedia-Künstler
- Montecucco, Cesare (* 1947), italienischer Chemiker, Biologe und Pathologe
- Montecuccoli, Ernesto (1582–1633), kaiserlicher General im Dreißigjährigen Krieg
- Montecuccoli, Herkules von († 1735), kaiserlicher Feldmarschall
- Montecuccoli, Leopold Philipp (1662–1698), österreichischer General
- Montecuccoli, Raimondo (1609–1680), österreichischer Feldherr, Diplomat und StaatsmannRaimondo Montecuccoli (1609–1680)

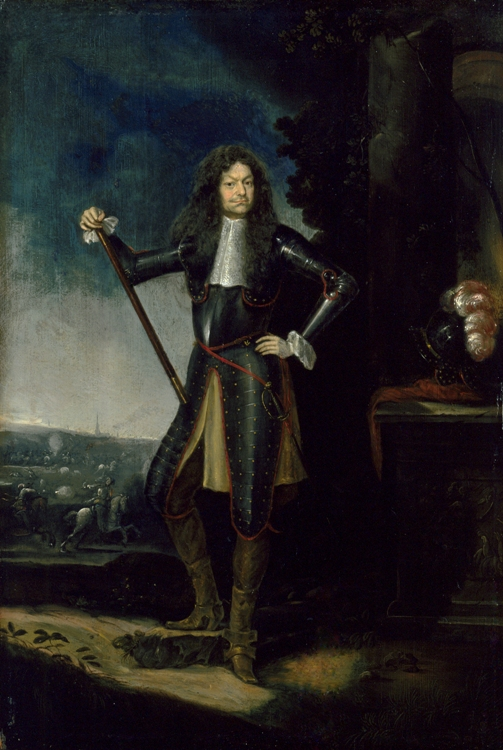
Raimondo Montecuccoli (1609–1680)

- Montecuccoli, Rudolf (1843–1922), österreichisch-ungarischer Admiral und Flottenkommandant
- Montecuccoli-Laderchi, Albert (1802–1852), österreichischer Verwaltungsbeamter und Politiker
- Montecuccolo, Giovanni Antonio Cavazzi da (1621–1678), italienischer Kapuziner-Missionar, Afrikaforscher

#### Montee
- Montée, Pierre (1836–1879), französischer Literaturwissenschaftler

#### Montef
- Montefeltro, Federico da (1422–1482), Condottiere der italienischen Renaissance
- Montefeltro, Guidantonio da (1378–1443), Graf von Urbino
- Montefeltro, Guido da († 1298), Condottiere im Dienst der Staufer
- Montefeltro, Guidobaldo I. da (1472–1508), Herzog von Urbino
- Montefiore, Claude (1858–1938), britischer Herausgeber (Jewish Quarterly Review), Vorsitzender der World Union for Progressive Judaism, Gründergestalt des britischen Reformjudentums
- Montefiore, Dora (1851–1933), britisch-australische Frauenrechtlerin, Sozialistin und Autorin
- Montefiore, Hugh (1920–2005), anglikanischer Bischof aus einer jüdischen Familie
- Montefiore, Leonard (1889–1961), jüdischer Philanthrop
- Montefiore, Moses (1784–1885), britischer Unternehmer und jüdischer PhilanthropMoses Montefiore (1784–1885)

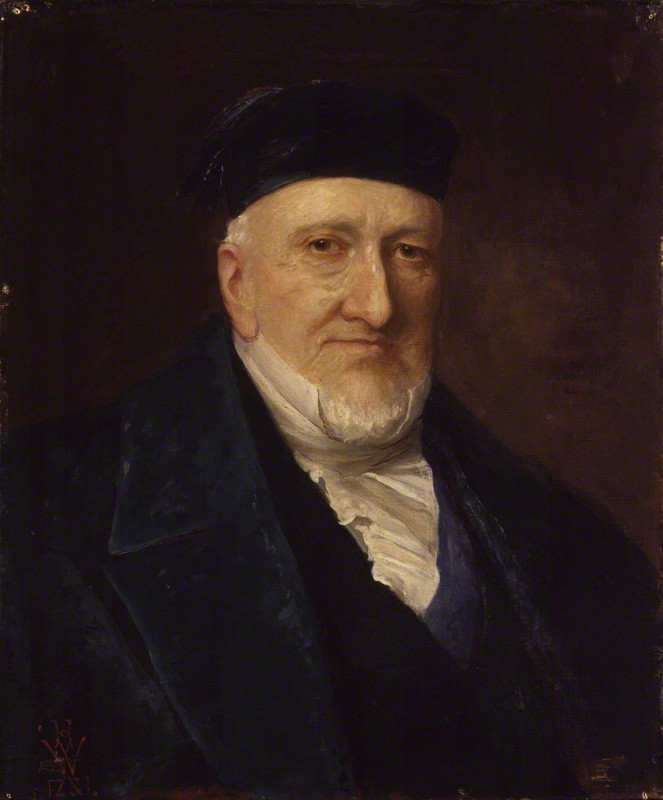
Moses Montefiore (1784–1885)

- Montefiore, Santa (* 1970), britische Schriftstellerin
- Montefiore-Levi, Georges (1832–1906), britisch-belgischer Ingenieur, Metallurg, Unternehmer, Philanthrop und Mäzen
- Montefiori, Luigi (* 1942), italienischer Schauspieler
- Montefiori, Umberto (1946–2019), italienischer Politiker

#### Monteg
- Monteggia, Giovanni Battista (1762–1815), italischer Chirurg
- Montego Joe (1943–2010), jamaikanischer Jazzmusiker
- Montego, Ernest (1936–2016), deutscher Jongleur

#### Monteh
- Montéhus (1872–1952), französischer Autor und Sänger

#### Montei
- Monteil, Annemarie (1925–2018), schweizerische Kunstkritikerin und Kunstautorin
- Monteil, Charles (1871–1949), französischer Afrikanist und Ethnologe
- Monteil, Parfait-Louis (1855–1925), französischer Offizier und Forschungsreisender
- Monteiro da Fonseca, Luís de Matos (* 1944), kap-verdischer Diplomat
- Monteiro de Aguiar, Cláudia (* 1982), portugiesische Politikerin (PSD)
- Monteiro de Castro, Manuel (* 1938), portugiesischer Geistlicher, vatikanischer Diplomat und Kurienerzbischof
- Monteiro de Oliveira, Cléber (* 1980), brasilianischer Fußballspieler
- Monteiro de Queiroz, Francisco Manuel (* 1951), angolanischer Politiker und Jurist
- Monteiro Freitas, Marlene (* 1979), kapverdianische Tänzerin und Choreographin von Weltrang
- Monteiro Macedo, Elvis Manuel (* 1985), kap-verdischer Fußballspieler
- Monteiro, Adolfo Casais (1908–1972), portugiesischer Schriftsteller, Lyriker, Essayist und Literaturwissenschaftler
- Monteiro, Aldo Geraldo Manuel (* 1994), angolanischer Fußballtorhüter
- Monteiro, António Augusto Carvalho (1848–1920), portugiesischer Unternehmer, Exzentriker, Kunstsammler und FreimaurerAntónio Augusto Carvalho Monteiro (1848–1920)

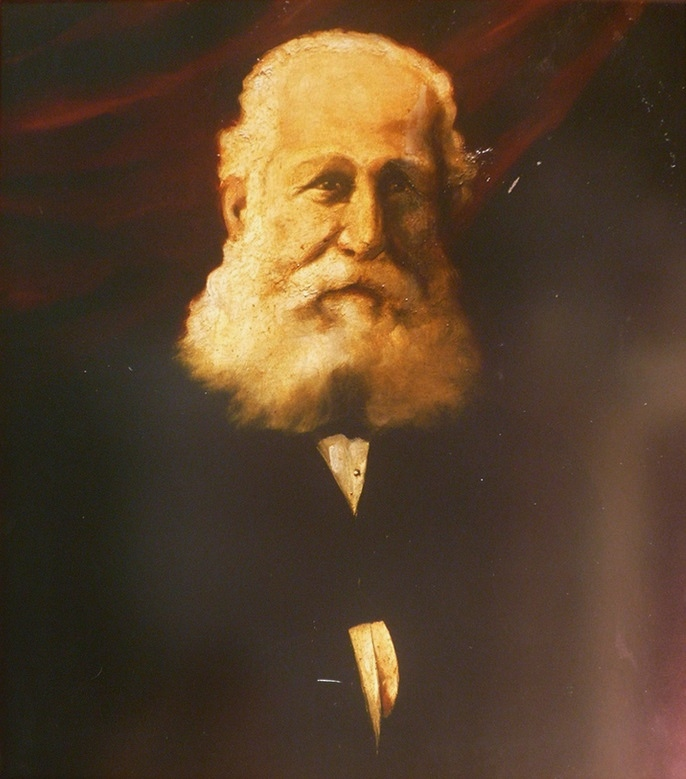
António Augusto Carvalho Monteiro (1848–1920)

- Monteiro, António Mascarenhas (1944–2016), kap-verdischer Präsident
- Monteiro, António Vítor Martins (* 1944), portugiesischer Diplomat und Außenminister
- Monteiro, Arielly (* 2003), brasilianische Hochspringerin
- Monteiro, Benét (* 1985), brasilianischer Musicaldarsteller
- Monteiro, Birgit (* 1969), deutsche Politikerin (SPD), MdA
- Monteiro, Carlos Augusto (* 1948), brasilianischer Ernährungswissenschaftler
- Monteiro, Carlos Augusto de Figueiredo (1927–2022), brasilianischer Geograph und Klimatologe
- Monteiro, Carmeneza dos Santos (* 1981), osttimoresische Beamtin
- Monteiro, Cláudia (* 1961), brasilianische Tennisspielerin
- Monteiro, Clóvis (1898–1961), brasilianischer Romanist, Lusitanist und Brasilianist
- Monteiro, Damasceno (1818–1890), portugiesischer Kommunalpolitiker
- Monteiro, Denise (* 1980), deutsche Synchronsprecherin
- Monteiro, Diogo (* 2005), portugiesischer Fußballspieler
- Monteiro, Domingos (1903–1980), portugiesischer Schriftsteller
- Monteiro, Edson Marinho Duarte (* 1947), brasilianischer Diplomat
- Monteiro, Francisco, osttimoresischer Erdölexperte und Unternehmenschef
- Monteiro, Gideoni (* 1989), brasilianischer Radsportler
- Monteiro, Gil da Costa, osttimoresischer Politiker
- Monteiro, Inês (* 1980), portugiesische Langstreckenläuferin
- Monteiro, Jaime Basílio (* 1969), mosambikanischer Politiker (FRELIMO), Jurist und Kommissar der Polizei
- Monteiro, João (* 1983), portugiesischer Tischtennisspieler
- Monteiro, João César (1939–2003), portugiesischer Filmregisseur, Drehbuchautor und Schauspieler
- Monteiro, Joaquim Neto Cavalcante (* 1970), brasilianischer Kommunalpolitiker
- Monteiro, Joël (* 1999), portugiesischer Fußballspieler
- Monteiro, Jorge Gabriel Costa (* 1997), portugiesischer Fußballspieler
- Monteiro, José Luís (1848–1942), portugiesischer Architekt
- Monteiro, Laurenzo (* 2004), französischer Fußballspieler
- Monteiro, Longuinhos (* 1968), osttimoresischer Jurist, Politiker und ehemaliger Generalstaatsanwalt und Polizeichef
- Monteiro, Lumen (* 1952), indischer Ordensgeistlicher, Bischof von Agartala
- Monteiro, Mariana Rey (1922–2010), portugiesische Schauspielerin
- Monteiro, Myrthes (* 1986), brasilianisch-stämmige Schauspielerin, Tänzerin, Sängerin und Synchronsprecherin
- Monteiro, Natalino (* 1963), osttimoresischer Chef der Dadarus Merah Putih in Osttimor
- Monteiro, Orlando (* 1972), são-toméischer Fußballspieler
- Monteiro, Óscar (* 1941), mosambikanischer Politiker und Jurist
- Monteiro, Papito (* 1975), osttimoresischer Politiker
- Monteiro, Paulo Filipe (* 1965), portugiesischer Schauspieler, Regisseur und Drehbuchautor
- Monteiro, Porfírio Pardal (1897–1957), portugiesischer Architekt
- Monteiro, Ramiro Ladeiro (1931–2010), portugiesischer Sozialwissenschaftler und Geheimdienstchef
- Monteiro, Rigoberto, osttimoresischer Journalist und Menschenrechtler
- Monteiro, Roberto Leal, angolanischer Politiker, General, Diplomat und Freiheitskämpfer
- Monteiro, Sylvester (1933–2005), indischer Geistlicher, römisch-katholischer Bischof von Aurangabad
- Monteiro, Telma (* 1985), portugiesische Judoka
- Monteiro, Thiago (* 1981), brasilianischer Tischtennisspieler
- Monteiro, Thiago (* 1994), brasilianischer Tennisspieler
- Monteiro, Tiago (* 1976), portugiesischer Automobilrennfahrer
- Monteiro, Wallyson Ricardo Maciel (* 1988), brasilianischer Fußballspieler
- Monteiro, Wania (* 1986), rhythmische Sportgymnastin aus Kap Verde
- Monteiro, Yara (* 1979), portugiesische Schriftstellerin
- Monteith, Brian (* 1957), schottischer Politiker
- Monteith, Cory (1982–2013), kanadischer Schauspieler und MusikerCory Monteith (1982–2013)

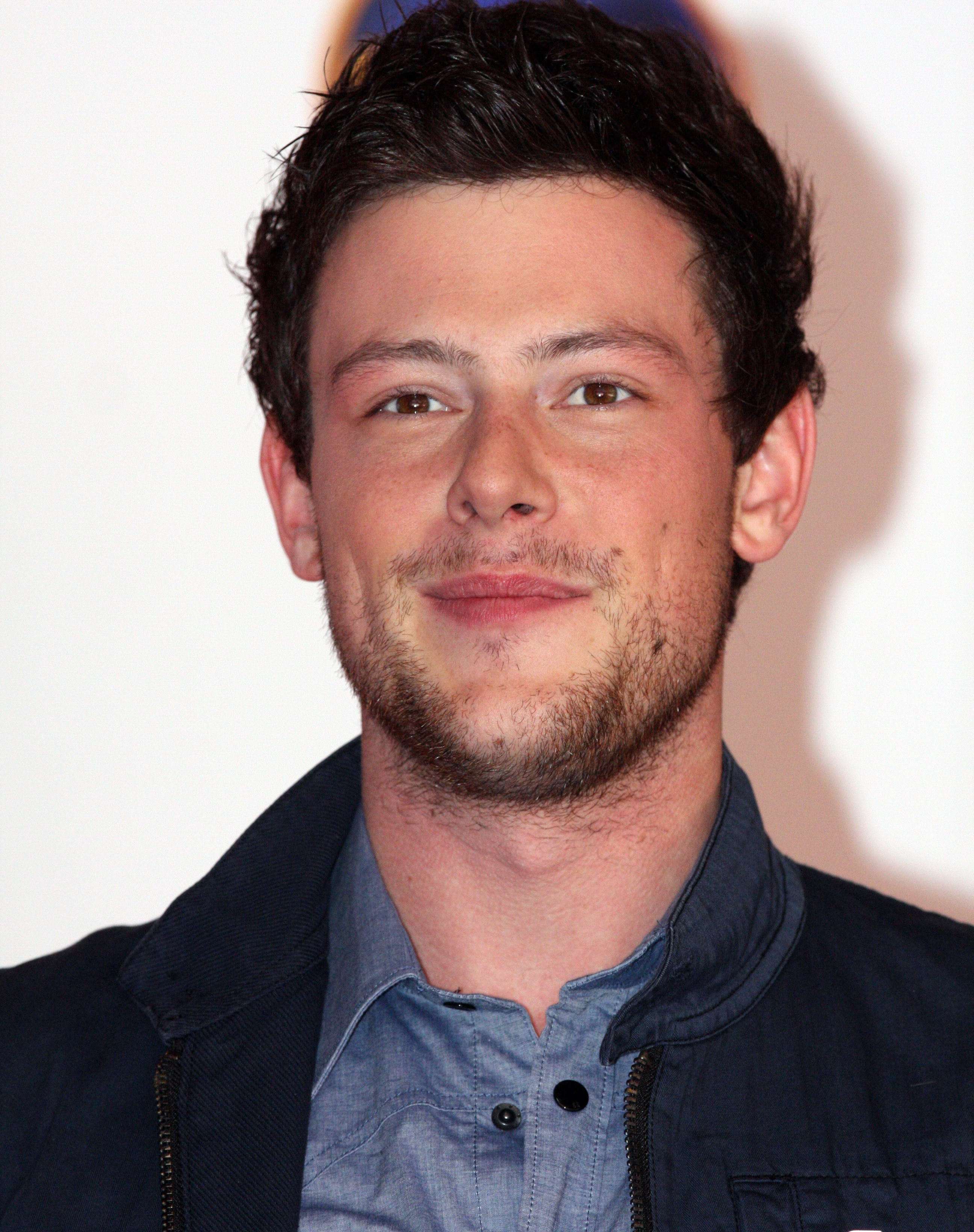
Cory Monteith (1982–2013)

- Monteith, Jay (1903–1981), kanadischer Politiker

#### Montej
- Montejano, María (* 1986), spanische Skeletonpilotin
- Montejano, Rodolfo (* 1939), amerikanischer Rechtsanwalt mexikanischer Abstammung
- Montejean, René de († 1539), französischer Adliger, Marschall von Frankreich
- Montejo, Daynellis (* 1984), kubanische Taekwondoin
- Montejo, Eugenio (1938–2008), venezolanischer Dichter und Essayist
- Montejo, Francisco de († 1553), spanischer Konquistador

#### Montel
- Montel, Éliane (1898–1993), französische Physikerin
- Montel, Johannes (1831–1910), österreichischer Diplomat, katholischer Geistlicher
- Montel, Louise de (1926–1993), niederländische Sängerin
- Montel, Maurice (1900–1996), französischer Politiker
- Montel, Paul (1876–1975), französischer Mathematiker
- Montel, Sophie (* 1969), französische Politikerin (Front National), MdEP
- Montel, Virginie, Kostümbildnerin beim französischen Film
- Montelatici, Marco (* 1953), italienischer Kugelstoßer
- Monteleone, Davide (* 1974), italienischer Fotograf und Journalist
- Monteleone, Enzo (* 1954), italienischer Filmregisseur und Drehbuchautor
- Monteleone, Thomas F. (* 1946), amerikanischer Science-Fiction- und Horror-Autor
- Montelett, Uwe (* 1956), deutscher Fußballspieler
- Montelier, Lency (* 1971), kubanische Hürdenläuferin
- Montelius, Agda (1850–1920), schwedische Philanthropin und Frauenrechtlerin
- Montelius, Oscar (1843–1921), schwedischer Reichsarchivar und Prähistoriker
- Montell, Donny (* 1987), litauischer Popsänger
- Montell, Gösta (1899–1975), schwedischer Ethnograph
- Montell, Judith (1930–2020), US-amerikanische Filmregisseurin und Produzentin
- Montella, Carlo (1922–2010), italienischer Schriftsteller
- Montella, Luigi (* 1998), italienischer Motorradrennfahrer
- Montella, Vincenzo (* 1974), italienischer Fußballspieler und -trainerVincenzo Montella (* 1974)

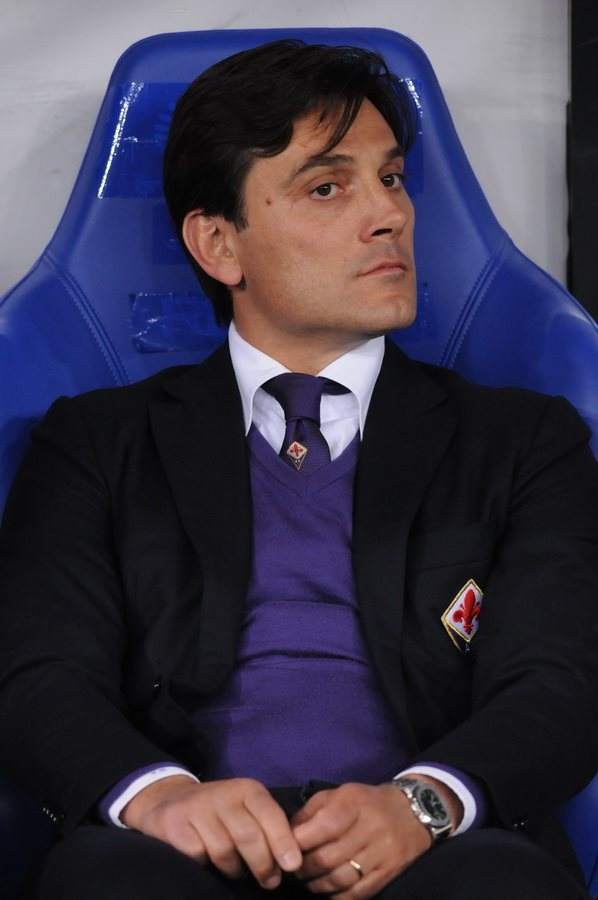
Vincenzo Montella (* 1974)

- Montella, Yari (* 2000), italienischer Motorradrennfahrer
- Montellanico, Ada, italienische Jazzmusikerin (Gesang, Komposition)
- Montellier, Chantal (* 1947), französische Comiczeichnerin
- Montello, Giuseppe (* 1992), italienischer Skilangläufer und Biathlet
- Montello, Josué (1917–2006), brasilianischer Journalist, Theaterwissenschaftler und Schriftsteller
- Montelongo, Bruno (* 1987), uruguayischer Fußballspieler
- Montelupi, Sebastiano (1516–1600), polnisch-italienischer Kaufmann, Bankier und königlicher Postmeister
- Montelupo, Raffaello da, italienischer Bildhauer und Baumeister

#### Montem
- Montemage, Thomas (1927–2014), US-amerikanischer Radrennfahrer
- Montemagno, Buonaccorso da († 1429), italienischer Renaissance-Humanist
- Montemagno, Buonaccorso da der Ältere, italienischer Politiker und Dichter
- Montemar, Rosita (1910–1976), argentinische Tangosängerin
- Montemarani, Jorge (* 1946), argentinischer Fußballspieler
- Montemayor, Alfonso (1922–2012), mexikanischer Fußballspieler
- Montemayor, Carlos (1947–2010), mexikanischer Schriftsteller, Lyriker, Übersetzer und Sänger
- Montemayor, Diego de († 1611), spanischer Konquistador
- Montemayor, Diego el Mozo de, Gouverneur von Nuevo León
- Montemayor, Jorge de († 1561), portugiesischer Dichter und Sänger
- Montemayor, Luis Mariano (* 1956), argentinischer Geistlicher, Diplomat des Heiligen Stuhls, römisch-katholischer Erzbischof
- Montembeault, Sam (* 1996), kanadischer Eishockeytorwart
- Montemezzi, Italo (1875–1952), italienischer Komponist
- Montémont, Albert (1788–1861), französischer Schriftsteller, Reisender und Übersetzer
- Montemurri, Davide (1930–2021), italienischer Schauspieler, Fernseh- und Filmregisseur
- Montemurri, Jacqueline (* 1969), deutsche Schriftstellerin
- Montemurro, Franco (1920–1992), italienischer Regieassistent und Filmregisseur
- Montemurro, Ugo (1891–1979), italienischer Offizier

#### Monten
- Monten, Dietrich (1799–1843), deutscher Militärmaler
- Montenach, Georges de (1862–1925), Schweizer Autor und Politiker
- Montenach, Jean de (1766–1842), Schweizer Politiker
- Montenach, Joseph-Nicolas de († 1782), Schweizer römisch-katholischer Geistlicher und Bischof von Lausanne
- Montenach, Pierre de (1633–1707), Schweizer römisch-katholischer Geistlicher und Bischof von Lausanne
- Montenach, Suzanne de (1867–1957), Schweizer Vereinsfunktionärin
- Montenay, Georgette de (* 1540), französische Schriftstellerin der Renaissance
- Montenbruck, Axel (* 1942), deutscher Rechtswissenschaftler und Rechtsphilosoph
- Montenbruck, Frank (* 1968), deutscher Schauspieler
- Montenegro Nervo, Roberto (1887–1968), mexikanischer Künstler
- Montenegro, Ana (1915–2006), brasilianische Autorin, Journalistin, Anwältin und Aktivistin
- Montenegro, Carmen (* 2000), panamaische Fußballspielerin
- Montenegro, Daniel (* 1979), argentinisch-italienischer Fußballspieler
- Montenegro, Dunia (* 1977), brasilianische Pornodarstellerin
- Montenegro, Fernanda (* 1929), brasilianische SchauspielerinFernanda Montenegro (* 1929)

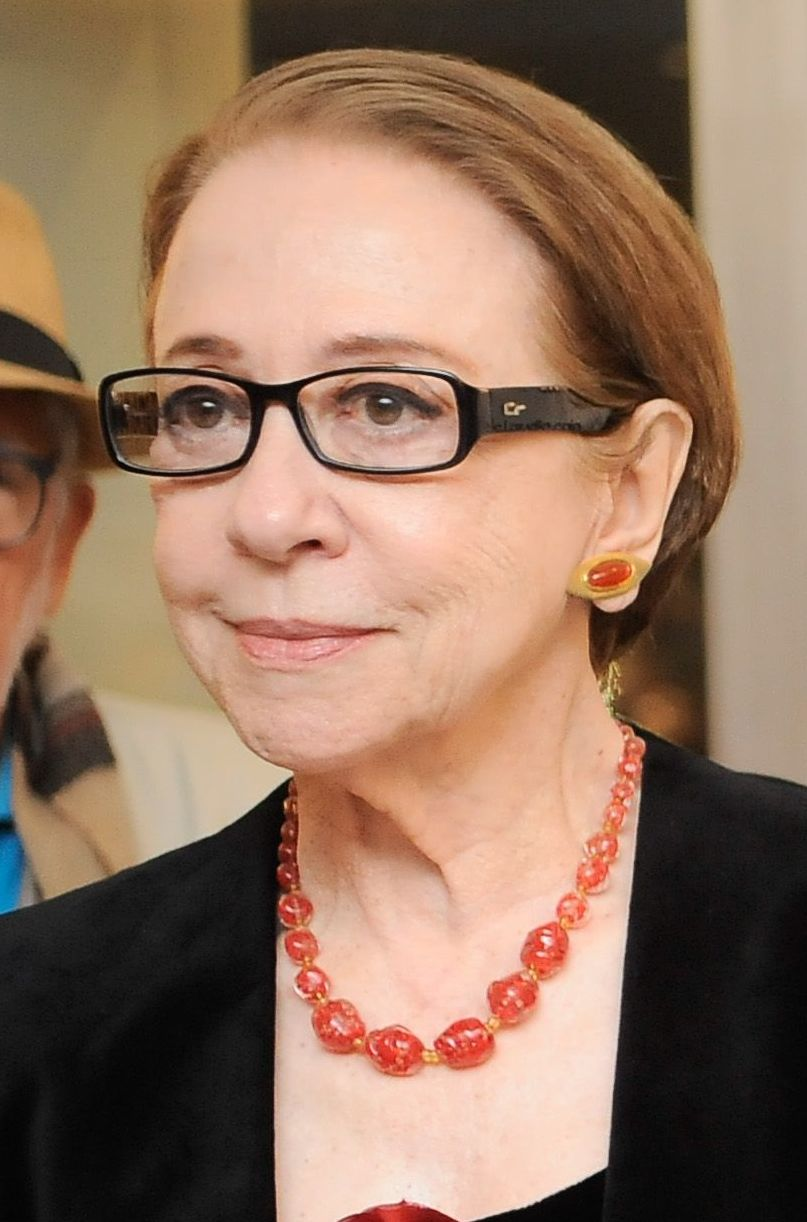
Fernanda Montenegro (* 1929)

- Montenegro, Francesco (* 1946), italienischer Geistlicher und emeritierter römisch-katholischer Erzbischof von Agrigent
- Montenegro, Gloria (* 1941), chilenische Botanikerin
- Montenegro, Gloria (1956–2025), peruanische Politikerin
- Montenegro, Hugo (1925–1981), US-amerikanischer Arrangeur, Komponist und Orchesterleiter
- Montenegro, Jorge Luis (* 1988), ecuadorianischer Straßenradrennfahrer
- Montenegro, Jorge Martín (1983–2023), argentinischer Radrennfahrer
- Montenegro, José Francisco del (1800–1851), nicaraguanischer Politiker und 1851 Director Supremo von Nicaragua
- Montenegro, Juan Carlos (* 1981), ecuadorianischer Radrennfahrer (und Polizist)
- Montenegro, Leonardo (* 1955), chilenischer Fußballspieler
- Montenegro, Luís (* 1973), portugiesischer Politiker, Ministerpräsident PortugalsLuís Montenegro (* 1973)

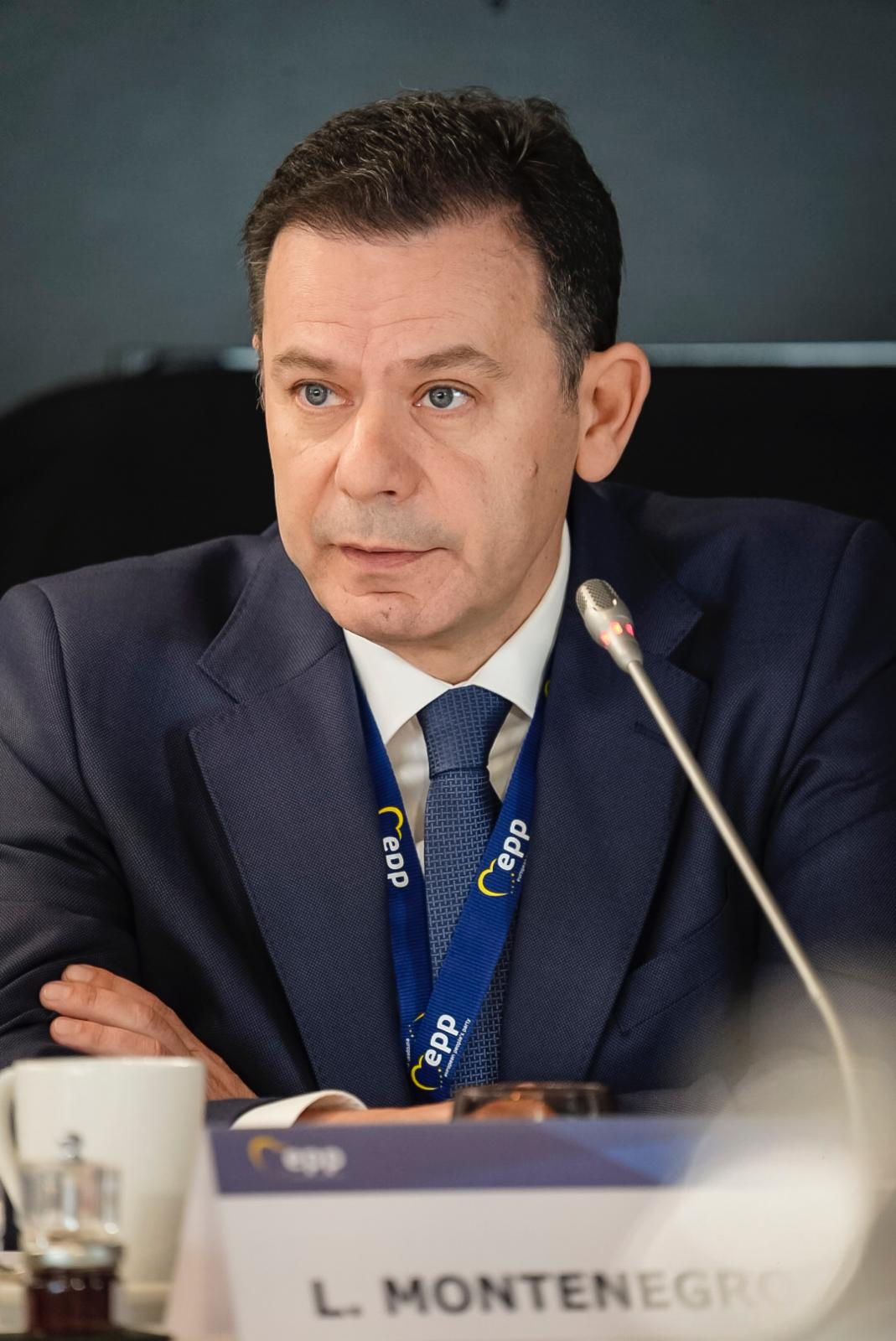
Luís Montenegro (* 1973)

- Montenegro, Raúl (* 1949), argentinischer Biologe
- Montenegro, Sergio (* 1959), Informatiker und Professor für Luft- und Raumfahrtinformatik an der Julius-Maximilians-Universität in Würzburg
- Montenglaut, Henriette von (1768–1838), deutsche Schriftstellerin, Schauspielerin und Übersetzerin
- Monteno, Kemal (1948–2015), bosnischer Schlagersänger und Liedermacher
- Montenuovo, Albertine von (1817–1867), Mitglied einer Nebenlinie des Adelshauses Habsburg-Lothringen
- Montenuovo, Alfred von (1854–1927), österreichischer Hofbeamter
- Montenuovo, Wilhelm Albrecht von (1821–1895), österreichischer General

#### Montep
- Montépin, Xavier de (1824–1902), französischer Roman- und Bühnenschriftsteller

#### Monter
- Monter, E. William (* 1936), US-amerikanischer Historiker
- Mönter, Friedhelm (1946–2009), deutscher Journalist
- Mönter, Gregor (* 1967), deutscher Comedian
- Monter, Hermann (1926–1999), deutscher Fußballspieler
- Mönter, Johannes (1947–2012), deutscher Apotheker, Gründer einer Versandapotheke
- Mönter, Petra (* 1962), deutsche Autorin
- Montera da Silva, Leandro (* 1985), brasilianischer Fußballspieler
- Montera, Jean-Marc (* 1955), französischer Jazz- und Avantgarde-Gitarrist
- Montéran, Jacques (1882–1947), französischer Kameramann und Filmpionier
- Montereul, Jean de (1613–1651), französischer Diplomat und Mitglied der Académie française
- Monterisi, Francesco (* 1934), italienischer Geistlicher, römisch-katholischer Kurienbischof
- Montermini, Andrea (* 1964), italienischer AutomobilrennfahrerAndrea Montermini (* 1964)

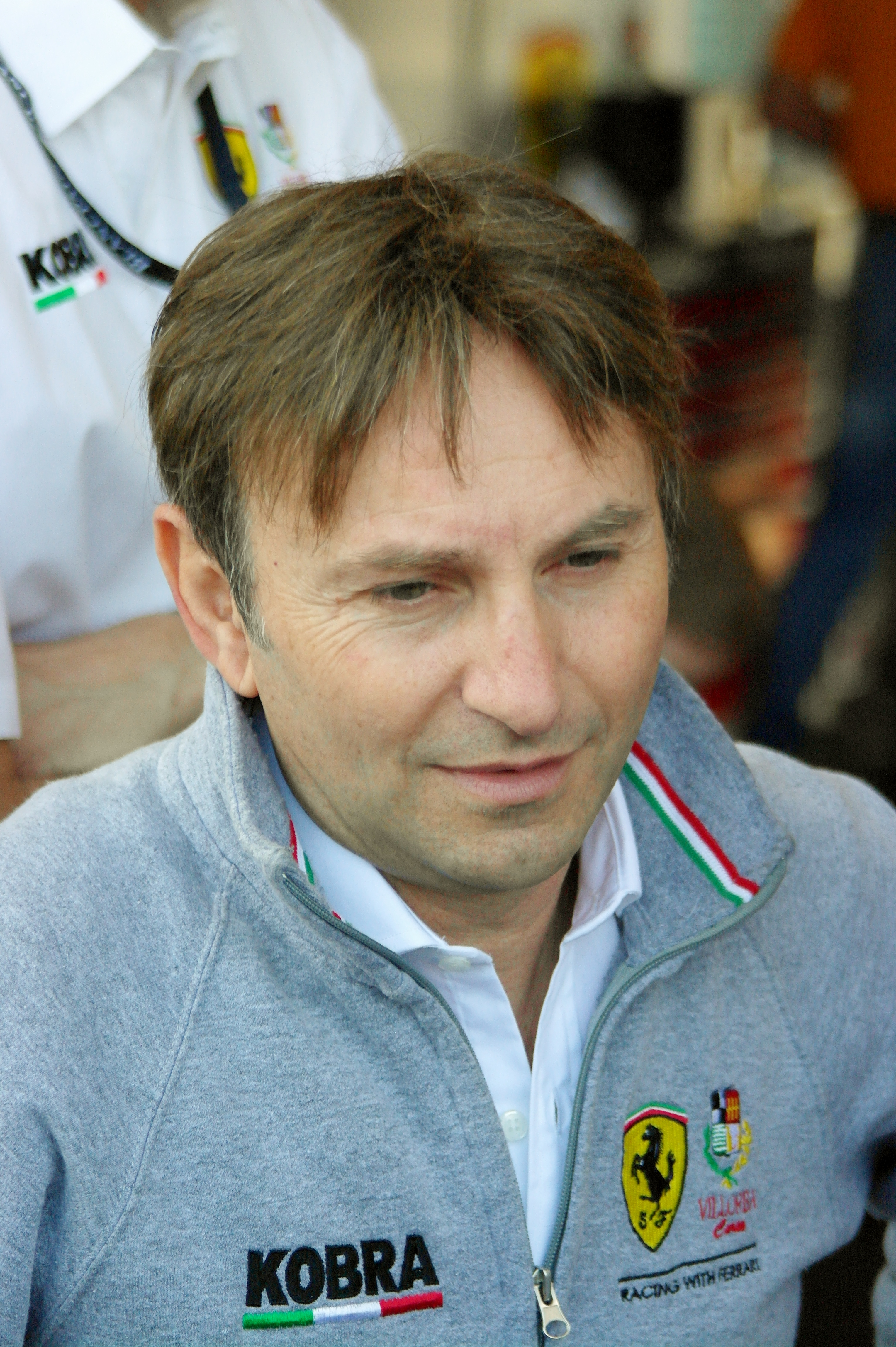
Andrea Montermini (* 1964)

- Montero Bustamante, Raúl (1881–1958), uruguayischer Schriftsteller, Historiker und Hochschullehrer
- Montero Castillo, Julio (* 1944), uruguayischer Fußballspieler
- Montero de la Cámara, Isabel (* 1942), costa-ricanische Diplomatin
- Montero Flores, Lizardo (1832–1905), peruanischer Politiker
- Montero Moreno, Antonio (1928–2022), spanischer Geistlicher, römisch-katholischer Erzbischof von Mérida-Badajoz
- Montero Ríos, Eugenio (1832–1914), Regierungspräsident von Spanien
- Montero Rodríguez, Juan Esteban (1879–1948), chilenischer Politiker
- Montero Umaña, Gabriel Enrique (* 1945), costa-ricanischer Ordensgeistlicher, emeritierter römisch-katholischer Bischof von San Isidro de El General
- Montero Vázquez, Juan Manuel (1947–2012), spanischer Generalarzt und Inspekteur des militärischen Sanitätskorps
- Montero, Amaia (* 1976), spanische Musikerin, ehemalige Leadsängerin der Band La Oreja de Van Gogh
- Montero, Casandra (* 1994), mexikanische Fußballspielerin
- Montero, David (* 1974), spanischer Fußballspieler
- Montero, Fredy (* 1987), kolumbianischer Fußballspieler
- Montero, Gabriela (* 1970), venezolanische KonzertpianistinGabriela Montero (* 1970)

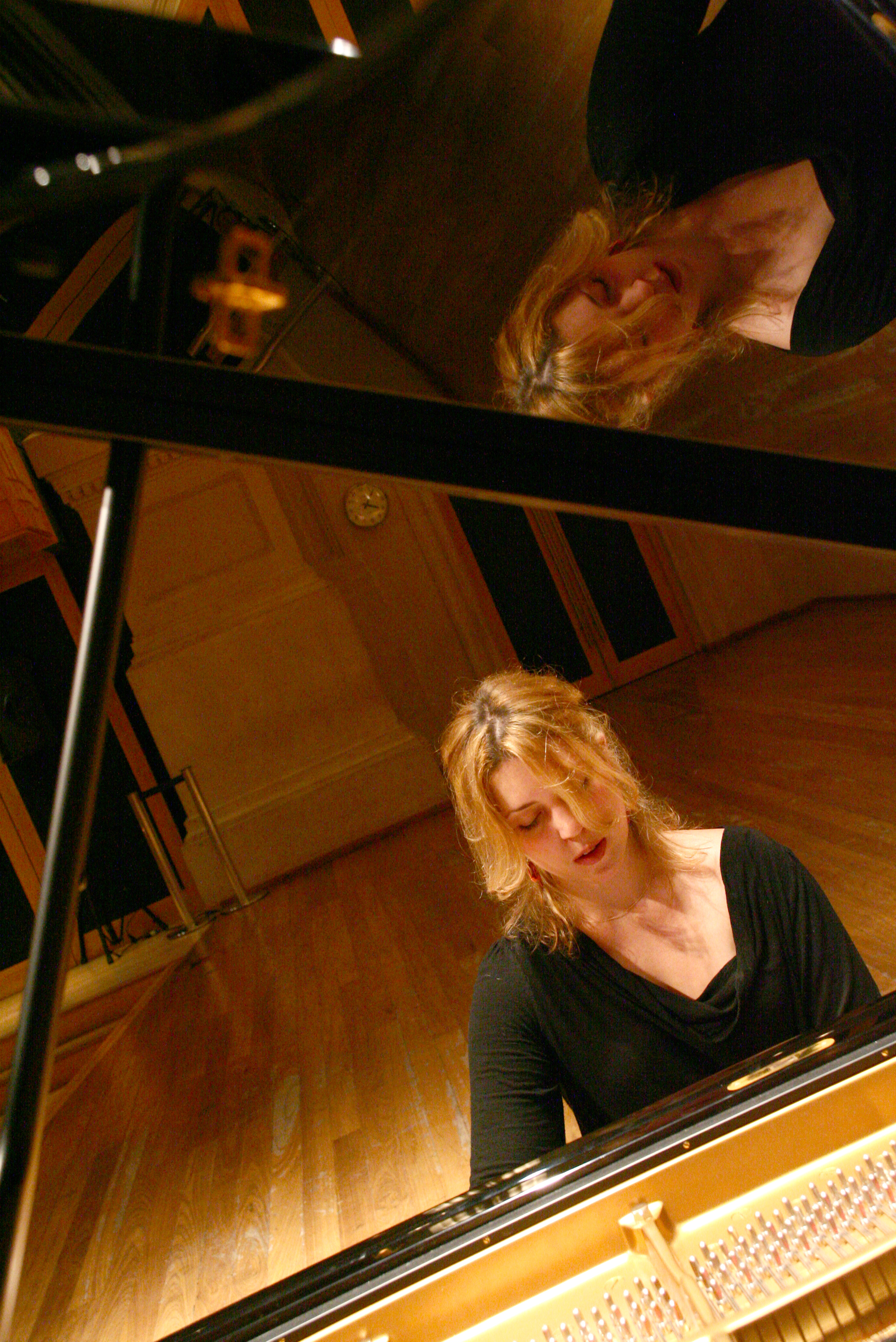
Gabriela Montero (* 1970)

- Montero, Germaine (1909–2000), französische Sängerin und Schauspielerin
- Montero, Germán, uruguayischer Fußballspieler
- Montero, Goyo (* 1975), spanischer Balletttänzer, Ballettdirektor und Choreograf
- Montero, Irene (* 1988), spanische Politikerin (Podemos) und Psychologin
- Montero, Javi (* 1999), spanischer Fußballspieler
- Montero, Jefferson (* 1989), ecuadorianischer Fußballspieler
- Montero, Juan (1910–1939), chilenischer Fußballspieler
- Montero, Luciano (1908–1993), spanischer Radrennfahrer
- Montero, Maximiliano (* 1988), uruguayischer Fußballspieler
- Montero, Mayra (* 1952), kubanisch-puerto-ricanische Journalistin und Schriftstellerin
- Montero, Miguel (1922–1975), argentinischer Tangosänger
- Montero, Mónica (* 2003), chilenische Hochspringerin
- Montero, Paolo (* 1971), uruguayischer Fußballspieler und -trainer
- Montero, Rafael (* 1913), chilenischer Radrennfahrer
- Montero, René (* 1979), kubanischer Ringer
- Montero, Ricardo (1902–1974), spanischer Radrennfahrer
- Montero, Ricardo (* 1986), costa-ricanischer Fußballschiedsrichter
- Montero, Rosa (* 1951), spanische Journalistin und Schriftstellerin
- Montero, Teresa (* 1967), peruanische Badmintonspielerin
- Montero, Victoria (* 1991), mexikanische Badmintonspielerin
- Monterola, Keisa (* 1988), venezolanische Stabhochspringerin
- Monteros, Rosenda (1935–2018), mexikanische SchauspielerinRosenda Monteros (1935–2018)

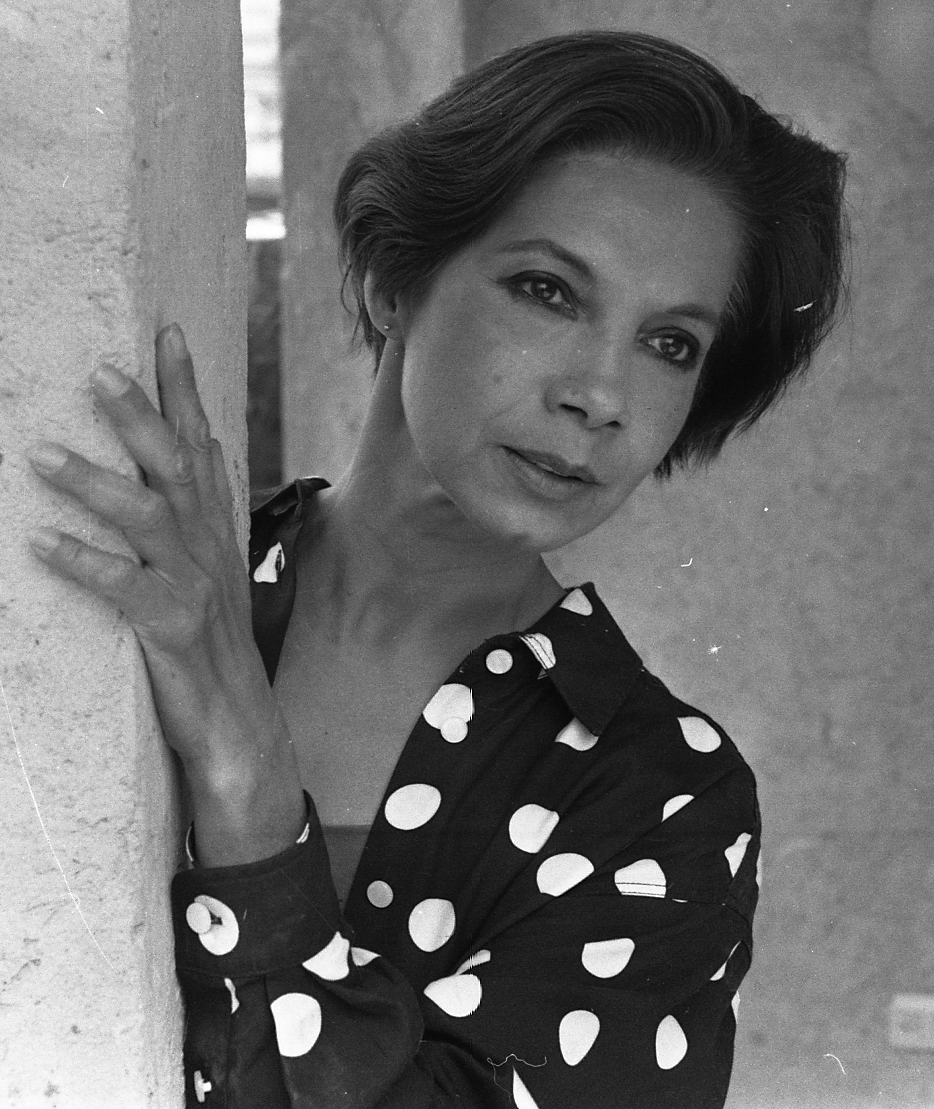
Rosenda Monteros (1935–2018)

- Monterose, J. R. (1927–1993), US-amerikanischer Jazzmusiker
- Monterosso, Francesco (* 1991), australischer Fußballspieler
- Monterrey, Manolo (1914–1997), venezolanischer Sänger und Komponist
- Monterroso, Augusto (1921–2003), guatemaltekischer Schriftsteller und Diplomat
- Monterrubio, Olivier (* 1976), französischer Fußballspieler
- Monteruc, Renoul de († 1382), Kardinal der katholischen Kirche

#### Montes
- Montes Agüera, César (* 1975), spanischer Handballspieler und Handballtrainer
- Montes Alanís, Federico (1884–1950), mexikanischer Botschafter
- Montes de la Torre, Iñaki (* 2002), spanischer Tennisspieler
- Montes de Oca y Obregón, Ignacio (1840–1921), mexikanischer Geistlicher, römisch-katholischer Bischof von San Luis Potosí
- Montes de Oca y Saucedo, Francisco (1837–1885), mexikanischer Politiker und Militärarzt
- Montes de Oca, Ángel (* 2003), dominikanischer Fußballspieler
- Montes de Oca, Daniel (* 1952), mexikanischer Fußballspieler
- Montes de Oca, José Luis (* 1967), mexikanischer Fußballspieler
- Montes de Oca, Manuel (1804–1841), spanischer Militär und Minister
- Montes de Oca, Rafael (* 1830), mexikanischer Ornithologe und Maler
- Montes de Oca, Salvador (1895–1944), venezolanischer Bischof von Valencia, Kartäuser und Märtyrer
- Montes Fonseca, José Francisco (* 1830), Präsident von Honduras
- Montes Iturrioz, Gaspar (1901–1998), baskischer Landschaftsmaler
- Montes Moreira, António (* 1935), portugiesischer römisch-katholischer Ordensgeistlicher, emeritierter Bischof von Bragança-Miranda
- Montes, Alfonso (* 1955), venezolanischer Komponist und Gitarrist
- Montes, Amparo (1925–2002), mexikanische Sängerin
- Montes, Ana (* 1957), US-amerikanische Analystin des US-Nachrichtendienstes Defense Intelligence Agency (DIA) und Spionin für den kubanischen Nachrichtendienst DIAna Montes (* 1957)

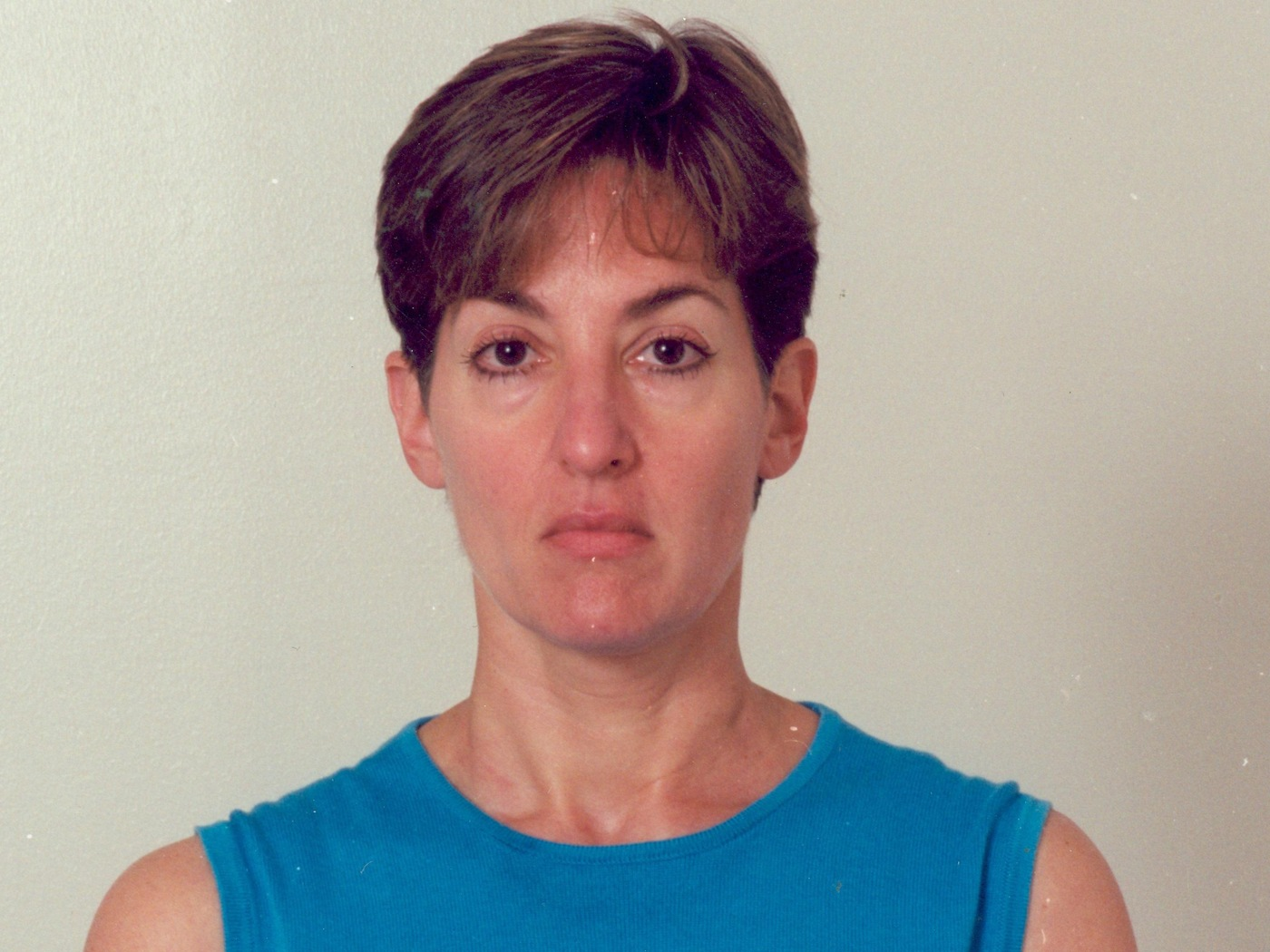
Ana Montes (* 1957)

- Montes, César (* 1997), mexikanischer Fußballspieler
- Montes, Clemente (* 2001), chilenischer Fußballspieler
- Montes, Conchita (1914–1994), spanische Theater- und Filmschauspielerin
- Montés, Elisa (1934–2024), spanische Schauspielerin
- Montes, Francisco (* 1943), mexikanischer Fußballspieler
- Montes, Gersón (* 1997), ecuadorianischer Mittelstreckenläufer
- Montes, Gonzalo (* 1994), uruguayischer Fußballspieler
- Montes, Gracia (1936–2022), spanische Folkloresängerin
- Montes, Jorge (* 1989), dominikanischer Leichtathlet
- Montes, José María (1920–2011), argentinischer Geistlicher, Bischof von Chascomús
- Montes, Juan Pablo (* 1985), honduranischer Fußballspieler
- Montes, Luis (* 1986), mexikanischer Fußballspieler
- Montes, Manny (* 1981), puerto-ricanischer Reggaeton-Musiker
- Montes, Marcos (* 1949), brasilianischer Arzt und Politiker
- Montes, Marcos (* 1967), argentinischer Schauspieler und Musiker
- Montes, Nelson, uruguayischer Fußballspieler
- Montes, Oscar Antonio (1924–2012), argentinischer Militär, Politiker und Verbrecher
- Montes, Osvaldo (1934–2014), argentinischer Bandoneonist und Tangokomponist
- Montes, Osvaldo (* 1952), argentinischer Filmkomponist
- Montes, Pablo (1945–2008), kubanischer Sprinter
- Montes, Ricardo David (* 2006), venezolanischer Stabhochspringer
- Montes, Segundo (1933–1989), spanisch-salvadorianischer Jesuit, Befreiungstheologe und Hochschullehrer
- Montes, Yolanda (1932–2025), US-amerikanische Tänzerin, Sängerin und Schauspielerin
- Montes-Baquer, José (1935–2010), spanischer Film- und Fernsehregisseur
- Montesano, Alessandra (* 1998), italienische Ruderin
- Montesano, Enrico (* 1945), italienischer Schauspieler und Sänger
- Montesanti, Rosario M. (* 1949), italienischer Filmregisseur und Dokumentarfilmer
- Montesdeoca Becerra, Néstor (* 1957), ecuadorianischer römisch-katholischer Ordensgeistlicher, Apostolischer Vikar von Méndez
- Montesi, Jorge (* 1949), chilenisch-kanadischer Regisseur, Kameramann und Schauspieler
- Montesi, Wilma (1932–1953), italienisches Fotomodell und Mordopfer
- Montesin, Eileen (* 1962), maltesische Schauspielerin
- Montesinos, Fernando († 1655), spanischer Missionar
- Montesinos, Vladimiro (* 1945), peruanischer Politiker
- Montespan, Madame de (1640–1707), Mätresse Ludwigs XIVMadame de Montespan (1640–1707)

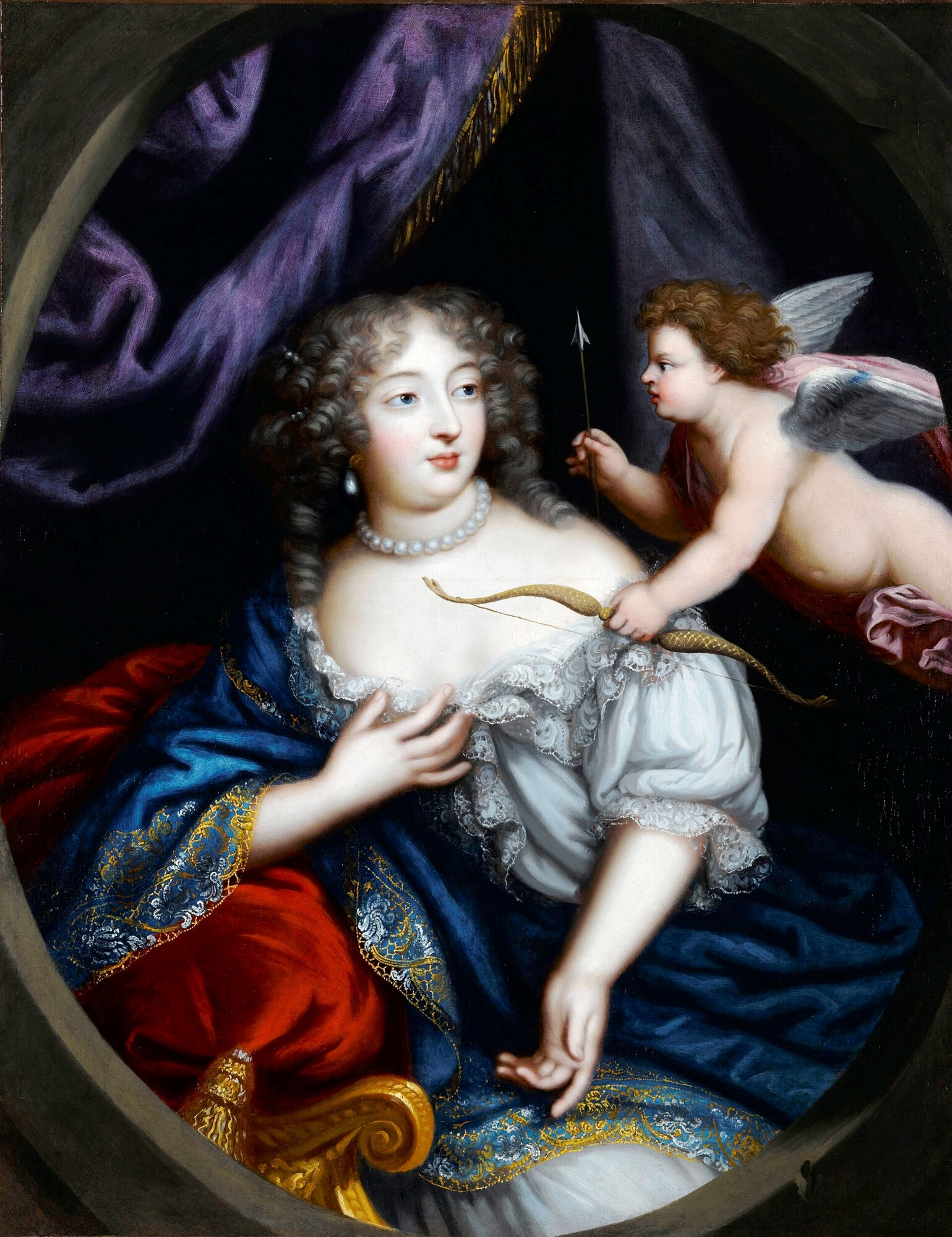
Madame de Montespan (1640–1707)

- Montesquieu, Charles de Secondat Baron de († 1755), französischer Schriftsteller und Staatsphilosoph
- Montesquiou d’Artagnan, Pierre de (1640–1725), französischer Marschall
- Montesquiou, Alfred de (* 1978), französischer Reporter, Autor und Dokumentarfilmregisseur
- Montesquiou, Pectin de († 1355), französischer Kleriker, Bischof und Kardinal
- Montesquiou, Robert de (1855–1921), französischer Schriftsteller, Symbolist und Kunstsammler
- Montesquiou-Fézensac, Anne-Pierre de (1739–1798), französischer Politiker, General, Autor, Übersetzer und Mitglied der Académie française
- Montesquiou-Fézensac, François Xavier de (1756–1832), französischer Geistlicher und Politiker, Mitglied der Nationalversammlung
- Montesson, Charles de (1689–1758), französischer Militär
- Montesson, Charlotte-Jeanne Béraud de La Haye de Riou, Marquise de (1738–1806), französische Adlige und Schriftstellerin
- Montessori, Elisa (* 1931), italienische Malerin
- Montessori, Maria (1870–1952), italienische Ärztin, Reformpädagogin, Philosophin und PhilanthropinMaria Montessori (1870–1952)

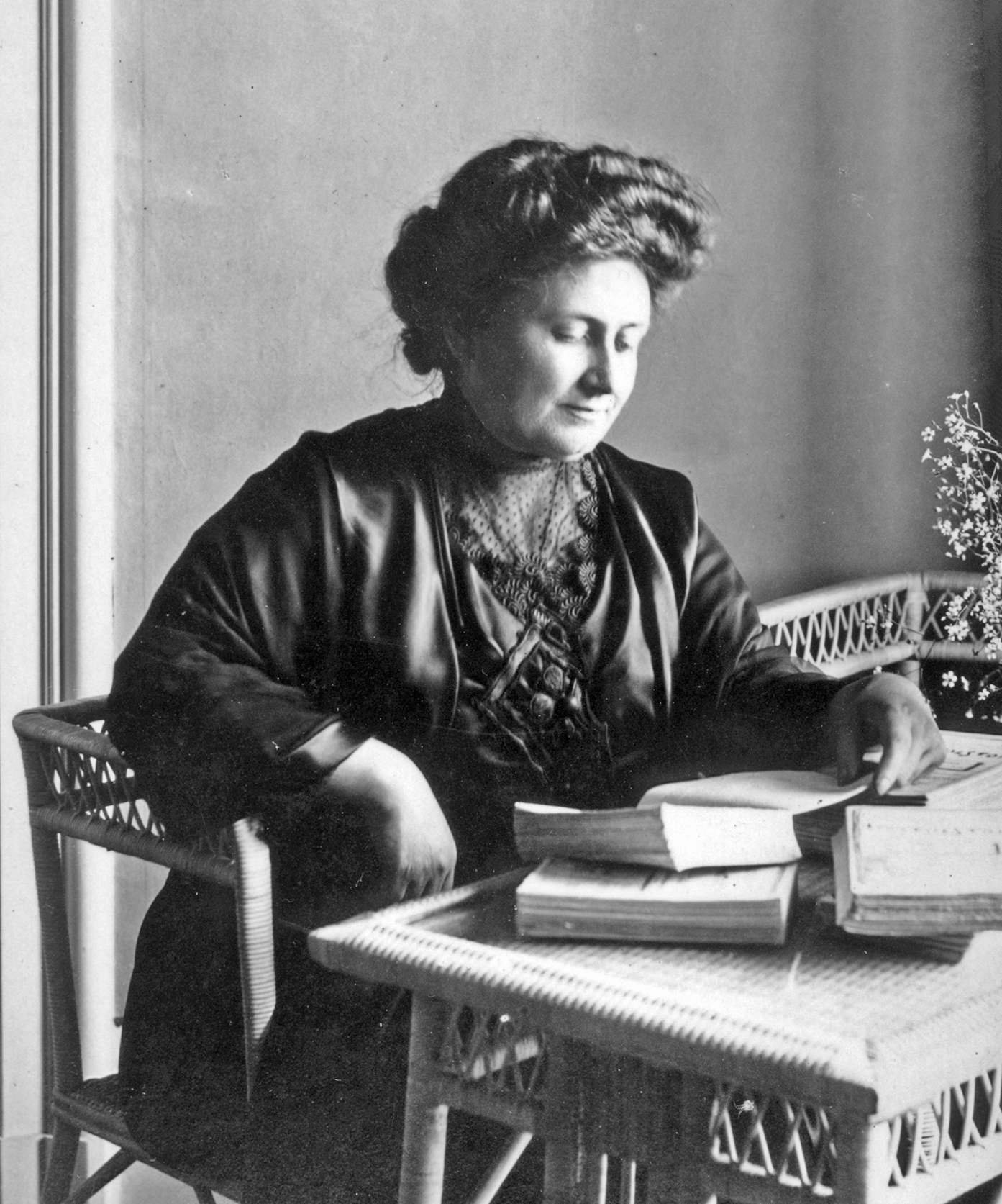
Maria Montessori (1870–1952)

- Montessori, Mario (1898–1982), italienischer Autor und Reformpädagoge

#### Montet
- Montet, Edouard (1856–1934), schweizerisch-französischer evangelischer Geistlicher und Hochschullehrer
- Montet, Jacques (1722–1782), französischer Chemiker, Apotheker, Enzyklopädist
- Montet, Numa F. (1892–1985), US-amerikanischer Politiker
- Montet, Pierre (1885–1966), französischer Ägyptologe
- Montet-Burckhardt, Anne de (1878–1952), Schweizer Frauenrechtlerin

#### Monteu
- Monteux, Kirk (* 1965), deutscher Musikproduzent und Gitarrist
- Monteux, Pierre (1875–1964), französisch-US-amerikanischer Dirigent

#### Montev
- Montevecchi, Liliane (1932–2018), französische Schauspielerin, Tänzerin und Sängerin
- Montevecchi, Silvano (1938–2013), italienischer Geistlicher, römisch-katholischer Bischof von Ascoli Piceno
- Monteverde, Alejandra (* 1988), peruanische Badmintonspielerin
- Monteverde, Bruno (1991–2013), peruanischer Badmintonspieler
- Monteverde, Domingo (1773–1832), spanischer General
- Monteverde, Giulio (1837–1917), italienischer Bildhauer
- Monteverde, Lucas (* 1976), argentinischer Polospieler
- Monteverdi, Angelo (1886–1967), italienischer Romanist und Mediävist
- Monteverdi, Claudio († 1643), italienischer Komponist, Gambist, Sänger und katholischer Priester
- Monteverdi, Giulio Cesare, italienischer Komponist und Organist
- Monteverdi, Peter (1934–1998), Schweizer Privatrennfahrer, Autobauer und Gründer der Automarke Automobile Monteverdi

#### Montex
- Montexier, Marie, deutsche DJ und Musikproduzentin

#### Montey
- Monteynard, Louis François de (1713–1791), französischer General
- Monteyne, Jean (* 1943), belgischer Radrennfahrer
- Monteys, Teodoro (* 1895), spanischer Radrennfahrer

#### Montez
- Montez (* 1994), deutscher RapperMontez (* 1994)

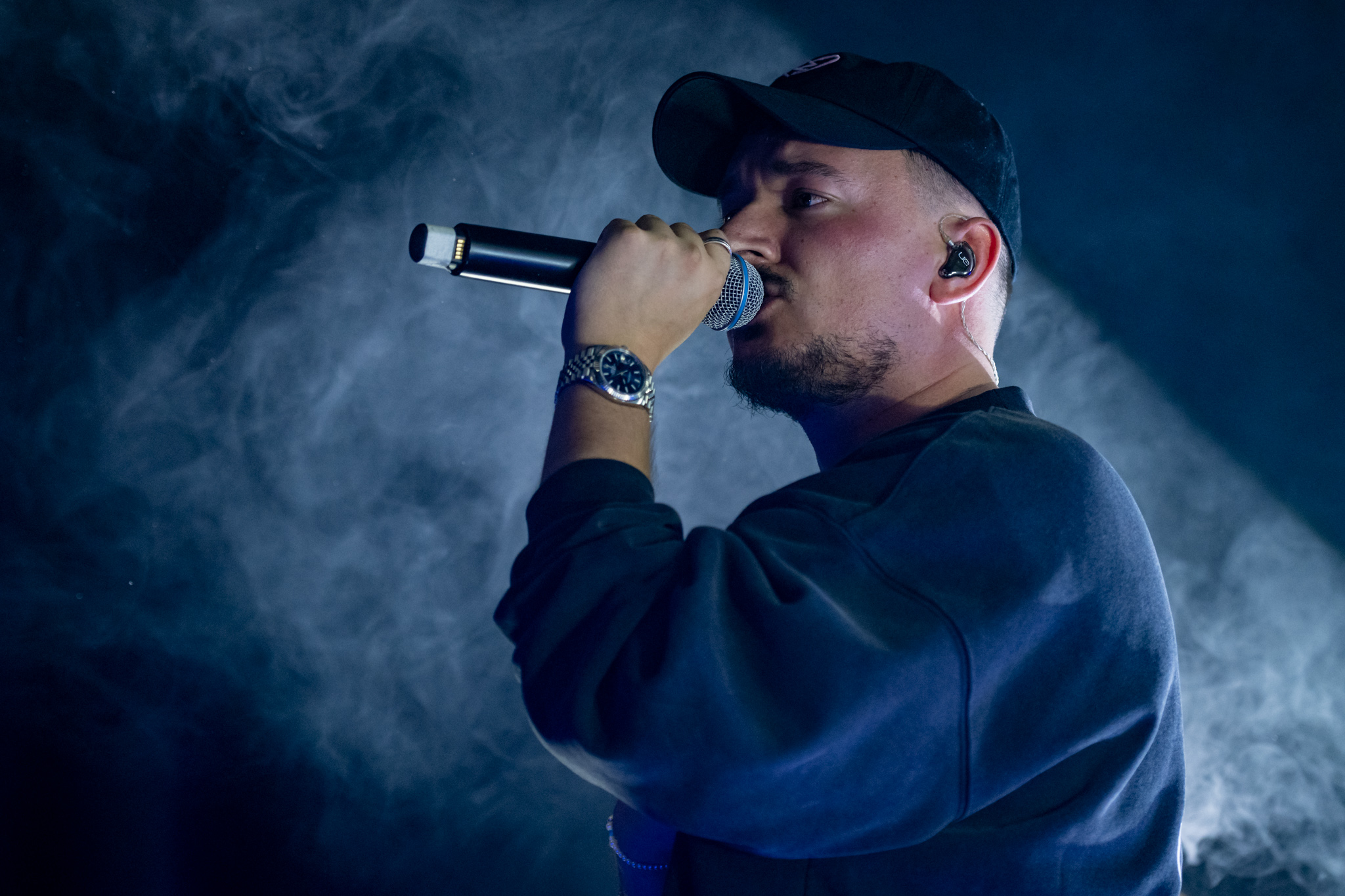
Montez (* 1994)

- Montez, Bobby (1934–2003), US-amerikanischer Jazzmusiker
- Montez, Chris (* 1943), US-amerikanischer Popsänger
- Montez, Lola (1821–1861), irische Hochstaplerin und TänzerinLola Montez (1821–1861)

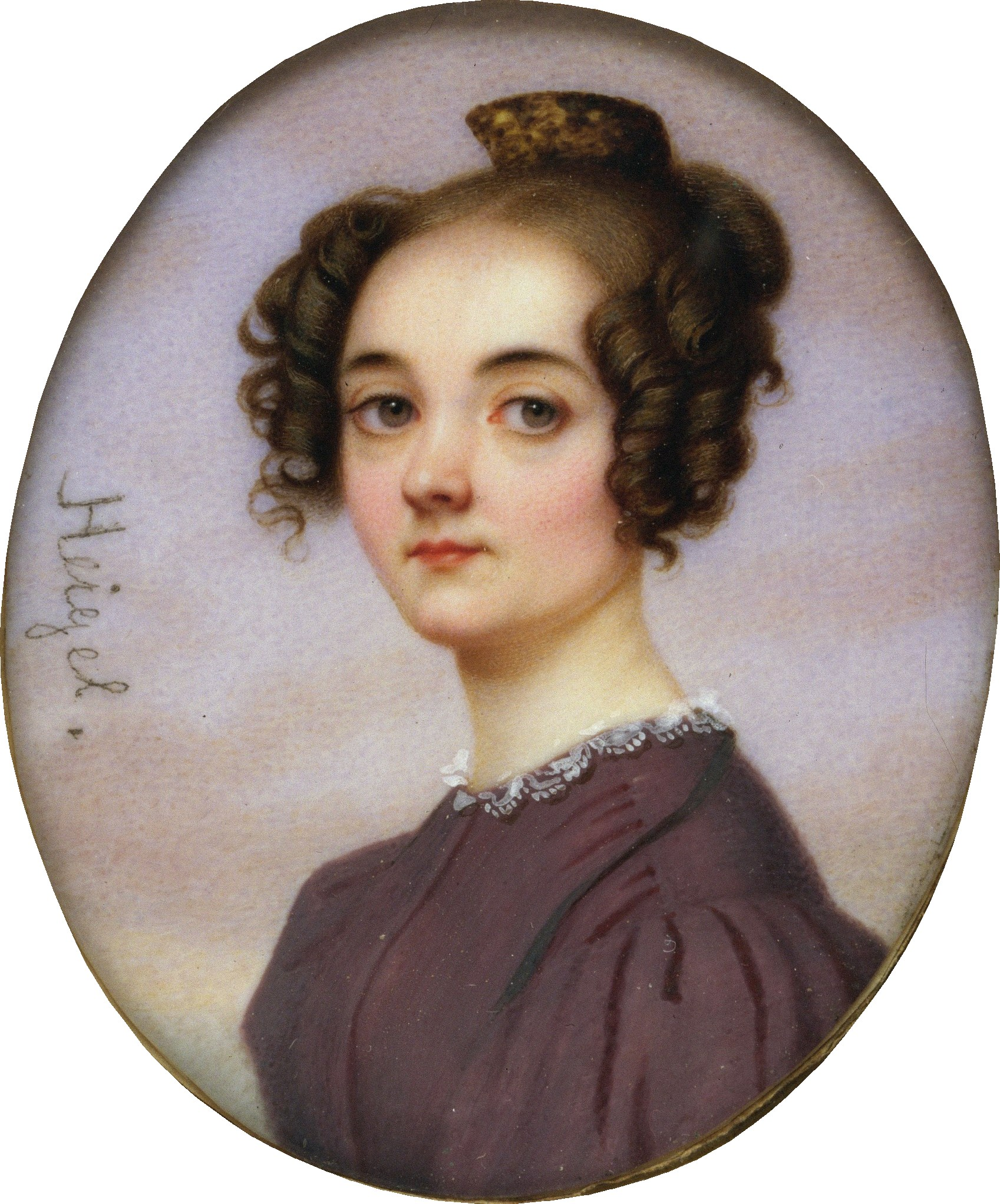
Lola Montez (1821–1861)

- Montez, María (1912–1951), dominikanische Schauspielerin
- Montez, Mario (1935–2013), US-amerikanischer Schauspieler
- Montezemolo, Giuseppe Cordero Lanza di (1901–1944), italienischer Pionieroffizier und Widerstandskämpfer
- Montezemolo, Luca Cordero di (* 1947), italienischer Industrieller
- Montezine, Fábio César (* 1979), katarischer Fußballspieler brasilianischer Herkunft
- Montezinos, Antonio de (1604–1648), portugiesisch-jüdischer Reisender und Entdecker
- Montezuma, Magdalena (1942–1984), deutsche Schauspielerin und Szenenbildnerin

### Montf
- Montfalcon, Aymon de († 1517), Bischof von Lausanne
- Montfalcon, Sébastien de (1489–1560), Bischof von Lausanne
- Montfaucon, Bernard de (1655–1741), französischer Gelehrter und Paläograph
- Montfavez, Bertrand de († 1342), französischer Kardinal
- Montferrand, Auguste de (1786–1858), französischer neoklassizistischer Architekt
- Montferrand, Benoît de († 1491), Bischof von Coutances und Lausanne
- Montferrand, Bernard de Faubournet de (* 1945), französischer Botschafter in Deutschland
- Montferrat, Sophia von († 1434), oströmische Kaiserin und Gattin des Kaisers Johannes VIII.
- Montfleury, Antoine Jacob (1639–1685), französischer Dramatiker
- Montford, Eduard (1819–1881), badischer Beamter
- Montford, Paul Raphael (1868–1938), anglo-australischer Bildhauer und Kunstpädagoge
- Montford, Susan, schottische Filmproduzentin, Drehbuchautorin und Filmregisseurin
- Montfort, Alexandre (1803–1856), französischer Komponist
- Montfort, Amaury de, englisch-französischer Geistlicher
- Montfort, Annie de (1897–1944), französische Schriftstellerin und Widerstandskämpferin
- Montfort, Anton II. von (1635–1706), deutscher Adliger, Administrator der Grafschaft Monfort
- Montfort, Anton III. von (1670–1733), deutscher Adliger, regierender Graf der Grafschaft Monfort
- Montfort, Camill (1890–1956), deutscher Botaniker
- Montfort, Edmund († 1494), englischer Ritter
- Montfort, Eleanor de († 1282), englische Adlige, Fürstin von WalesEleanor de Montfort († 1282)

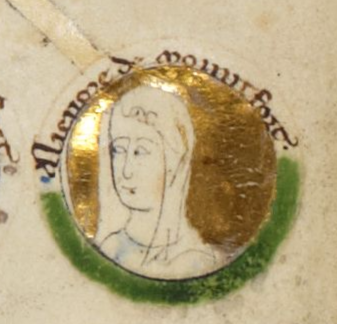
Eleanor de Montfort († 1282)

- Montfort, Eleonore von († 1610), Äbtissin des Damenstifts Buchau
- Montfort, Ernst von (1700–1758), regierender Graf zu Tettnang und Langenargen (1733–1755)
- Montfort, Franziska von († 1669), Äbtissin des Damenstifts Buchau
- Montfort, Guillaume de († 1432), französischer Bischof und Kardinal
- Montfort, Guy de (* 1244), englischer Adliger und RebellGuy de Montfort (* 1244)

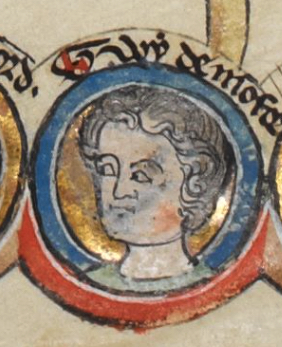
Guy de Montfort (* 1244)

- Montfort, Hugo XVIII. von († 1662), deutscher Adliger, regierender Graf der Grafschaft Monfort
- Montfort, Johann Nepomuk von (1723–1775), Domherr zu Köln
- Montfort, Johann X. von (1627–1686), deutscher Adliger, regierender Graf der Grafschaft Monfort
- Montfort, Johanna Katharina von (1678–1759), Gräfin von Montfort sowie Regentin von Hohenzollern-Sigmaringen
- Montfort, Klara von († 1449), Äbtissin des Damenstifts Buchau
- Montfort, Marcel (1892–1971), Schweizer Offizier
- Montfort, Margarete von († 1556), Äbtissin des Damenstifts Buchau
- Montfort, Maria Theresia von (1663–1742), Äbtissin des Damenstifts Buchau
- Montfort, Michael (1940–2008), deutscher Fotograf
- Montfort, Norbert (1925–2016), deutscher Diplomat
- Montfort, Pierre Denys de († 1820), französischer Naturforscher und Malakologe
- Montforts, Franz-Peter (* 1948), deutscher Chemiker

### Montg
- Montgaillard, Bernard de (1563–1628), Zisterzienserabt in Orval
- Montgazon, Monika de (* 1955), deutsche Arzthelferin, Angeklagte in einem Mordprozess, der mit einem Fehlurteil endete
- Montgeffond, Antoine Tocquet de (1659–1731), französischer Geistlicher

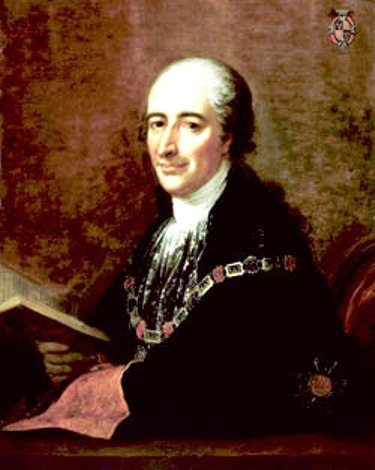
Maximilian von Montgelas (1759–1838)

- Montgelas, Maximilian von (1759–1838), Minister unter dem späteren König Maximilian I. von BayernMaximilian von Montgelas (1759–1838)
- Montgelas, Maximilian von (1860–1938), bayerischer General der Infanterie, deutscher Politiker und Historiker
- Montgelas, Pauline von (1874–1961), deutsche Frauenrechtlerin, im Deutschen Katholischen Frauenbund tätig
- Montgelas, Rudolf-Konrad Graf von (1939–2015), deutscher Landwirt, Kaufmann und Stifter
- Montgeron, Louis Basile Carré de (1686–1754), französischer Pariser Parlamentsrat und Vertreter des Jansenismus
- Montgeroult, Hélène de (1764–1836), französische Klaviervirtuosin, -Professorin und Komponistin
- Montglat, Françoise de († 1633), Gouvernante der königlichen Kinder Frankreichs (1600–1615)
- Montgolfier, Jacques Étienne (1745–1799), Erfinder des Heißluftballons, der Montgolfière
- Montgolfier, Joseph Michel (1740–1810), Erfinder des Heißluftballons, der Montgolfière
- Montgomerie, Alexander († 1598), schottischer Dichter
- Montgomerie, Archibald, 17. Earl of Eglinton (1914–1966), britischer Peer
- Montgomerie, Archibald, 18. Earl of Eglinton (1939–2018), britischer Peer
- Montgomerie, Colin (* 1963), schottischer Golfer
- Montgomerie, George, 15. Earl of Eglinton (1848–1919), schottischer Adliger und Tennisspieler
- Montgomerie, John (1680–1731), Gouverneur der britischen Kolonien New York und New Jersey
- Montgomerie, Robert (1880–1939), britischer Fechter
- Montgomerie, Seton Montolieu (1846–1883), schottischer Adliger und Tennisspieler
- Montgomerie, Thomas George (1830–1878), britischer Vermessungsingenieur
- Montgomerie, Tim (* 1970), britischer politischer Aktivist, Blogger, Kolumnist
- Montgomerie, William (1797–1856), schottischer Militärchirurg
- Montgomerie-Charrington, Robin (1915–2007), britischer Formel-1-Rennfahrer
- Montgomery, Adam (* 2002), schottischer Fußballspieler
- Montgomery, Alan Everard (* 1938), britischer Diplomat
- Montgomery, Alexander B. (1837–1910), US-amerikanischer Politiker
- Montgomery, Anne (1926–2012), US-amerikanische Ordensschwester und Friedensaktivistin
- Montgomery, Anthony (* 1971), US-amerikanischer Schauspieler
- Montgomery, Belinda (* 1950), kanadische SchauspielerinBelinda Montgomery (* 1950)

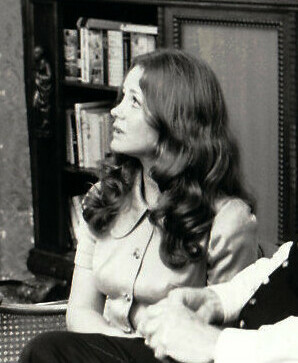
Belinda Montgomery (* 1950)

- Montgomery, Ben, US-amerikanischer Schiedsrichter im American Football
- Montgomery, Bernard (1887–1976), britischer Feldmarschall des Zweiten WeltkriegesBernard Montgomery (1887–1976)

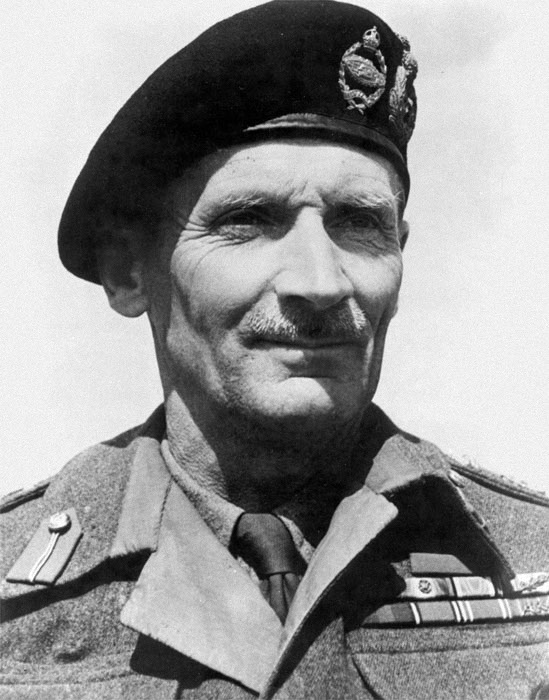
Bernard Montgomery (1887–1976)

- Montgomery, Betty (* 1948), US-amerikanische Juristin und Politikerin (Republikanische Partei)
- Montgomery, Bob (1919–1998), US-amerikanischer Boxer
- Montgomery, Brian (1903–1989), britischer Armeeoffizier und Biograf
- Montgomery, Buddy (1930–2009), amerikanischer Vibraphonist, Komponist und Pianist
- Montgomery, Camille, US-amerikanische Schauspielerin
- Montgomery, Carol (* 1965), kanadische Triathletin, Duathletin und Langstreckenläuferin
- Montgomery, Charles (* 1968), kanadischer Schriftsteller und Fotojournalist
- Montgomery, Christopher, Multimedia-Software-Entwickler
- Montgomery, Cynthia (* 1952), US-amerikanische Wirtschaftswissenschaftlerin und Hochschullehrerin
- Montgomery, Dacre (* 1994), australischer Schauspieler
- Montgomery, Daniel (1765–1831), US-amerikanischer Politiker
- Montgomery, David (1927–2011), US-amerikanischer Historiker
- Montgomery, David (* 1948), britischer Manager
- Montgomery, David (* 1995), irischer Radrennfahrer
- Montgomery, David (* 1997), US-amerikanischer Footballspieler
- Montgomery, David C. (* 1936), US-amerikanischer Plasmaphysiker und Astrophysiker
- Montgomery, David R. (* 1961), US-amerikanischer Geomorphologe und Hochschullehrer
- Montgomery, David, 2. Viscount Montgomery of Alamein (1928–2020), britischer Peer und Politiker (ehemals Conservative Party)
- Montgomery, Deane (1909–1992), US-amerikanischer Mathematiker
- Montgomery, Doreen (1913–1992), britische Drehbuchautorin
- Montgomery, Douglass (1907–1966), US-amerikanischer Schauspieler
- Montgomery, Edmund D. (1835–1911), schottischer Philosoph, Wissenschaftler und Arzt
- Montgomery, Eleanor (1946–2013), US-amerikanische Hochspringerin
- Montgomery, Elizabeth (1933–1995), US-amerikanische Film- und Fernsehschauspielerin
- Montgomery, Flora (* 1974), britische Schauspielerin
- Montgomery, Forest (1874–1947), US-amerikanischer Tennisspieler
- Montgomery, Frank Ulrich (* 1952), deutscher Radiologe, Präsident der BundesärztekammerFrank Ulrich Montgomery (* 1952)

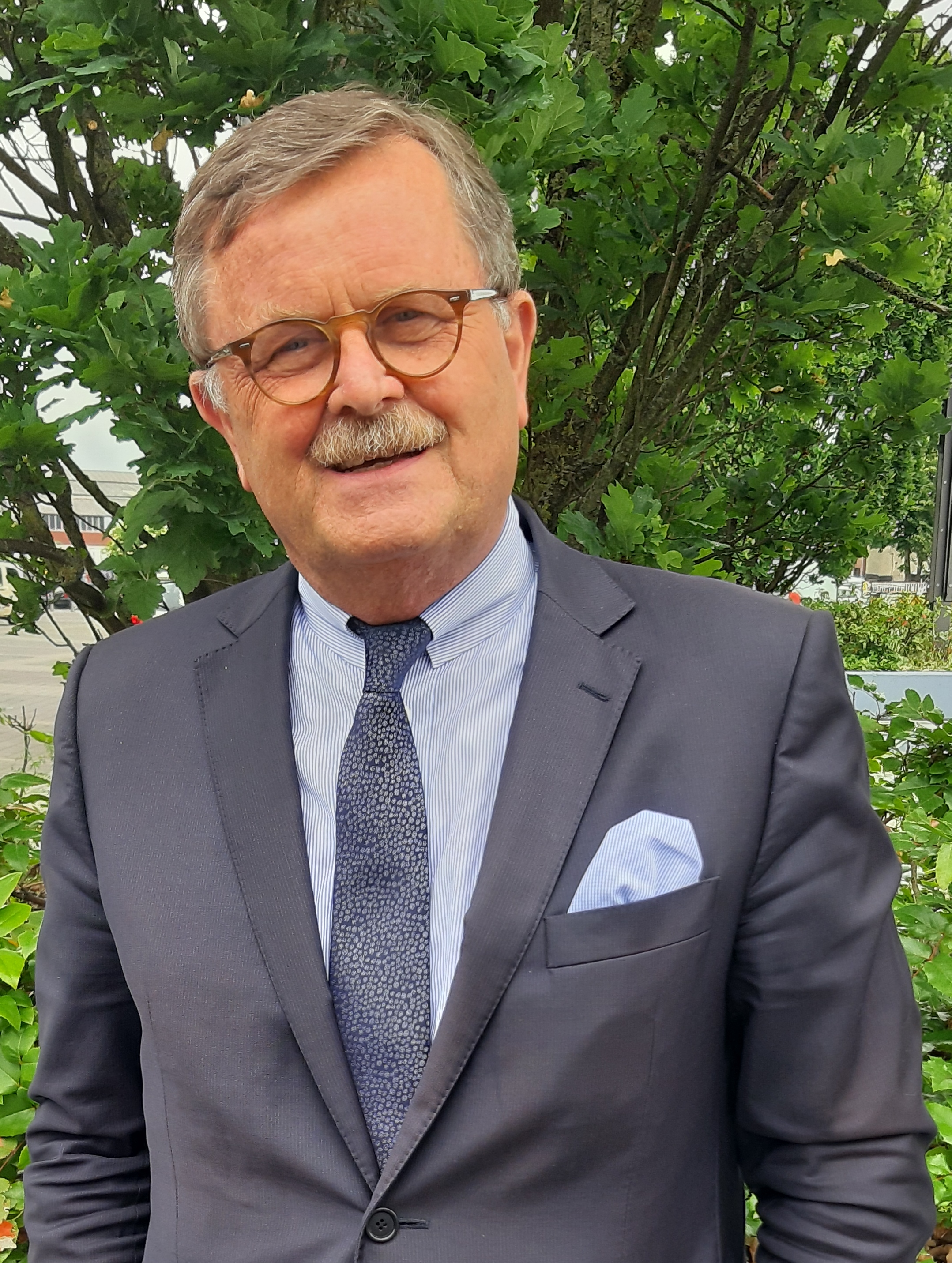
Frank Ulrich Montgomery (* 1952)

- Montgomery, George (1899–1951), US-amerikanischer Szenenbildner beim Film
- Montgomery, George (1916–2000), US-amerikanischer Filmschauspieler
- Montgomery, Harold Robert (1884–1958), britischer Kolonialbeamter im Protektorat Britisch-Ostafrika und der später daraus hervorgegangenen Kronkolonie Kenia
- Montgomery, Henry (1847–1932), britischer Geistlicher
- Montgomery, Hugh (1895–1971), britischer Diplomat und römisch-katholischer Priester
- Montgomery, Hugh (* 1944), US-amerikanischer Mathematiker
- Montgomery, Hugh (* 1948), britischer Kernphysiker
- Montgomery, Hugh de Fellenberg (1844–1924), nordirischer Großgrundbesitzer und Politiker
- Montgomery, Hugh Maude de Fellenberg (1870–1954), britischer Generalmajor
- Montgomery, Hugo (1932–2023), schwedischer Klassischer Philologe
- Montgomery, Ingun (* 1936), schwedische Theologin und Hochschullehrerin
- Montgomery, Jack (1881–1948), US-amerikanischer Polospieler und Offizier
- Montgomery, James (1814–1871), US-amerikanischer Abolitionist, Freischar-Anführer und Militärkommandeur
- Montgomery, James (1891–1964), kanadischer Sportschütze
- Montgomery, James (* 1955), US-amerikanischer Schwimmer
- Montgomery, Janet (* 1985), britische SchauspielerinJanet Montgomery (* 1985)

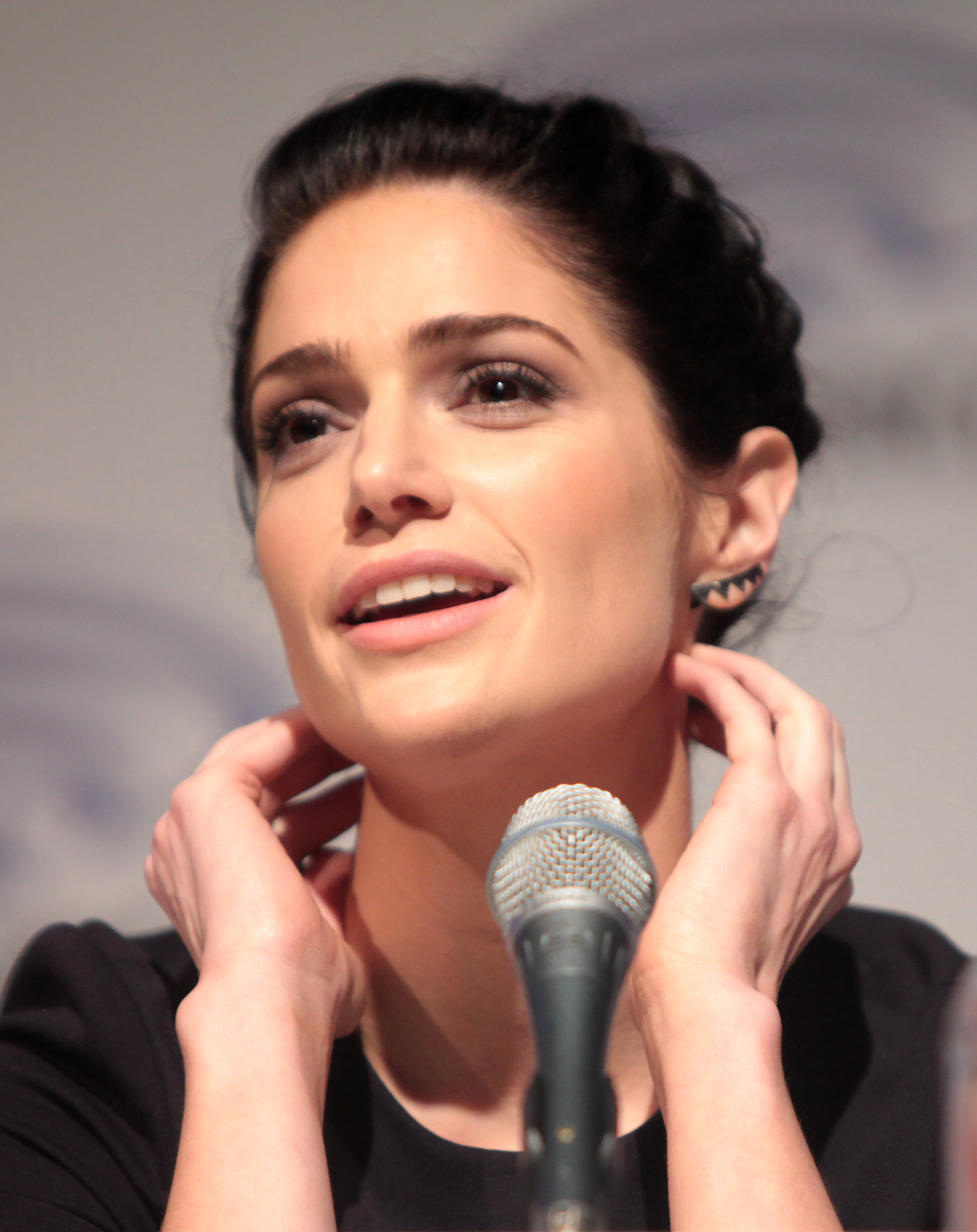
Janet Montgomery (* 1985)

- Montgomery, Jesse (1904–1976), US-amerikanischer Hindernisläufer
- Montgomery, Jessie (* 1981), US-amerikanische Komponistin und Violinistin
- Montgomery, Jim (* 1969), kanadischer Eishockeyspieler und -trainer
- Montgomery, Joe, US-amerikanischer Rockabilly-Musiker
- Montgomery, John (1722–1808), irisch-amerikanischer Politiker
- Montgomery, John (1764–1828), US-amerikanischer Politiker
- Montgomery, John Gallagher (1805–1857), US-amerikanischer Politiker
- Montgomery, John Michael (* 1965), US-amerikanischer Country-Sänger
- Montgomery, John Warwick (1931–2024), US-amerikanischer lutherischer Theologe, Hochschullehrer, Anwalt und Autor
- Montgomery, Jon (* 1979), kanadischer Skeletonpilot
- Montgomery, Joseph (1733–1794), US-amerikanischer Politiker
- Montgomery, Kahmari (* 1997), US-amerikanischer Sprinter
- Montgomery, Karen (1949–2015), US-amerikanische Schauspielerin und Filmproduzentin
- Montgomery, Kenneth (1943–2023), britischer Dirigent und Musikpädagoge
- Montgomery, Lauren K., US-amerikanische Theater- und Filmschauspielerin
- Montgomery, Lee (* 1961), kanadischer Schauspieler
- Montgomery, Lisa (1968–2021), US-amerikanische Mörderin
- Montgomery, Little Brother (1906–1985), US-amerikanischer Blues- und Jazz-Sänger und -Pianist
- Montgomery, Lucy Maud (1874–1942), kanadische SchriftstellerinLucy Maud Montgomery (1874–1942)

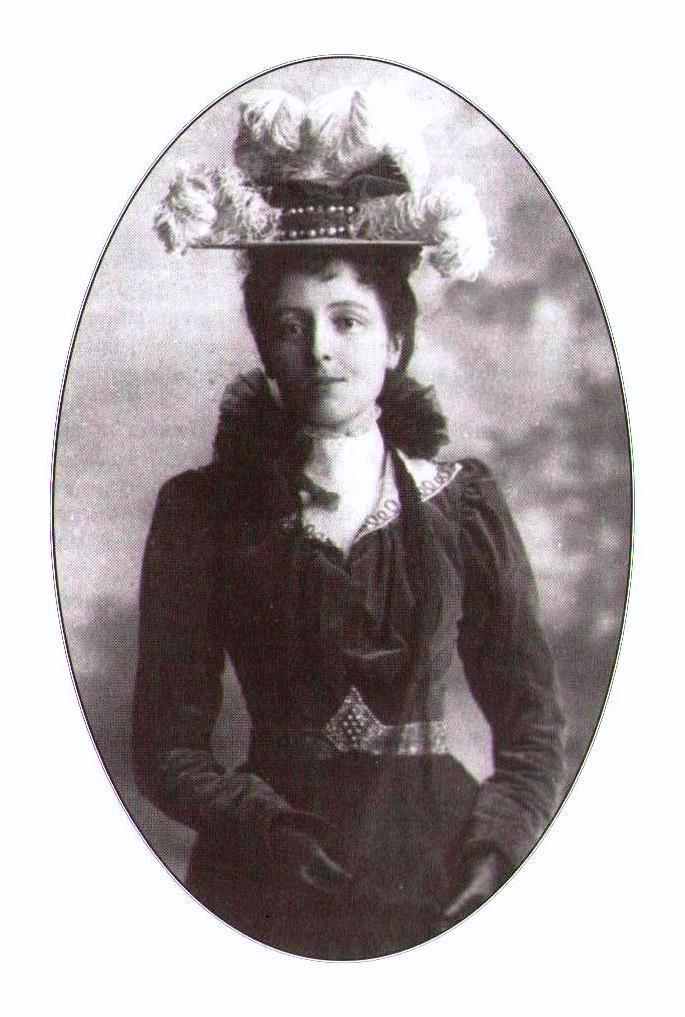
Lucy Maud Montgomery (1874–1942)

- Montgomery, Marian (1934–2002), amerikanische Jazzsängerin
- Montgomery, Mark (* 1970), US-amerikanischer Basketballspieler
- Montgomery, Mattie (* 1987), US-amerikanischer Sänger der christlichen Metalcore-Band For Today
- Montgomery, Melba (1938–2025), US-amerikanische Country-Musikerin
- Montgomery, Merle (1904–1986), US-amerikanische Komponistin, Pianistin und Musikpädagogin
- Montgomery, Mike (* 1947), US-amerikanischer Basketballtrainer
- Montgomery, Monk (1921–1982), amerikanischer Jazzbassist
- Montgomery, Monte (* 1966), amerikanischer Musiker
- Montgomery, Nick (* 1981), schottischer Fußballtrainer
- Montgomery, Percy (* 1974), südafrikanischer Rugby-Union-Spieler
- Montgomery, Peter (1947–2020), US-amerikanischer Mathematiker
- Montgomery, Peter (* 1950), australischer Wasserballspieler und Sportfunktionär
- Montgomery, Poppy (* 1972), australische SchauspielerinPoppy Montgomery (* 1972)

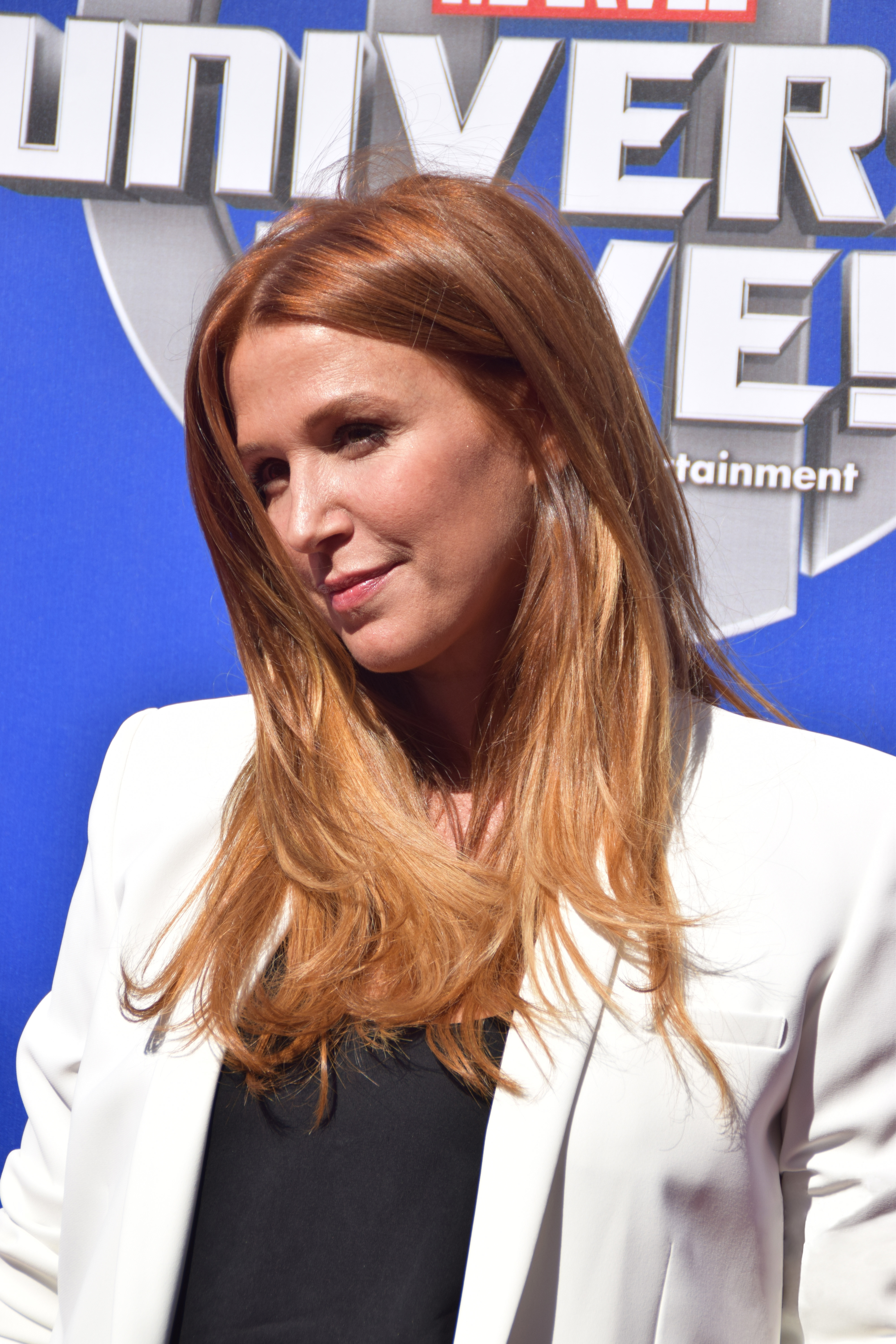
Poppy Montgomery (* 1972)

- Montgomery, Renee (* 1986), US-amerikanische Basketballspielerin
- Montgomery, Richard, britischer Mathematiker
- Montgomery, Richard (1738–1775), amerikanischer General im Unabhängigkeitskrieg
- Montgomery, Ritchie, US-amerikanischer Schauspieler
- Montgomery, Robert (1809–1887), britischer Vizegouverneur in Britisch-Indien
- Montgomery, Robert (1904–1981), US-amerikanischer Schauspieler
- Montgomery, Robin (* 2004), US-amerikanische Tennisspielerin
- Montgomery, Ross (* 1962), schottischer Dartspieler
- Montgomery, Ruth (1912–2001), US-amerikanisches Medium
- Montgomery, Samuel J. (1896–1957), US-amerikanischer Politiker
- Montgomery, Sonny (1920–2006), US-amerikanischer Politiker
- Montgomery, Susan (* 1943), US-amerikanische Mathematikerin
- Montgomery, Sven (* 1976), Schweizer Radrennfahrer
- Montgomery, Sy (* 1958), US-amerikanische Naturforscherin und Autorin
- Montgomery, Thomas († 1495), englischer Ritter
- Montgomery, Thomas (1779–1828), US-amerikanischer Politiker
- Montgomery, Tim (* 1975), US-amerikanischer Leichtathlet
- Montgomery, Toccara (* 1982), US-amerikanische Ringerin
- Montgomery, Todd, US-amerikanischer Filmregisseur, Unternehmer und Filmproduzent
- Montgomery, Ty (* 1993), US-amerikanischer American-Football-Spieler
- Montgomery, Tyron (* 1967), irisch-deutscher Film- und Medien-Schaffender
- Montgomery, Wes (1923–1968), US-amerikanischer Jazz-GitarristWes Montgomery (1923–1968)

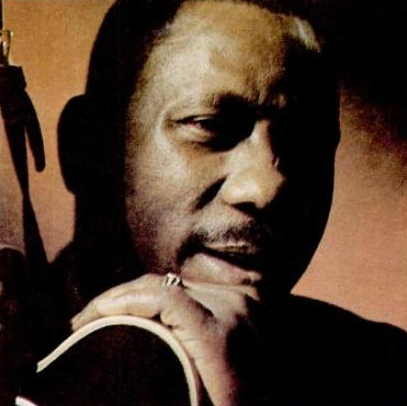
Wes Montgomery (1923–1968)

- Montgomery, William (1736–1816), US-amerikanischer Politiker
- Montgomery, William (1789–1844), US-amerikanischer Politiker
- Montgomery, William (1818–1870), US-amerikanischer Politiker
- Montgomery, William (1871–1930), britischer Geistlicher und Kryptoanalytiker
- Montgomery, William Dale (* 1945), US-amerikanischer Diplomat, Botschafter in Bulgarien, Kroatien und Serbien
- Montgomery, William Hugh (1866–1958), Rechtsanwalt, Farmer, neuseeländischer liberaler Politiker und Maler
- Montgomery-Andersen, Ruth (* 1957), US-amerikanisch-grönländische Tänzerin, Hebamme und Gesundheitswissenschaftlerin
- Montgomery-Massingberd, Archibald (1871–1947), britischer Feldmarschall
- Montgomery-Silfverstolpe, Malla (1782–1861), schwedische Schriftstellerin

### Month
- Monthemtaui, altägyptischer Schatzhausvorsteher
- Montherlant, Henry de (1895–1972), französischer SchriftstellerHenry de Montherlant (1895–1972)

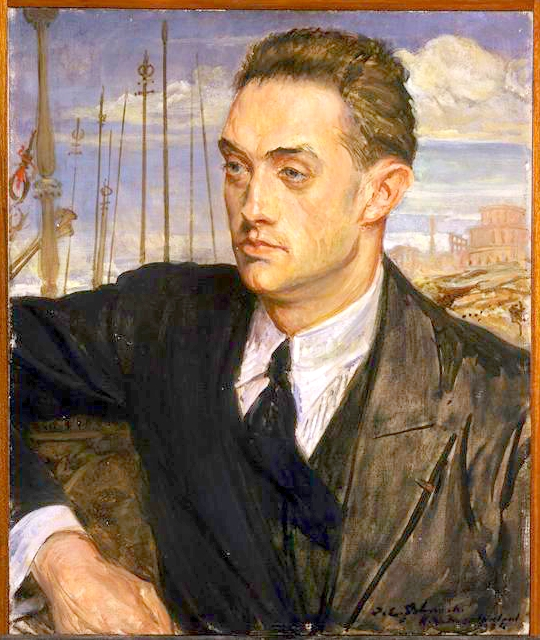
Henry de Montherlant (1895–1972)

- Monthermer, Ralph de, 1. Baron Monthermer († 1325), englischer Peer
- Monthieux, Maryline, französische Filmeditorin
- Monthion, François Gédéon Bailly de (1776–1850), französischer General
- Montholon, Charles-Tristan de (1783–1853), französischer Generaladjutant Kaiser Napoleons
- Montholon-Sémonville, Charles François Frédéric de (1814–1886), französischer Botschafter
- Monthurel, Gaël (* 1966), französischer Handballspieler und -trainer
- Monthy, Georg (1897–1984), deutscher Opernsänger (Bariton)

### Monti
- Monti Sturani, Luisa (1911–2002), italienische Schriftstellerin und Lehrerin
- Monti, Adriana (* 1951), italienische Filmregisseurin und Drehbuchautorin
- Monti, Alois (1839–1909), italienisch-österreichischer Kinderarzt und Hochschullehrer
- Monti, Angelina (* 1941), italienische Schlager- und Jazzsängerin
- Monti, Baldassarre (1961–2008), italienischer Motorradrennfahrer
- Monti, Battista (* 1944), italienischer Straßenradrennfahrer
- Monti, Bruno (1930–2011), italienischer Radrennfahrer
- Monti, Carla Lia (* 1966), Schweizer Filmemacherin
- Monti, Carlo (1920–2016), italienischer Sprinter
- Monti, Cesare (1594–1650), italienischer Kardinal
- Monti, Eugenio (1928–2003), italienischer Bobfahrer
- Monti, Félix (* 1938), argentinischer Kameramann
- Monti, Filippo Maria (1675–1754), italienischer Kardinal
- Monti, Francesco (1646–1703), italienischer Maler
- Monti, Georges (1880–1936), französischer Okkultist und Angehöriger zahlreicher Logen und Freimaurerorganisationen
- Monti, Giacomo (1600–1687), italienischer Drucker und Herausgeber
- Monti, Giovanni Giacomo (1620–1692), italienischer Maler des Barock
- Monti, Giuseppe (1682–1760), italienischer Botaniker, Naturwissenschaftler und Hochschullehrer
- Monti, Ilja (* 2005), deutscher Geiger und Schauspieler
- Monti, Jared Christopher (1975–2006), US-amerikanischer Soldat
- Monti, Luigi Maria (1825–1900), italienischer Laienbruder, Gründer der Kongregation Söhne der Unbefleckten Empfängnis, Seliger der römisch-katholischen Kirche
- Monti, Luis (1901–1983), argentinisch-italienischer Fußballspieler
- Monti, Maria (* 1935), italienische Cantautrice und Schauspielerin
- Monti, María Estela, argentinische Tangosängerin
- Monti, Mario (* 1943), italienischer Ökonom und MinisterpräsidentMario Monti (* 1943)

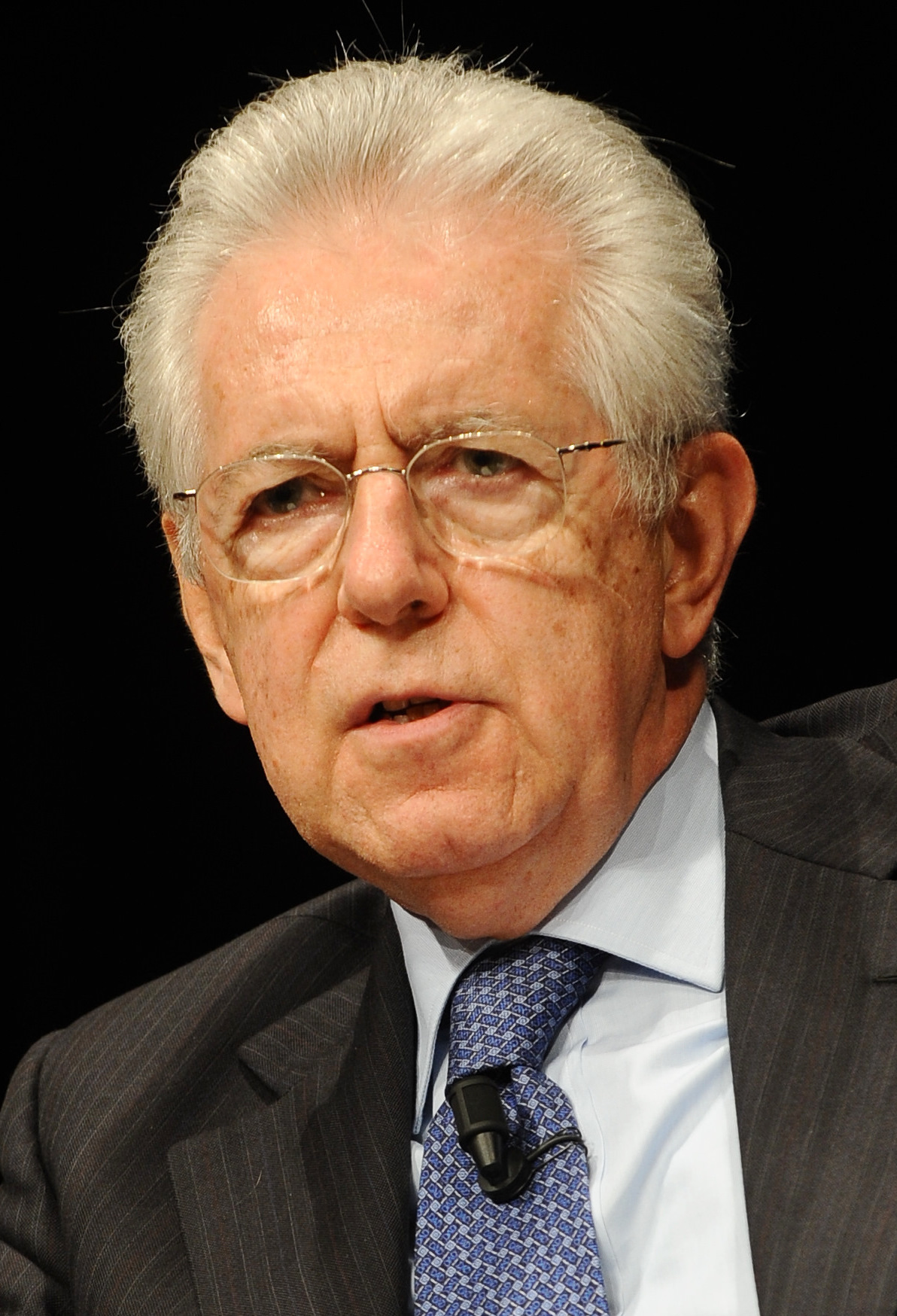
Mario Monti (* 1943)

- Monti, Martin James (1921–2000), US-amerikanischer Kampfpilot und Deserteur
- Monti, Maura (* 1942), italienisch-mexikanische Schauspielerin, Moderatorin und Journalistin
- Monti, Michele (1970–2018), italienischer Judoka
- Monti, Paolo (1908–1982), italienischer Fotograf
- Monti, Rina (1871–1937), italienische Zoologin, Limnologin und Hochschullehrerin
- Monti, Silvia (* 1946), italienische Schauspielerin
- Monti, Vincenzo (1754–1828), italienischer Schriftsteller
- Monti, Vittorio (1868–1922), italienischer Violinvirtuose und Komponist
- Montias, John Michael (1928–2005), französischer Wirtschaftswissenschaftler und Kunsthistoriker
- Montibeller, Rosamaria (* 1994), brasilianische Volleyballspielerin
- Monticeli, Ariane (* 1982), brasilianische Triathletin
- Monticelli, Adolphe (1824–1886), französischer Maler
- Monticelli, Anna Maria (* 1952), Schauspielerin, Drehbuchautorin und Filmproduzentin
- Monticelli, Mario (1902–1995), italienischer Schachspieler
- Monticolo, Giovanni (1852–1909), italienischer Mittelalterhistoriker
- Montie, Randy (* 1999), österreichischer Fußballspieler
- Montiéh, Frank (* 1959), kubanischer Hürdenläufer
- Montiel Argüello, Alejandro (1917–2012), nicaraguanischer Diplomat und Richter
- Montiel, Dito, US-amerikanischer Filmregisseur, Drehbuchautor, Filmproduzent, Schriftsteller und Musiker
- Montiel, Fernando (* 1979), mexikanischer Boxer
- Montiel, Gonzalo (* 1997), argentinischer Fußballspieler
- Montiel, José (* 1988), paraguayischer Fußballspieler
- Montiel, José Justo (1824–1899), mexikanischer Maler
- Montiel, Marcos (* 1995), uruguayischer Fußballspieler
- Montiel, Rafael (* 1981), kolumbianischer Radrennfahrer
- Montiel, Sara (1928–2013), spanische Schauspielerin
- Montier, Charles (1879–1952), französischer Autorennfahrer und Konstrukteur
- Montier, Nicolas (* 1955), französischer Jazzmusiker
- Montifontanus, Lucianus († 1716), Pater, Autor, Gelehrter
- Montignac, Michel (1944–2010), französischer Autor
- Montignies, Linda (* 1965), südafrikanische Badmintonspielerin
- Montigny, Cassius Freiherr von (1890–1940), Kommandant der 5. SS-Totenkopfstandarte und Taktikausbilder auf der SS-Junkerschule Bad Tölz
- Montigny, Étienne Mignot de (1714–1782), französischer Chemiker, Geograph und Schatzkanzler
- Montigny, Fernand de (1885–1974), belgischer Fechter und Hockeyspieler
- Montigny, Franz Ludwig Eugen von (1791–1868), preußischer Landrat des Kreises Malmedy (1841–1853)
- Montigny, Jean de (1633–1671), französischer römisch-katholischer Bischof, Dichter und Mitglied der Académie française
- Montigny, Jenny (1875–1937), belgische Malerin
- Montigny, Louvigny de (1876–1955), kanadischer Journalist, Schriftsteller und Kritiker
- Montijn, Aleida (1908–1989), deutsche Komponistin, Pianistin und Musikpädagogin
- Montijo, Eugénie de (1826–1920), Kaiserin von Frankreich (1853–1871), Ehefrau von Napoleon III.Eugénie de Montijo (1826–1920)

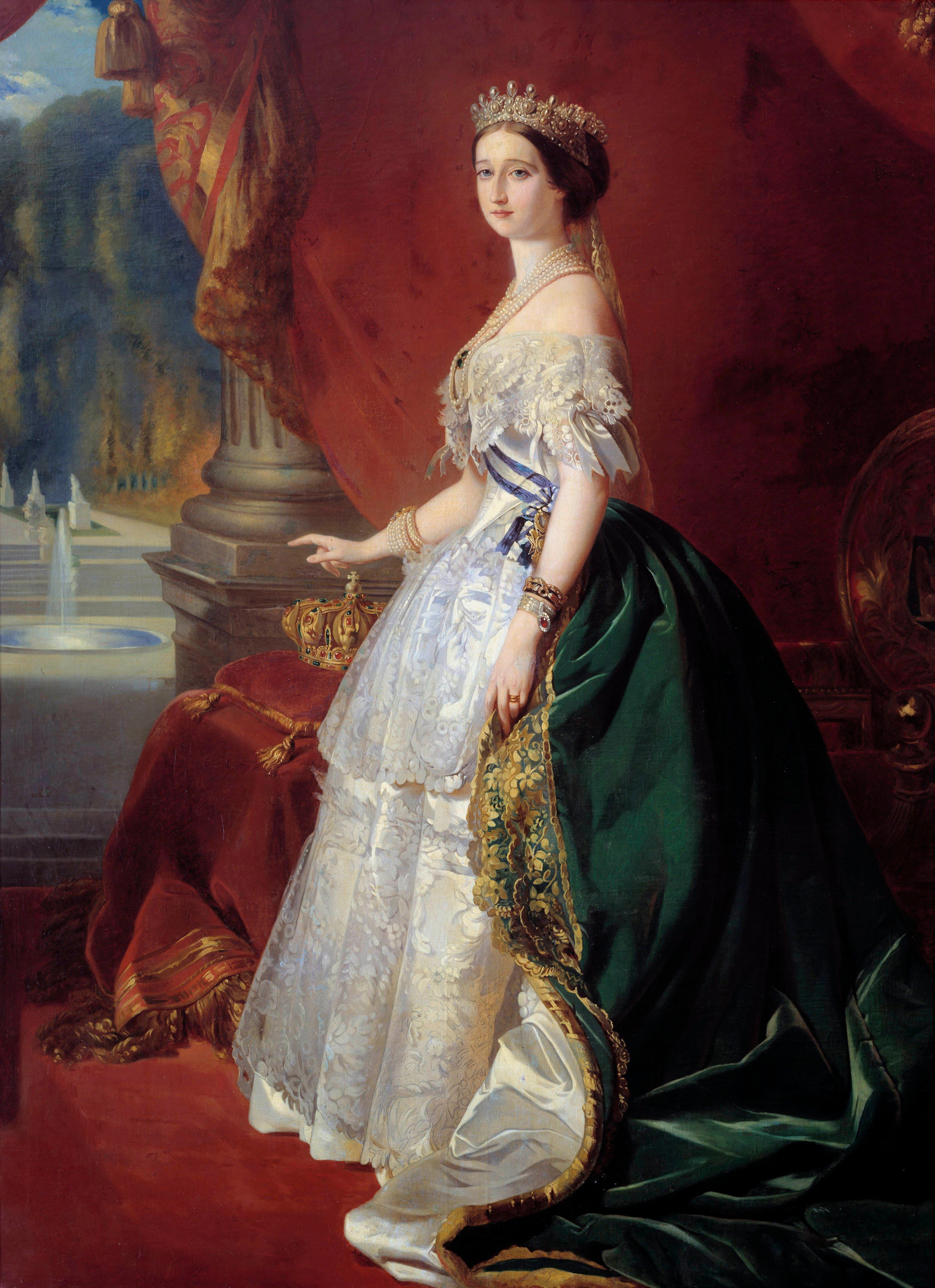
Eugénie de Montijo (1826–1920)

- Montijo, Galilea (* 1973), mexikanische Fernsehschauspielerin und -moderatorin
- Montilla, Abril (* 2000), spanische Schauspielerin
- Montilla, Antonio (* 1935), venezolanischer Radrennfahrer
- Montilla, Jorcerys (* 1995), venezolanische Schachspielerin
- Montilla, José (* 1955), spanischer Politiker, ehemaliger Regierungschef von Katalonien
- Montillet-Carles, Carole (* 1973), französische Skirennläuferin
- Montillo, Natale (1898–1965), italienischer Kinobetreiber, Filmregisseur, Filmproduzent und Drehbuchautor
- Montillo, Walter (* 1984), argentinischer Fußballspieler
- Montillon, Christian (* 1974), deutscher Autor
- Montimor, Jeferson Elias Braga (* 1998), brasilianischer Fußballspieler
- Montin, Lars (1723–1785), schwedischer Mediziner und Botaniker
- Montinari, Mazzino (1928–1986), italienischer Historiker und Germanist
- Montini, Gustavo Alejandro (* 1970), argentinischer Geistlicher und römisch-katholischer Bischof von Santo Tomé
- Montino, Esterino (* 1948), italienischer Politiker
- Montironi, Marco (* 1959), san-marinesischer Fußballspieler
- Montironi, Stelio, san-marinesischer Politiker
- Montironi, Stelio, san-marinesischer Politiker
- Montisci, Albino, italienischer Musiker
- Montius Magnus († 354), römischer Beamter

### Montj
- Montjane, Kgothatso (* 1986), südafrikanische Rollstuhltennisspielerin
- Montjeu, Philibert de († 1439), burgundischer Geistlicher, Bischof von Coutances
- Montjoie-Hirsingue, Simon-Nicolas de (1693–1775), Fürstbischof von Basel

### Montl
- Montler, Thobias (* 1996), schwedischer Leichtathlet
- Montlovier, Jean-Denis de (1733–1804), französischer Rechtsanwalt, Autor und Enzyklopädist
- Montluisant, Bruno von (1815–1898), österreichischer Generalmajor

### Montm
- Montmain, Jean (1888–1915), französischer Luftfahrtpionier
- Möntmann, Horst (* 1939), deutscher Fußballspieler
- Montmarquette, Alfred (1871–1944), kanadischer Folkmusikkomponist und Akkordeonist
- Montmartin, Friedrich Samuel von (1712–1778), deutscher Jurist und württembergischer Politiker
- Montmasson, Rose (1823–1904), italienische Patriotin, Teilnehmerin an Garibaldis Zug der Tausend
- Montmény (1695–1743), französischer Schauspieler
- Montminy, Anne (* 1975), kanadische Wasserspringerin
- Montmollin, Eric de (1907–2011), Schweizer Schriftsteller
- Montmollin, Louis de (1893–1974), Schweizer Offizier und Generalstabschef der Schweizer Armee
- Montmollin, Simone de (* 1968), Schweizer Politikerin (FDP)
- Montmor, Henri Louis Habert de († 1679), französischer Adliger, Mäzen, Autor
- Montmorency de La Rochepot, François seigneur († 1551), französischer Adliger und Militär, Lieutenant-général bzw
- Montmorency, Anne Charles François de (1768–1846), französischer Militär und Politiker
- Montmorency, Anne de (1493–1567), französischer Heerführer, Pair, Marschall und Connétable von FrankreichAnne de Montmorency (1493–1567)

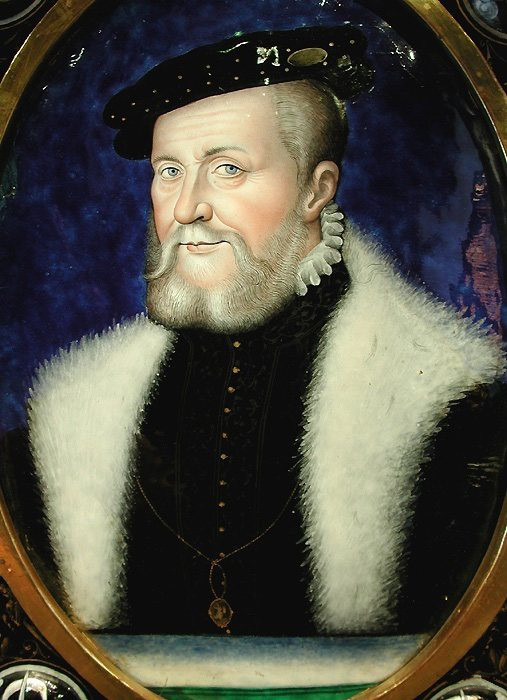
Anne de Montmorency (1493–1567)

- Montmorency, Charles de (1537–1612), Herzog von Damville, Pair und Admiral von Frankreich
- Montmorency, Charles I. de († 1381), Kardinal
- Montmorency, Charlotte-Marguerite de (1594–1650), Fürstin von Condé und Mätresse des französischen Königs Heinrich IV.
- Montmorency, Elisabeth Angélique de (1627–1695), durch Heirat Herzogin von Châtillon und später von Mecklenburg-Schwerin
- Montmorency, François de (1530–1579), Gouverneur von Paris und Marschall von Frankreich
- Montmorency, Guillaume de Montmorency, baron de (1454–1531), französischer Aristokrat und Hofbeamter
- Montmorency, Henri I. de (1534–1614), Marschall und Connétable von Frankreich
- Montmorency, Henri II. de (1595–1632), Großadmiral und Marschall von Frankreich, Vizekönig von Neu-Frankreich und Gouverneur des Languedocs, Herzog von MontmorencyHenri II. de Montmorency (1595–1632)

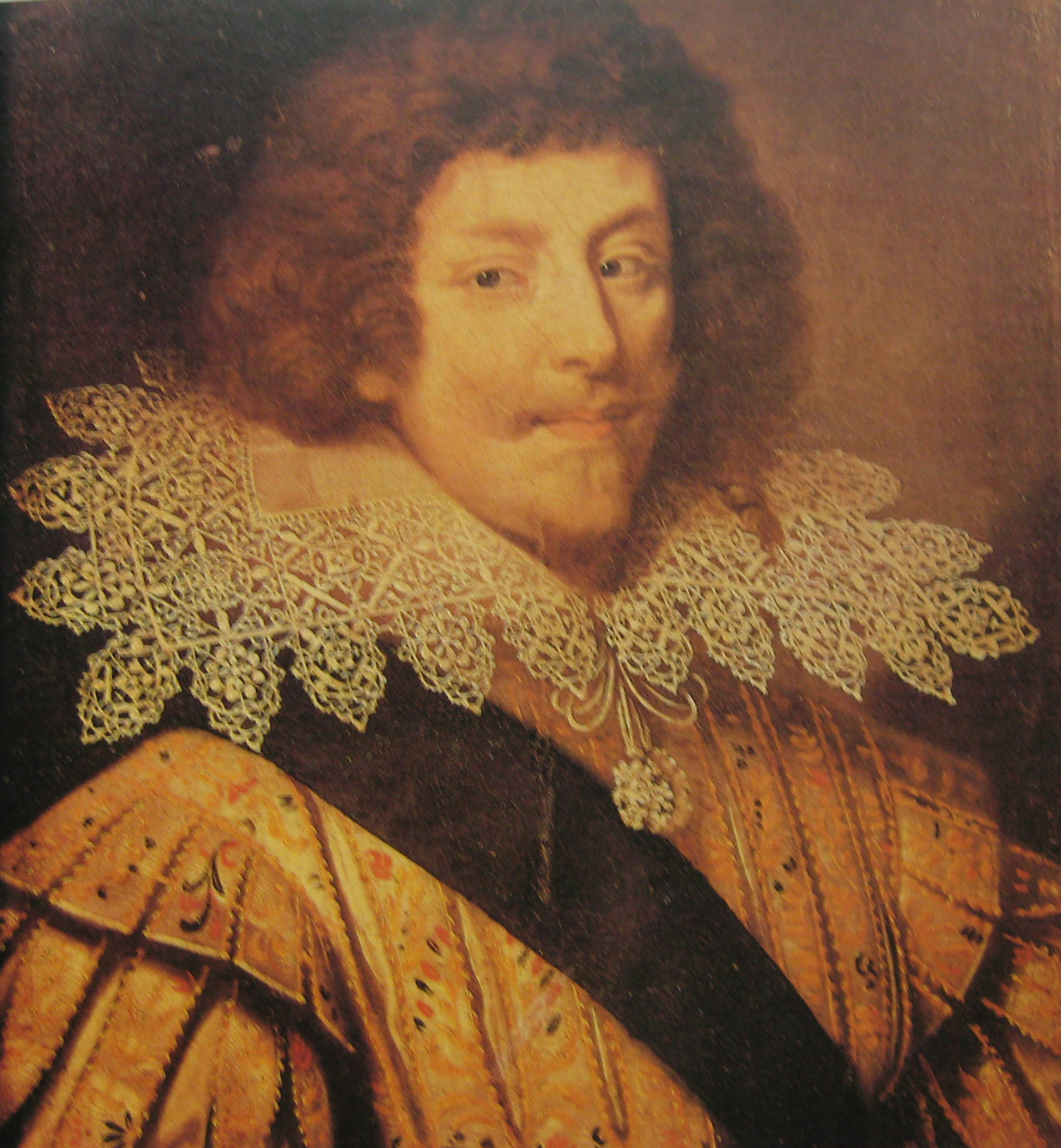
Henri II. de Montmorency (1595–1632)

- Montmorency, Jean II. de (1401–1477), französischer Adliger, Großkammerherr von Frankreich
- Montmorency, Jeanne-Marguerite de (1646–1700), französische Mystikerin und Eremitin
- Montmorency, Jehan de (* 1500), spanischer Botschafter im Vereinigten Königreich
- Montmorency, Philippe de Graf von Hoorn († 1568), niederländischer Admiral und Freiheitskämpfer
- Montmorency, Rachel de (1891–1961), britische Glasmalerin des Arts and Crafts Movements
- Montmorency, seigneur de Thoré, Guillaume de († 1594), französischer Militär, Mitglied der Malcontents
- Montmorency-Bouteville, François de (1600–1627), französischer Adliger, der wegen seiner häufigen Duelle hingerichtet wurde
- Montmorency-Fosseux, Anne Léon II. (1731–1799), französischer Militär
- Montmorency-Fosseux, Françoise de, Mätresse des französischen Königs Heinrich IV.
- Montmorency-Laval, Adrien de (1768–1837), französischer Militär und Diplomat
- Montmorency-Laval, François de (1623–1708), erster katholischer Bischof in Kanada
- Montmorency-Laval, Guy André Pierre de (1723–1798), französischer Militär, Marschall von Frankreich
- Montmorency-Laval, Louis-Joseph de (1724–1808), Kardinal, Bischof von Metz
- Montmorency-Laval, Mathieu de (1767–1826), französischer General, Staatsmann, Diplomat und Minister
- Montmorency-Luxembourg, Charles Anne Sigismond de (1721–1777), französischer Militär
- Montmorency-Luxembourg, Charles François I. de (1662–1726), französischer Adliger, Gouverneur der Normandie
- Montmorency-Luxembourg, Charles François II. de (1702–1764), französischer Adliger
- Montmorency-Luxembourg, Christian Louis de (1675–1746), französischer Militär
- Montmorency-Luxembourg, François-Henri de (1628–1695), französischer Heerführer, Pair und Marschall von FrankreichFrançois-Henri de Montmorency-Luxembourg (1628–1695)

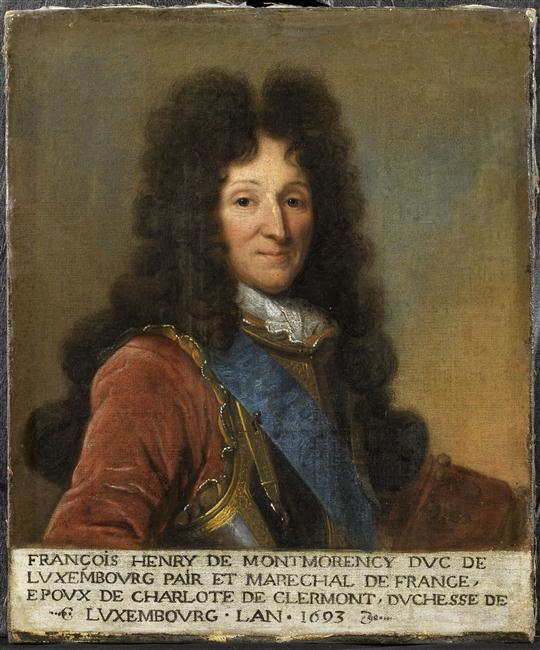
François-Henri de Montmorency-Luxembourg (1628–1695)

- Montmorin Saint-Hérem, Armand Marc de (1745–1792), französischer Staatsmann
- Montmort, Pierre Rémond de (1678–1719), französischer Mathematiker

### Montn
- Montnor, Jaden (* 2002), niederländisch-surinamischer Fußballspieler

### Monto
- Monto, Mika (* 1976), finnischer Squashspieler
- Montojo, Patricio (1839–1917), spanischer Militär
- Montoku (827–858), 55. Tennō von Japan (850–858)
- Montolieu, Isabelle de (1751–1832), Schweizer Autorin
- Montolieu, Louis de (1669–1738), preußischer Generalmajor und sardinischer Generalleutnant
- Montolio, Ángeles (* 1975), spanische Tennisspielerin
- Montolio, Genís (* 1996), spanischer Fußballspieler
- Montoliu, Manuel de (1877–1961), spanischer Romanist, Katalanist, Hispanist und Übersetzer
- Montoliu, Tete (1933–1997), spanischer Jazz-Pianist
- Montolivo, Riccardo (* 1985), italienisch-deutscher Fußballspieler
- Montone, Braccio da (1368–1424), italienischer Condottiere
- Montorio, Daniel (1904–1982), spanischer Komponist
- Montoro Cabello, Ángel (* 1989), spanischer Handballspieler
- Montoro y Valdés, Rafael (1852–1933), kubanischer Politiker und Botschafter
- Montoro, Cristóbal (* 1950), spanischer Politiker (Partido Popular), Wirtschaftswissenschaftler und Hochschullehrer
- Montorsoli, Giovanni Angelo (1507–1563), italienischer Bildhauer und Architekt
- Montour, Brandon (* 1994), kanadischer Eishockeyspieler
- Montoute, Édouard (* 1970), französischer SchauspielerÉdouard Montoute (* 1970)

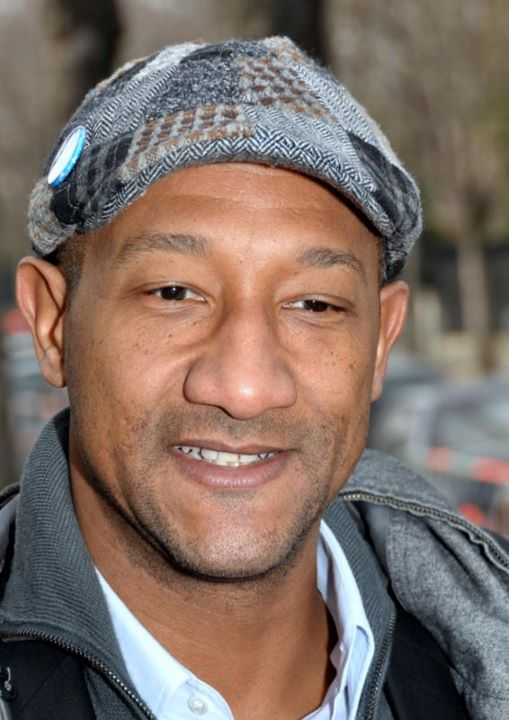
Édouard Montoute (* 1970)

- Montoya Fernández, Manuel (1959–2024), spanischer Handballtrainer und Hochschullehrer
- Montoya Martinez, Maria (1885–1980), indianische Keramik-Künstlerin und Töpferin
- Montoya Quiroz, Daniela (* 1990), kolumbianische Fußballspielerin
- Montoya Rojas, Rodrigo (* 1943), peruanischer Anthropologe, Soziologe, Schriftsteller und Liedersammler
- Montoya Torres, Santos (* 1966), spanischer Geistlicher, römisch-katholischer Bischof von Calahorra y La Calzada-Logroño
- Montoya, Al (* 1985), US-amerikanischer Eishockeytorwart
- Montoya, Carlos (1903–1993), spanischer Flamenco-Gitarrist
- Montoya, Coco (* 1951), US-amerikanischer Bluesmusiker, Gitarrist
- Montoya, Daniel (* 1978), deutscher Schauspieler, Hörspiel- und Synchronsprecher mit spanischen Wurzeln
- Montoya, Enrique (1928–1993), spanischer Flamenco-Künstler
- Montoya, Gabriel (1868–1914), französischer Lyriker und Chansonnier
- Montoya, Jesús (* 1963), spanischer Radrennfahrer
- Montoya, Joseline (* 2000), mexikanische Fußballspielerin
- Montoya, Joseph (1915–1978), US-amerikanischer Politiker
- Montoya, Juan (* 1932), guatemaltekischer Radrennfahrer
- Montoya, Juan Pablo (* 1975), kolumbianischer AutomobilrennfahrerJuan Pablo Montoya (* 1975)

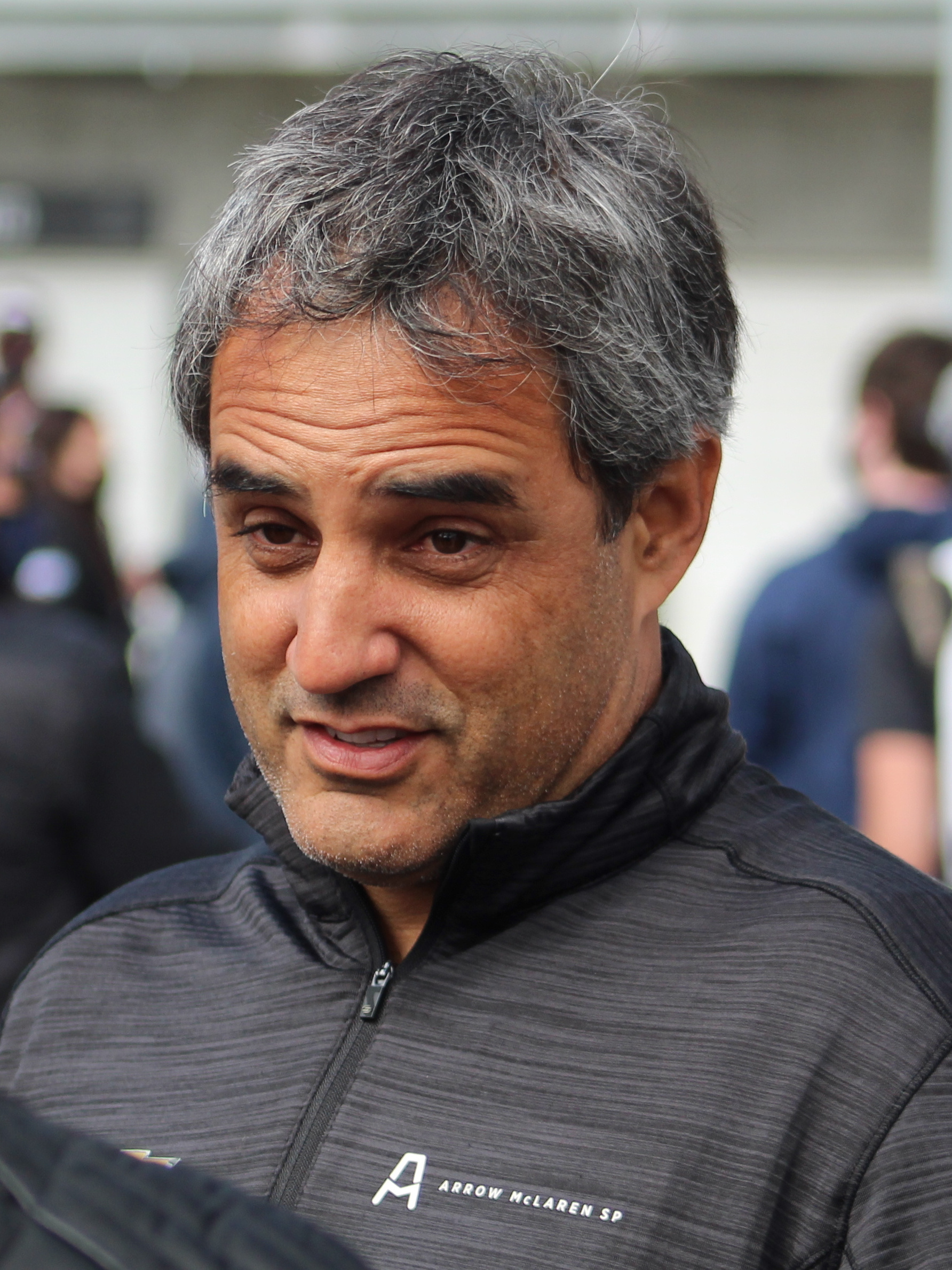
Juan Pablo Montoya (* 1975)

- Montoya, Julián (* 1993), argentinischer Rugby-Union-Spieler
- Montoya, Laura (1874–1949), römisch-katholische Ordensschwester und Ordensgründerin
- Montoya, Lorenzo (* 1986), US-amerikanisches Opfer eines Justizirrtums
- Montoya, Luis (* 1951), mexikanischer Fußballspieler
- Montoya, Luis (* 1961), kolumbianischer Fußballtrainer
- Montoya, María (* 1998), kolumbianische Leichtathletin
- Montoya, Martín (* 1991), spanischer Fußballspieler
- Montoya, Matilde (1859–1938), mexikanische Medizinerin
- Montoya, Néstor (1862–1923), US-amerikanischer Politiker
- Montoya, Ramón (1880–1949), spanischer Flamenco-Komponist und Flamenco-Gitarrist
- Montoya, Raphaël (* 1995), französischer Triathlet
- Montoya, Reynel (* 1959), kolumbianischer Radrennfahrer
- Montoya, Rodolfo, mexikanischer Fußballspieler
- Montoya, Rubén (* 1940), argentinischer Fußballtorhüter
- Montoya, Theo (* 1992), kolumbianischer Filmregisseur
- Montoya, Víctor (* 1958), bolivianischer Schriftsteller
- Montoyer, Louis († 1811), österreichischer Architekt

### Montp
- Montpellier, Alex (* 1983), französischer Poolbillardspieler
- Montpellier, Luc, kanadischer Kameramann
- Montpellier, Théodore de (1807–1879), belgischer Geistlicher, römisch-katholischer Bischof von Lüttich
- Montpensier, Anne Marie Louise d’Orléans, duchesse de (1627–1693), Herzogin von Montpensier, Nichte Ludwigs XIII., Cousine Ludwigs XIV.Anne Marie Louise d’Orléans, duchesse de Montpensier (1627–1693)

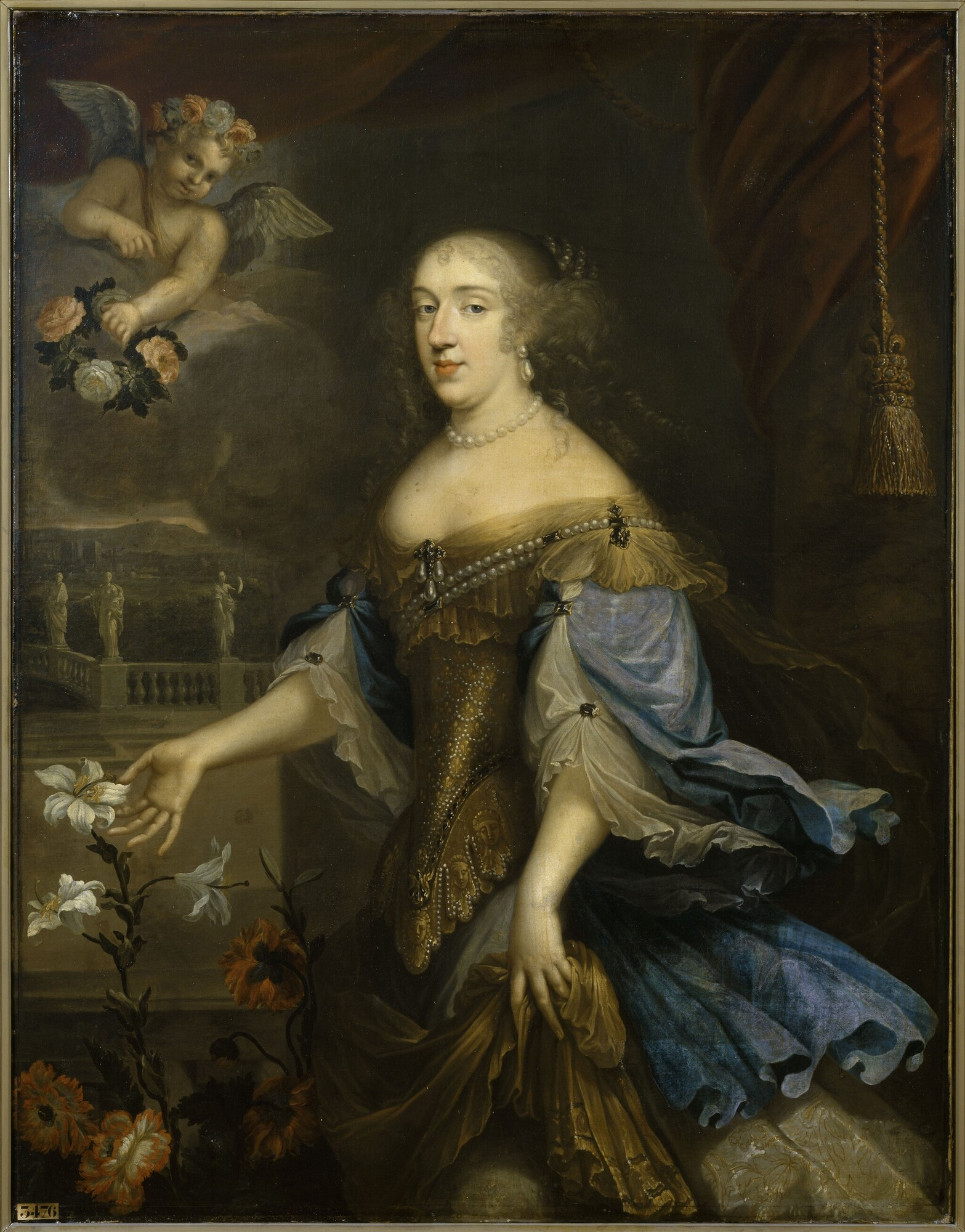
Anne Marie Louise d’Orléans, duchesse de Montpensier (1627–1693)

- Montpensier, Antoine d’Orléans, duc de (1824–1890), französischer Offizier und spanischer Thronprätendent
- Montpreis, Ulrich von († 1330), Bischof von Chiemsee

### Montr
- Montredon, Jean-Claude (1949–2025), französischer Jazzmusiker (Schlagzeug, Perkussion)
- Montree Promsawat (* 1995), thailändischer Fußballspieler
- Montrell, Roy (1928–1979), amerikanischer Rhythm-and-Blues-Gitarrist
- Montrémy, Jean de (1913–1998), französischer Autorennfahrer und Rennwagenkonstrukteur
- Montresor, Beni (1926–2001), italienischer Bühnenbildner, Regisseur und Zeichner
- Montreuil, Jean (1920–2010), französischer Biochemiker
- Montreuil, Jean de (1354–1418), französischer Gelehrter des Renaissance-Humanismus
- Montreux, Nicolas de (1561–1608), französischer Schriftsteller
- Montricher, Franz Mayor de (1810–1858), französischer Ingenieur Schweizer Herkunft
- Montroll, Elliott (1916–1983), US-amerikanischer theoretischer Physiker und Mathematiker
- Montrone, Domenico (* 1986), italienischer Ruderer
- Montrose, Donald William (1923–2008), US-amerikanischer römisch-katholischer Bischof von Stockton
- Montrose, Jack (1928–2006), US-amerikanischer Tenorsaxophonist und Arrangeur
- Montross, Eric (1971–2023), US-amerikanischer Basketballspieler
- Montrouzier, Xavier (1820–1897), französischer Missionar und Naturforscher
- Montrucchio, Irene (* 1991), spanische Synchronschwimmerin

### Monts
- Monts, Alexander von (1832–1889), deutscher Admiral
- Monts, Anton Graf von (1852–1930), deutscher Diplomat
- Monts, Friedrich von (1801–1886), preußischer General der Infanterie
- Monts, Hans Paul Graf von (1904–1944), deutscher Hochstapler
- Monts, Karl von (1793–1870), preußischer Generalleutnant
- Montsalvatge, Xavier (1912–2002), spanischer Komponist
- Montseny, Federica (1905–1994), spanische Schriftstellerin, Syndikalistin und Anarchistin sowie Gesundheitsministerin während der Zweiten Spanischen Republik
- Montserrat i Torrents, Josep (1932–2025), spanischer Lehrer, Philosoph, Koptologe und Historiker
- Montserrat, Dolors (* 1973), spanische Politikerin (PP), MdEP
- Montserrat, Dominic (1964–2004), britischer Ägyptologe und Papyrologe
- Montserrat, Joaquín de (1700–1771), Vizekönig von Neuspanien
- Montserrat, Víctor, spanischer Squashspieler
- Montsho, Amantle (* 1983), botswanische Leichtathletin

### Montt
- Montt Álvarez, Jorge (1845–1922), Präsident von Chile
- Montt Montt, Pedro (1849–1910), chilenischer Politiker
- Montt, Manuel (1809–1880), chilenischer Politiker
- Montt, María (* 1996), chilenische Sprinterin

### Montu
- Montù, Carlo (1869–1949), italienischer Militär, Ingenieur, Sportler, Flieger, Politiker und Sportfunktionär
- Montua, Max (1886–1945), deutscher Kaufmann und Offizier, zuletzt SS-Brigadeführer und Generalmajor der Polizei
- Montucla, Jean-Étienne (1725–1799), französischer Mathematiker
- Montuemhat, altägyptischer Beamter
- Montúfar y Larrea-Zurbano, Carlos de (1780–1816), ecuadorianischer Freiheitskämpfer
- Montuherchepschef, altägyptischer Prinz
- Montulli, Lou, US-amerikanischer Informatiker, Erfinder der Cookies und weiterer Webelemente
- Montuori, Carlo (1883–1968), italienischer Kameramann
- Montuori, Luca (1859–1952), italienischer General und Politiker
- Montuori, Mario (1920–1997), italienischer Kameramann
- Montuori, Miguel (1932–1998), italienisch-argentinischer Fußballspieler
- Monture, Edith (1890–1996), kanadische Krankenschwester und Veteranin des Ersten Weltkrieges
- Monturiol, Narcís (1819–1885), spanischer Ingenieur und Erfinder

### Montv
- Montvay, István (* 1940), ungarischer theoretischer Physiker
- Montvila, Juozas (1885–1912), litauischer Priester der Katholischen Ostkirchen

### Montw
- Montwani, Alain (* 1984), andorranischer Fußballspieler

### Monty
- Monty, Dave (* 1949), deutscher Maler, Aktionskünstler und Gründer der East Side Gallery
- Monty, Mike (1936–2006), US-amerikanischer Schauspieler und Drehbuchautor
- Monty, Ole (1908–1977), dänischer Schauspieler
- Monty, Willy (1939–2014), belgischer Radrennfahrer
- Montyon, Antoine Jean Baptiste Robert Auget de (1733–1820), französischer Wirtschaftswissenschaftler, Jurist, Staatsrat und Philanthrop

### Montz
- Montzeleze, Theodoros, Verfasser des Dramas "Evjena"
- Montzheimer, Elsbeth (1858–1926), deutsche Schriftstellerin
- Montzingo, Peet (* 1990), US-amerikanische Internetpersönlichkeit, Musiker und SchriftstellerPeet Montzingo (* 1990)

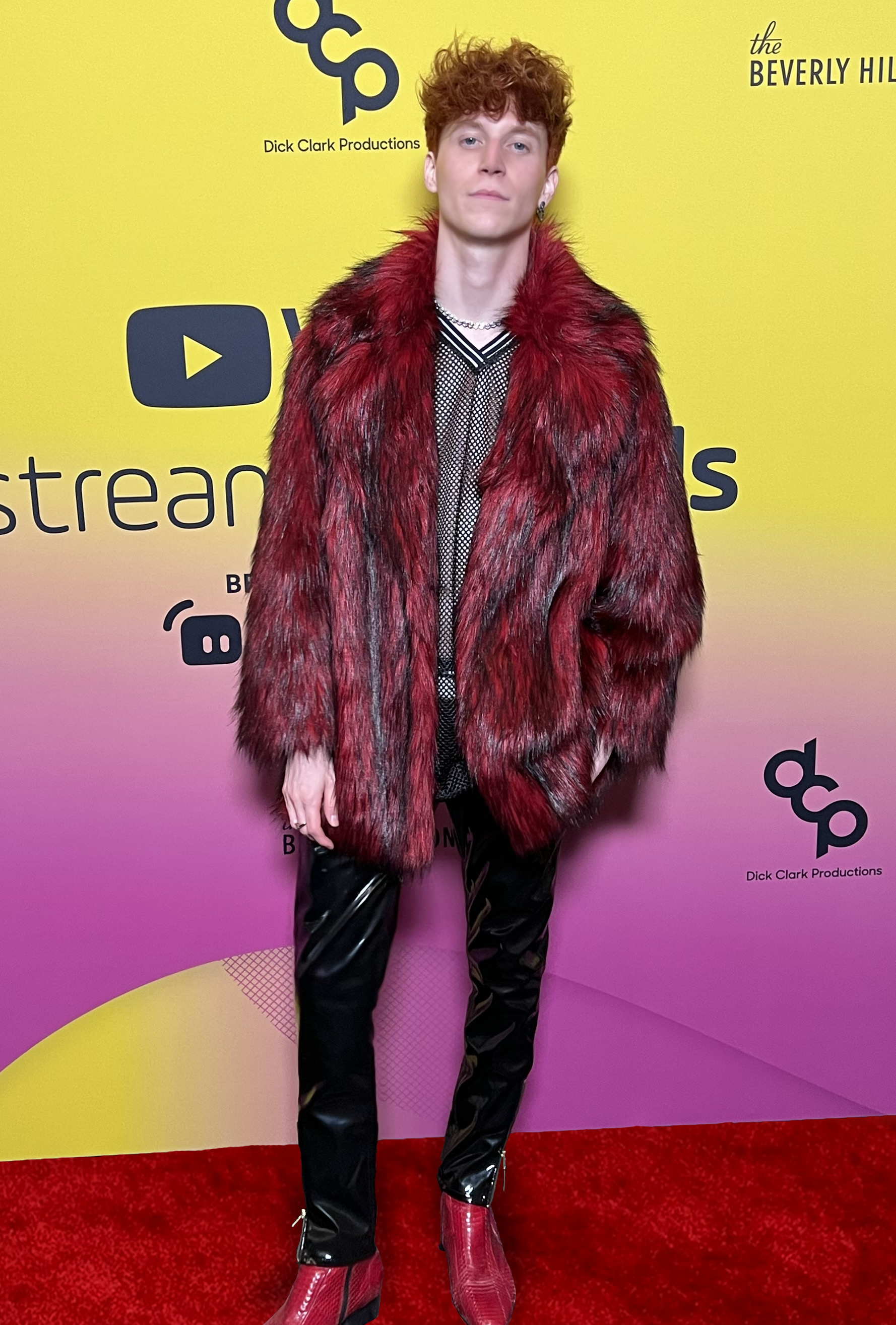
Peet Montzingo (* 1990)